# Історія США

Прапор США в роки американської революції

Дата початку історії Сполучених Штатів є предметом гострих дебатів серед істориків. Старі підручники починаються, переважно, із прибуття Христофора Колумба 12 жовтня 1492 року і особливо підкреслюють європейський фон колонізації Америки. В останні десятиліття американські школи та університети, як правило, відійшли від традиційного опису, включивши в історіографію колоніального періоду минуле корінних американців.
Корінні мешканці жили на території сучасних Сполучених Штатів протягом кількох тисяч років, перш ніж перші європейські колоністи ступили на відкритий континент. Перші поселенці прибули переважно з Англії, початком їх переселення стала подорож до берегів сучасної Нової Англії Джона Кабота, який знаходився на англійській службі. Інший великий мореплавець Хуан Понсе де Леон започаткував колонізацію Америки іспанськими колоністами. Вони заснували невеликі поселення у Флориді і на південному заході США. Французи оселились уздовж річки Міссісіпі і узбережжя Мексиканської затоки.

До 1770-х років тринадцять британських колоній від Нью-Гемпшира на півночі до Джорджії на півдні нараховували вже два з половиною мільйони чоловік, що проживали уздовж Атлантичного узбережжя на схід від Аппалачів. Після закінчення франко-індіанських воєн 1760-х років метрополія наклала на переселенців ряд нових податків, відкинувши аргументи колоністів про те, що будь-які нові збори повинні схвалюватись ними. Податковий опір, зокрема Бостонське чаювання (1773), призвів до прийняття британським парламентом законів про покарання («Нестерпні закони»), покликаних покласти край самоврядуванню в штаті Массачусетс.

Сьогоднішній прапор США

Незабаром після цього між Англією та її колоніями в 1775 році спалахнула революційна війна. Погано забезпечені і слабо навчені американці протистояли чисельнішим і краще озброєним англійським військам. Під час війни спалахнула велика епідемія натуральної віспи. Переломним моментом у війні стала поразка британської армії в битві під Саратогою. Завдяки широкомасштабній військовій та фінансовій підтримці з боку Франції і талановитому командуванню генерала Джорджа Вашингтона, американські патріоти здобули в 1781 остаточну перемогу. Незадовго до цього 4 липня 1776 року Другий Континентальний конгрес прийняв Декларацію незалежності Сполучених Штатів, якою підтвердив існування не простої сукупності розрізнених колоній, а єдиної американської нації.
Мирний договір 1783 року змусив Велику Британію визнати незалежність нової держави. Однак центральний уряд новоствореної Конфедерації виявився неефективним у забезпеченні стабільності, оскільки не мав достатніх повноважень. Скликана Філадельфійська конвенція прийняла нову Конституцію, яка набрала чинності в 1789 році. У 1791 до неї був доданий Білль про права, який містив гарантії невід'ємних свобод. За президентства Вашингтона було створено сильний центральний уряд, а в роки правління Томаса Джефферсона США викупили у Франції Луїзіану, подвоївши таким чином розміри країни.

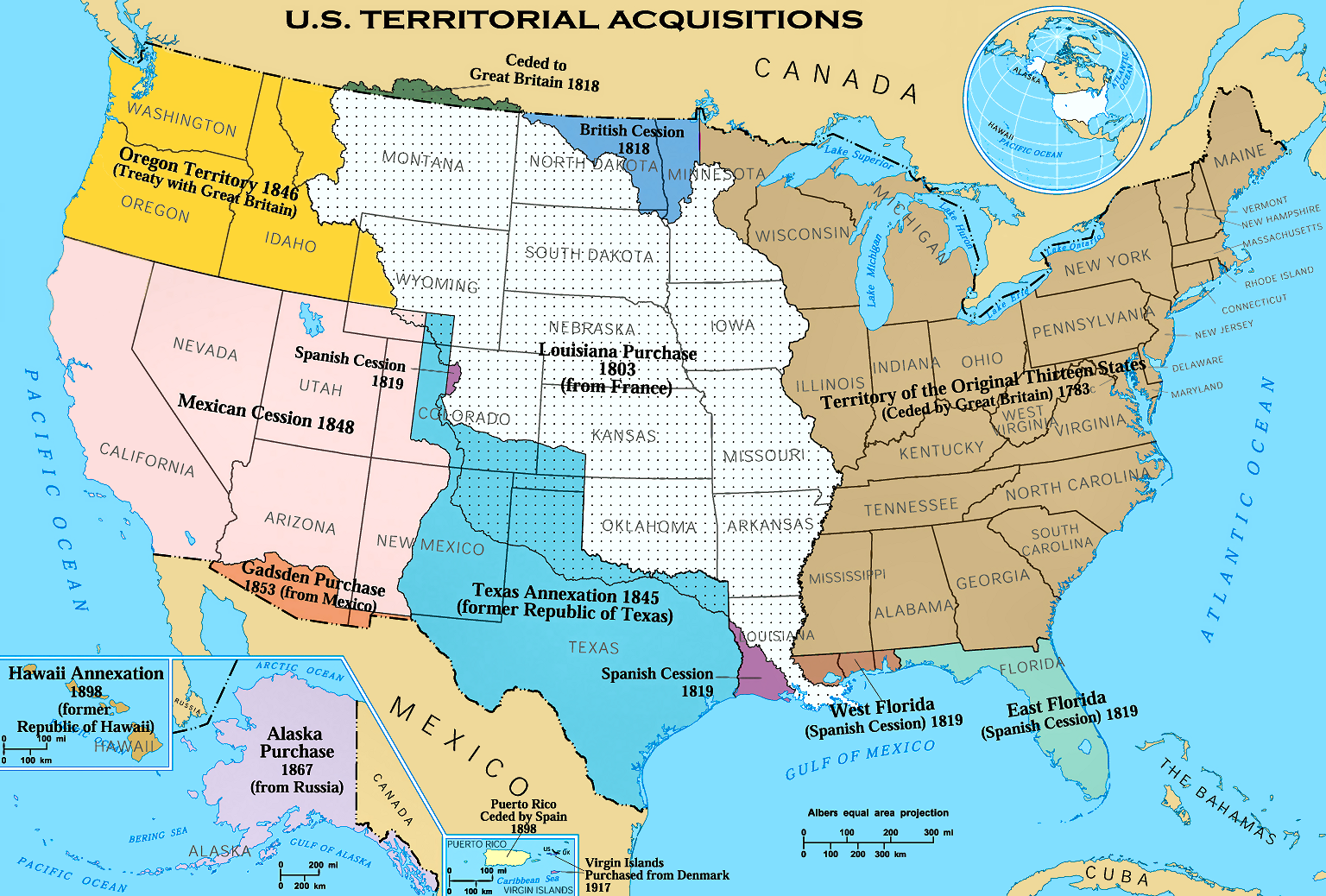
Формування території США 1750—2008 роки

Підтримувані вірою в явне призначення американці поступово розширили свою територію до Тихого океану. Швидкими темпами йшло зростання населення, досягнувши 7,2 мільйона в 1810 році, 32 млн в 1860 році, 76 млн в 1900 році, 132 млн в 1940 році і 321 мільйона у 2015 році. Економічний ріст за обсягом ВВП відбувався ще швидше. Розширення території було обумовлене пошуками недорогих земель для фермерів і рабовласників. Питання рабства ставало все більш суперечливим і слугувало причиною політичних і конституційних суперечок. Після того як в 1860 році президентом обрали Авраама Лінкольна, який виступав за скасування рабовласництва, 11 південних штатів вийшли з Союзу і заявили про свою незалежність, оголосивши себе Конфедеративними Штатами Америки.

Жодна держава ніколи не визнала Конфедерацію, але саме вона розпочала громадянську війну, напавши на Форт-Самтер у 1861 році. Спочатку успіх був на боці армії південних штатів, її командири, особливо генерал Роберт Лі, виявилися блискучими тактиками. Бойові дії велись переважно на Півдні, величезні матеріальні та трудові ресурси Півночі стали вирішальними в кровопролитному протистоянні. Результатом війни стало відновлення єдності США, зубожіння Півдня і ліквідація рабства. Через кілька років після закінчення громадянської війни Сполучені Штати висунулися в число провідних індустріальних держав. 1869 року завершилося будівництво першої трансконтинентальної залізниці. Бурхливо розвивалася нафтова і електрична промисловість, виникали текстильні фабрики. У повсякденне життя американців увійшли нові винаходи: телефон, електрична лампочка, грамофони і трансформатори, а також кінематограф.

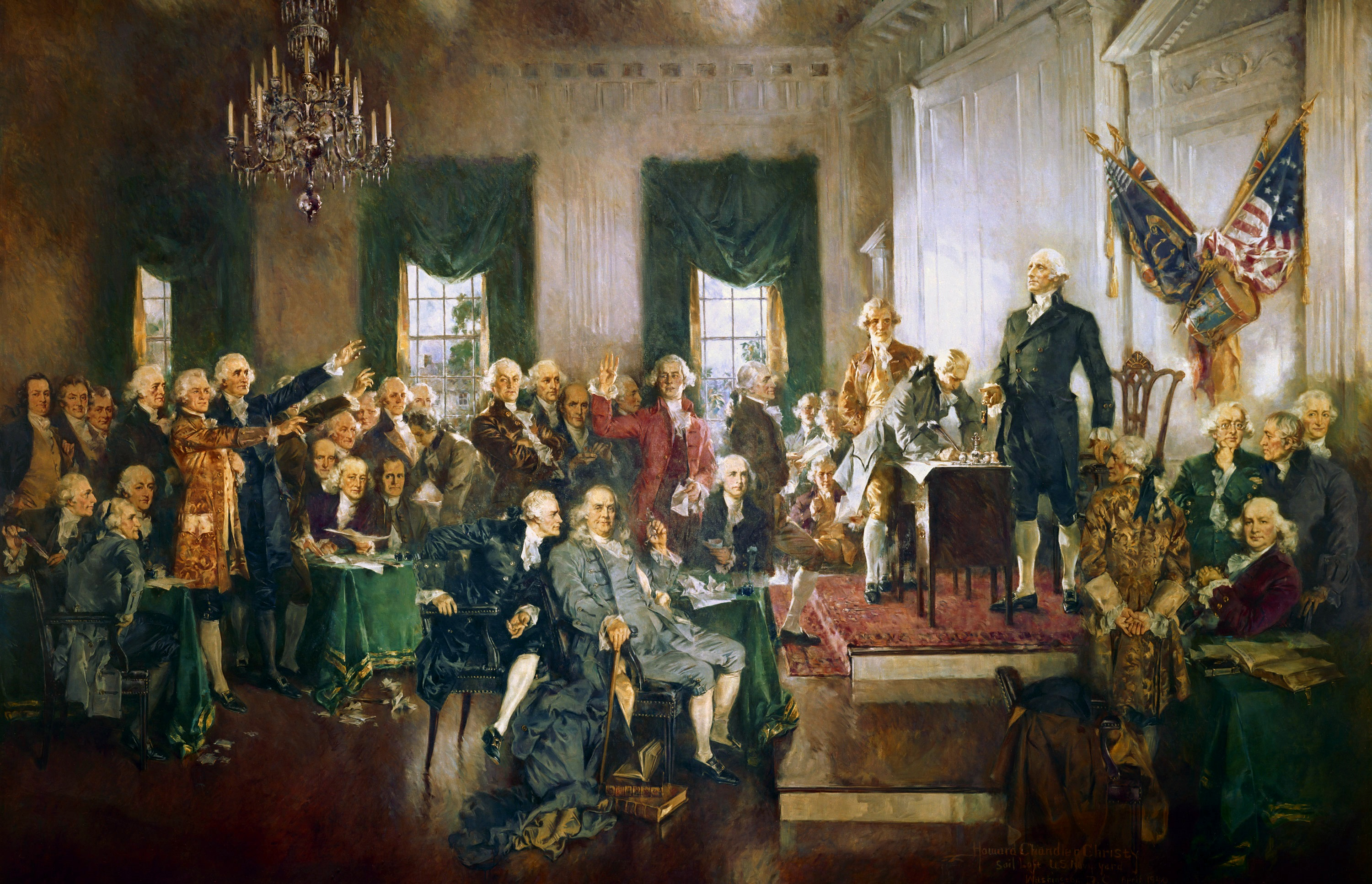
«Батьки-засновники»

На рубежі 20-го століття Сполучені Штати стали провідною промисловою державою світу через спалах підприємництва на північному сході і середньому Заході й приїзду мільйонів робітників-іммігрантів та фермерів з Європи. Масове невдоволення корупцією й неефективністю традиційної політики стимулювало поширення прогресивного руху, що призвело до проведення багатьох соціальних і політичних реформ. 1920 року 19-а поправка до Конституції гарантувала виборче право жінок, а 16 й 17 поправки встановили національний прибутковий податок і прямі вибори сенаторів США до Конгресу.

У 1914 році, коли в Європі вибухнула Перша світова війна, президент Вудро Вільсон виступив за політику суворого нейтралітету Америки. Однак така позиція стала неможливою, коли Німеччина оголосила тотальну війну проти всіх суден, що прямували в порти країн-союзників. 1917 року США вступили у війну на боці країн Антанти, зробивши істотний внесок у перемогу. Підписаний повоєнний Версальський договір включав пропозицію про створення Ліги Націй, але Сенат США відмовився ратифікувати договір, тому Сполучені Штати не взяли участі в діяльності міжнародної організації.

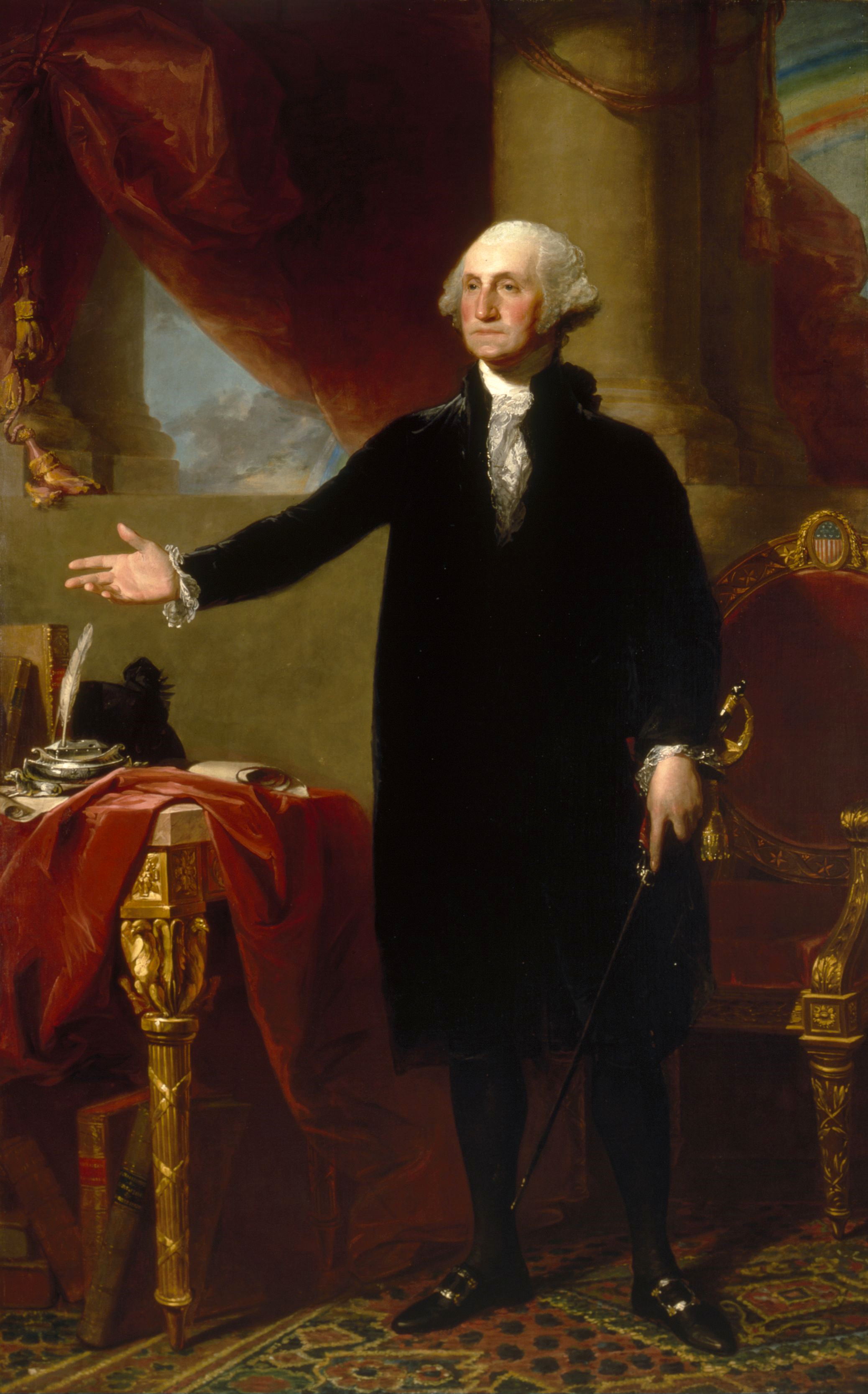
Перший президент США Джордж Вашингтон

Після благополучного десятиліття загального економічного процвітання крах Уолл-стріта ознаменував початок десятирічної всесвітньої Великої депресії. Прихід президента-демократа Франкліна Рузвельта завершив період знаходження при владі у Білому Домі республіканців. Новий американський лідер реалізував власну програму реформ. Отримавши назву «Новий курс», президентські зміни включали допомогу безробітним, підтримку фермерів й упровадження соціального забезпечення. «Новий курс» Рузвельта не зміг покласти край депресії, але економіка стала зростати. Однак по-справжньому економічне покращення відновилося лише напередодні вступу країни в Другу світову війну.
Американська земля зазнала першого удару під час японської атаки на Перл-Гарбор 7 грудня 1941 року. Разом з Великою Британією, Радянським Союзом, Китаєм та іншими державами Антигітлерівської коаліції США зробили істотний внесок у перемогу над нацистською Німеччиною. Бойові дії проти Японії завершились у серпні 1945 року, коли президент Гаррі Трумен віддав розпорядження про нанесення атомних ударів по містах Хіросіма і Нагасакі. Після війни США стали співзасновником нової міжнародної організації — Організації Об'єднаних Націй.
У повоєнний час Сполучені Штати і Радянський Союз стали конкуруючими наддержавами у Холодній війні, протистоявши один одному і в гонці озброєнь, і в космічних перегонах, й ідеологічній та пропагандистській конфронтації. Зовнішня політика США будувалася навколо підтримки країн Західної Європи і Японії поряд з політикою стримування комунізму. США взяли участь в Корейській і В'єтнамській війнах, намагаючись зупинити поширення радянського впливу.
У 1960-ті роки, багато в чому завдяки руху за громадянські права, пройшла хвиля соціальних реформ, що забезпечила дотримання конституційних прав на голосування і свободу пересування афроамериканців та інших расових меншин. Завдяки переговорам з СРСР, ініційованими Рональдом Рейганом, а згодом і Джорджом Бушом, що зайняв пост президента в 1989, настала локалізація глобального протистояння. Холодна війна закінчилася повним колапсом соціалістичного ладу і розпадом Радянського Союзу в 1991 році, залишивши Сполучені Штати єдиною наддержавою у світі.
У 1990-ті США зосередилися на міжнародних конфліктах навколо Близького Сходу. Початок 21-го століття ознаменувався терористичними атаками «Аль-Каїди» 11 вересня 2001 року, після чого країна взяла участь у війнах в Іраку та Афганістані. 2008 року США пережили найгіршу економічну кризу з часів Великої депресії. За роки правління президента Барака Обами, першого афроамериканця на цій посаді, було впроваджено реформи по охороні здоров'я і банківській діяльності. 20 січня 2017 року склав присягу 45-й президент Сполучених Штатів Дональд Трамп; він став першим президентом в історії США, якому Палата представників двічі оголосила імпічмент. Однією з найбільших криз у новітній історії США стала пандемія COVID-19, яка розгорнулася на початку 2020 року; за кілька років пандемії від коронавірусної хвороби померли принаймні 1,2 мільйони американців. Дональд Трамп програв президентські вибори 2020 року Джо Байдену, але повернувся до влади на другий термін за результатами президентських виборів 2024 року.

## Доколумбова епоха

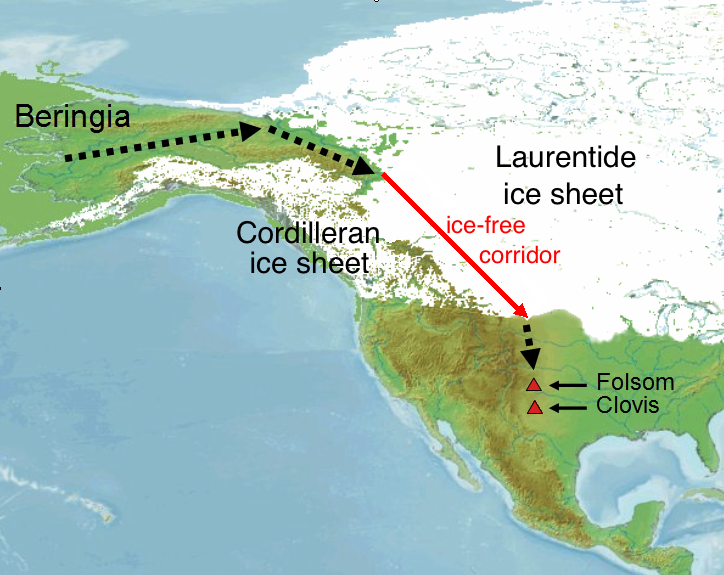
Розташування сухопутного мосту через Берингію і шляхи заселення Північної Америки

Остаточно не відомо, як і коли корінні американці вперше поселилися на території сучасних Сполучених Штатів. Переважна більшість теорій припускає, що люди мігрували з Євразії через сухопутний міст Берингії, який з'єднував Сибір і Аляску під час льодовикового періоду. Згодом вони переселилися на південь по всій Америці і, можливо, дійшли до Антарктиди. Ця міграція розпочалася приблизно 30 000 років тому і тривала близько 20 000 років, поки сухопутний міст не був затоплений внаслідок підвищення рівня моря, викликаного закінченням останнього льодовикового періоду. Ці давні мешканці, звані палеоамериканцями, незабаром розділились на багато сотень різноманітних народів, племен і народностей.
Доколумбова епоха включає в себе період в історії і передісторії Північної і Південної Америки до появи європейців на американських континентах, охоплюючи час від початкового поселення у верхньопалеолітичний період аж до європейської колонізації під час Нового часу. Племена Північної Америки періодично ворогували одне з одним. Відомий ісландський вікінг Лейф Еріксон за 500 років до Колумба відкрив Америку, назвавши її Вінланд.

## Колоніальний період США

### Колонізація Америки іспанцями, голландцями та французами

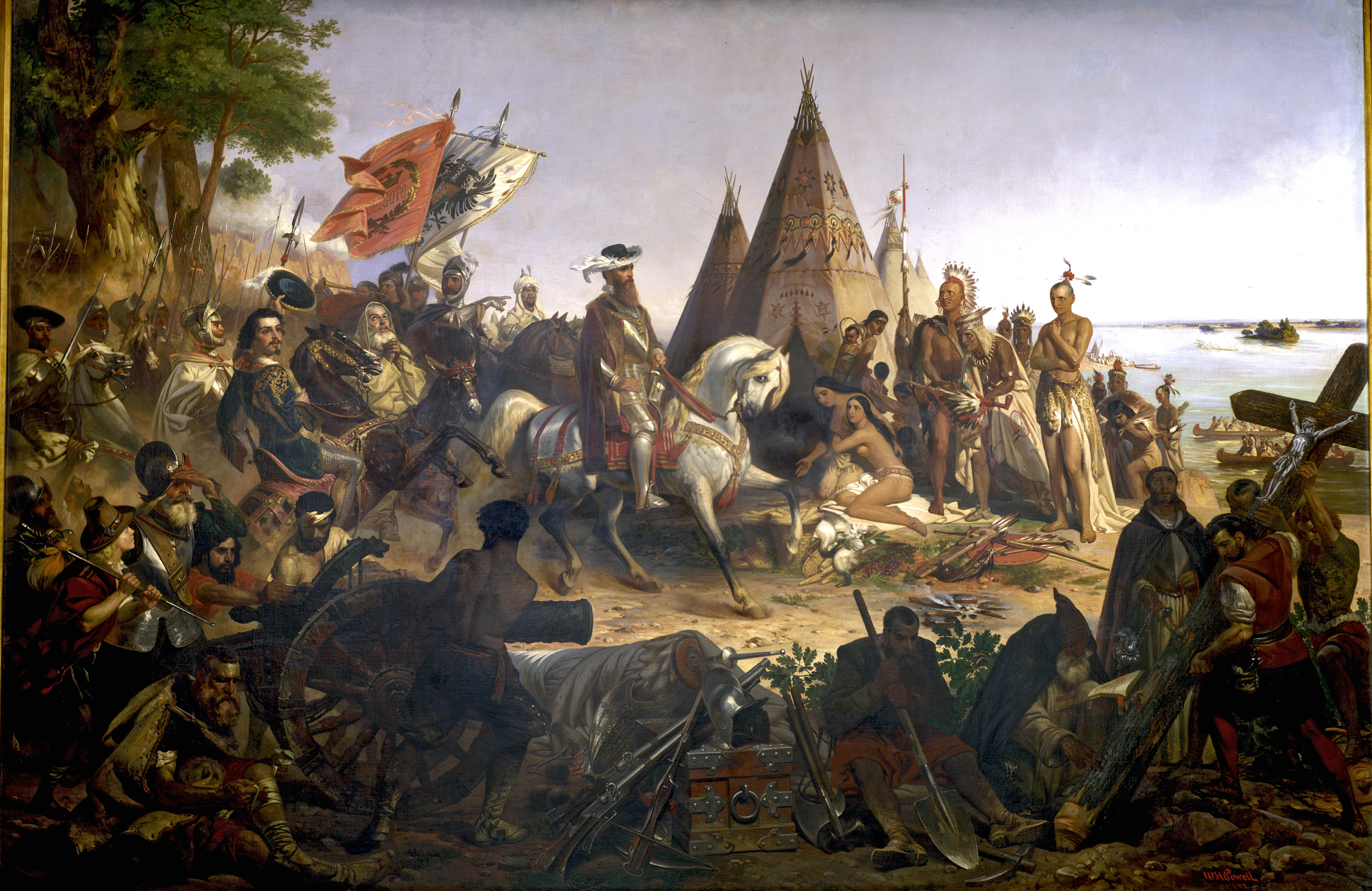
Відкриття річки Міссісіпі конкістадором Ернандо де Сото в 1541 році

Після вікінгів першими європейцями на американському материку були іспанці. В жовтні 1492 року іспанська експедиція на чолі з адміралом Христофором Колумбом висадилась на острів Сан-Сальвадор.
Першим дослідником, який побував у гирлі річки Міссісіпі, перетнув сучасні Луїзіану та Техас, дійшов практично до Каліфорнійської затоки, є іспанський конкістадор та мандрівник Альваро Нуньєс Кавеса де Вака. Це відбулося у 1528—1535 роках. Перше постійне поселення в сучасних США було засноване у 1565 у Флориді.
Французи вперше ступили на землі Нового світу як дослідники, шукачі маршруту до Тихого океану та достатку. Найзначніші дослідження французів у Північній Америці відбулися під час правління короля Франції Франциска І. 1524 року Франциск відправив італійця Джованні да Верраццано знайти шлях до Тихого океану в районі між Флоридою та Ньюфаундлендом. Землям поміж Новою Іспанією та англійським Ньюфаундлендом Верраццано дав назви Франческа та Нова Галлія, просуваючи цим способом Францію.
Згодом, 1534 року, Франциск відправив Жака Картьє в першу з трьох подорожей досліджувати узбережжя Ньюфаундленда та річку Св. Лаврентія. Потім французи мали невдалі спроби заснувати декілька колоній вздовж узбережжя Північної Америки, які провалилися через погодні умови, хвороби або конфлікт з іншими європейськими колоністами. Картьє пробував заснувати перше постійне європейське поселення в північній Америці в Кап-Руж, але всі 400 поселенців наступного року покинули поселення через погану погоду і набіги корінного населення. Невелика група вояків, яка залишилась у Південній Кароліні на острові Парріс, у 1562 році заснувала Шарльсфорт, але вже наступного року була змушена покинути його у зв'язку з припиненням постачання харчів з Франції.
Форт Кароліна, оснований на місці, де сьогодні стоїть місто Джексонвілл у штаті Флорида, проіснував лише один рік та був знищений іспанцями з Сент-Августина. Незабаром провалилась і спроба розміщувати засуджених на острові Сейбл в Новій Шотландії. 1604 року острів Сент-Круа в Акаді був місцем для ще однієї французької колонії, яка дуже постраждала від хвороби, мабуть, цинги. Наступного року поселення перевезли в Порт-Рояль. 1685 року в Техасі французи заснували Форт Сент-Луїс, але до 1688 року його покинули.
У 1602 році уряд Республіки Об'єднаних провінцій засновує Голландську Ост-Індійську компанію для дослідження нового шляху до Індії та проголошення всіх незвіданих земель територіями Республіки Об'єднаних провінцій. Це призвело до створення кількох значних експедицій, які посприяли створенню провінції Нові Нідерланди.

### Колонізація Америки англійцями

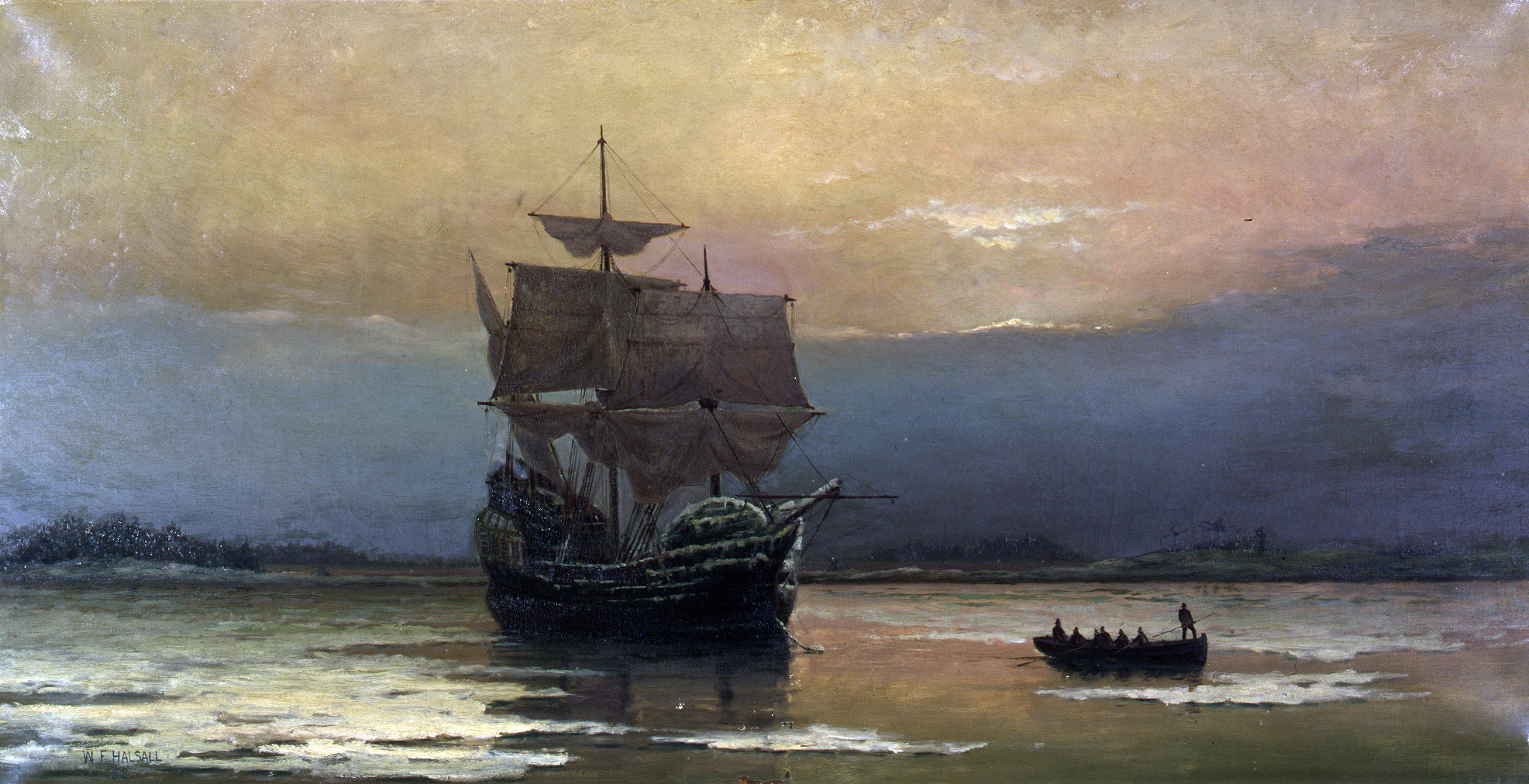
Корабель «Мейфлавер» — англійський корабель, що перевозив пілігримів з міста Плімут (Англія) до Плімуту в Массачусетсі 1620 року. Його пасажирів вважають першими європейськими жителями Нової Англії.

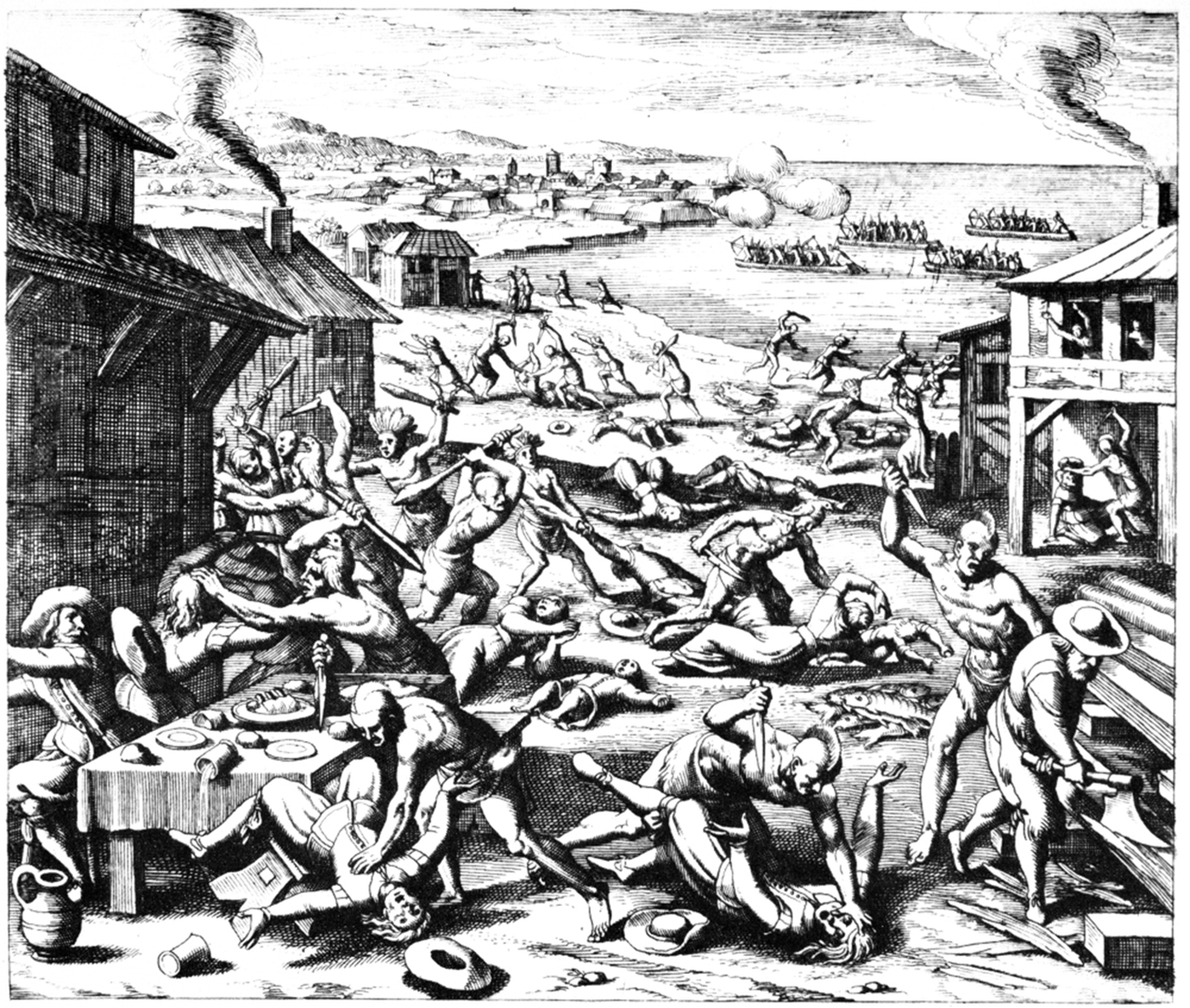
«Джеймстаунська різанина 1622 року», гравюра по дереву Маттеуса Мерена, 1628 рік.

У 1585 і 1587 роках сер Волтер Релі за наказом Королеви Англії Єлизавети I зробив дві спроби заснувати постійне поселення у Північній Америці. Розвідувальна експедиція досягла американського берега в 1584 році й назвала відкрите узбережжя Вірджинія на вшанування «королеви-незайманки» Єлизавети I, що не була одруженою. Обидві спроби закінчилися невдачею — перша колонія, заснована на острові Роанок неподалік від узбережжя Вірджинії, виявилася на межі загибелі через атаки індіанців і брак припасів та була евакуйована сером Френсісом Дрейком у квітні 1587 року.
Того ж року на острів висадилася друга експедиція колоністів, чисельністю 117 людей. Планувалося, що навесні 1588 року до колонії прибудуть кораблі зі спорядженням і провіантом. Проте з різних причин постачальна експедиція затрималася на півтора року. Коли вона прибула, усі будівлі колоністів були цілі, але не було жодних слідів людей, окрім останків однієї людини. Доля колоністів невідома донині..
Перше постійне англійське поселення було створене в Джеймстауні у 1607 році. Релігійний і політичний хаос в Європі стимулював еміграцію в англійські колонії. Надія на процвітання привела сюди багатьох поселенців як з Англії, Німеччини, так і з інших континентальних країн.

## XVIII століття
Починаючи з середини XVII століття, Велика Британія намагалася встановити повний контроль над економічними операціями американських колоній, реалізуючи схему, відповідно до якої всі промислові товари (від металевих ґудзиків до риболовецьких суден) імпортувалися в колонії з метрополії в обмін на сировину та сільськогосподарські товари. За цієї схеми англійські підприємці, так само як і англійський уряд, були вкрай незацікавлені у розвитку промисловості в колоніях, а також у торгівлі колоній з кимось іншим, окрім метрополії.
А тим часом американська промисловість (здебільшого у північних колоніях) досягла значних успіхів. Зокрема американські промисловці досягли успіху в суднобудуванні, що дозволило швидко налагодити торгівлю з Вест-Індією і тим самим знайти ринок збуту для американської мануфактури.
Англійський парламент визнав ці успіхи настільки загрозливими, що 1750 видав закон, який забороняв будувати в колоніях прокатні стани та майстерні з обробки заліза. Зовнішня торгівля колоній також зазнавала утисків. 1763 року були прийняті закони про судноплавство, за якими товари дозволялося ввозити та вивозити з американських колоній лише на британських суднах. Крім того, всі призначені для колоній товари повинні були вантажитися у Великій Британії, незалежно від того, звідки їх везли. Таким чином метрополія намагалася поставити всю зовнішню торгівлю колоній під свій контроль. І це не враховуючи безлічі мит і податкових зборів на товари, які колоністи власноруч ввозили додому.

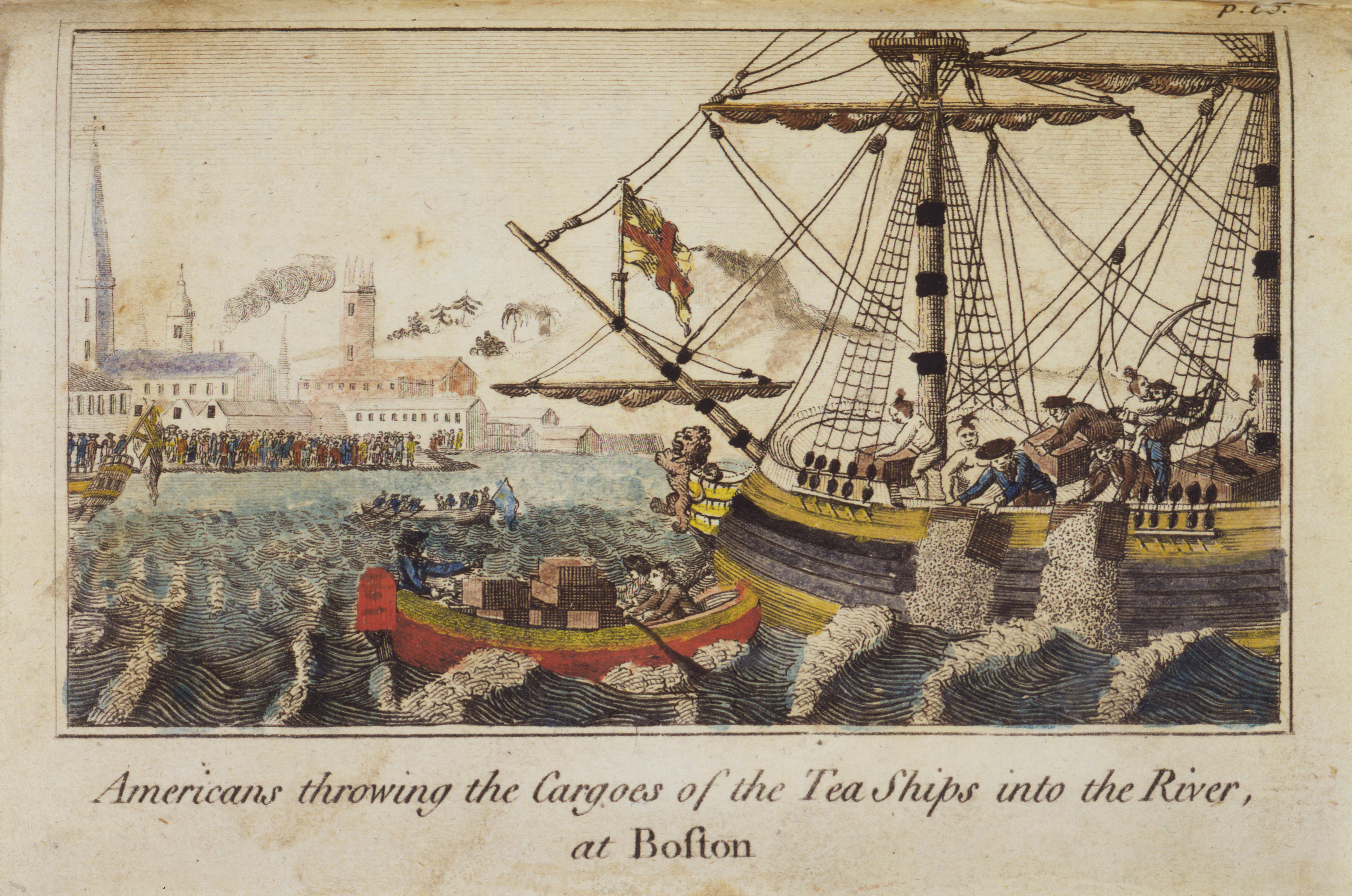
Гравюра про Бостонське чаювання

До другої половини XVIII століття населення американських колоній дедалі виразніше виступало як спільність людей, що перебували в конфронтації з метрополією. Значну роль у цьому відіграв розвиток колоніальної преси. Перша американська газета з'явилася у квітні 1704, а до 1765 їх було вже 25. Олії у вогонь підлив закон про гербовий збір, що важко вдарив по американських видавцях. Невдоволення виявляли й американські промисловці та торговці, вкрай незадоволені колоніальною політикою метрополії. Присутність англійських військ, які залишилися там після семирічної війни, на території колоній також викликало невдоволення колоністів. Чимраз частіше звучали вимоги про надання незалежності.
Відчуваючи серйозність ситуації, як американська, так і англійська буржуазія, шукали рішення, котре задовольнило б інтереси як метрополії, так і колоній. Так 1754 року з ініціативи Бенджаміна Франкліна було висунуто проєкт зі створення союзу північноамериканських колоній з власним урядом, але на чолі з президентом, що призначається британським королем. Хоча проєкт і не передбачав повної незалежності колоній, у Лондоні він викликав вкрай негативну реакцію.
Іскрою, з якої розгорілася американська революція, стало «Бостонське чаювання» 16 грудня 1773 року. Жителі міста перевдяглися в індіанські костюми, вдерлися на кораблі з англійським крамом та скинули за борт тюки з привезеним чаєм. Бостон, як і всю Массачусетську колонію, вже давно вважали в Британії «підбурювачами спокою». Тому англійський уряд пішов на рішучі кроки, щоб упокорити бунтівників. Порт був блокований аж до сплати міською владою компенсації за знищений вантаж. Англійці вперто не хотіли помічати розмаху заколоту, вважаючи його справою групи радикально налаштованих фанатиків.
Але каральна акція проти Бостона не лише не втихомирила заколотників, а й стала для всіх американських колоній закликом згуртуватися для боротьби за незалежність.

## Війна за незалежність (1775—1783)

Підписання Декларації незалежності США

### Створення інститутів влади
Місцеві органи самоврядування США були створені в англійській Америці ще в колоніальний період. Перший загальний орган самоврядування — Континентальний конгрес — був скликаний напередодні революції як нарада представників окремих колоній. Під час революції він конституювався як Законодавчі Збори. На Другому Континентальному конгресі, скликаному 10 травня 1775 року, представники місцевої колоніальної влади обговорили становище, що склалося в результаті жорстких дій британського уряду і англійських військ, які фактично розпочали до цього часу бойові дії проти загонів міліції колоністів.
Конгрес оголосив себе центральним урядом колоній, що об'єдналися для спільного захисту від британської агресії і доручив колоніальним законодавчим зборам виробити місцеві конституції, які передбачали їх незалежність від Великої Британії. Генерал Вашингтон,  харизматичний політичний лідер з Вірджинії, що висунувся ще в період франко-індіанської війни, був призначений головнокомандувачем об'єднаної Континентальної армії.
У кожній колонії частина населення залишилася лояльною до королівського уряду, але лоялісти ніде не мали достатнього впливу, щоб контролювати місцеві органи влади. Їх дії стали предметом уваги з боку місцевих комітетів безпеки, створених відповідно до рішень першого Континентального конгресу в 1774 року, які тепер виконували функції тимчасових виконавчих органів Конгресу на місцях. Майно лоялістів, які виступили проти революції, було конфісковано, а самі вони втекли під захист королівських військ.
У липні наступного 1776 року Конгрес проголосував за проголошення незалежності США і прийняв Декларацію незалежності, що склала основу конституції нової федеративної держави. Після революції інші органи федеральної влади були створені в результаті конституційної реформи 1786-1791 років.

### Хід бойових дій

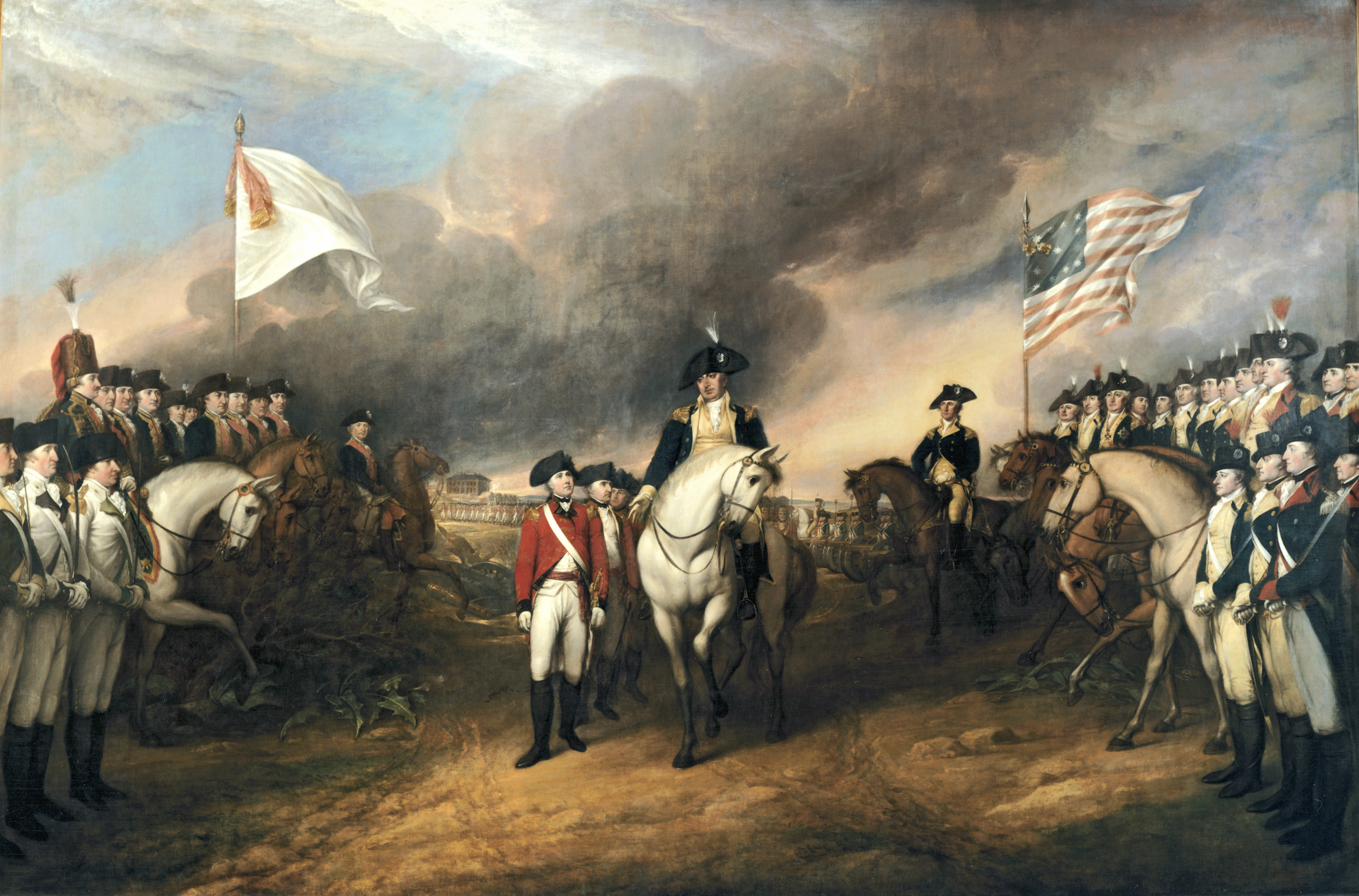
Генерал Корнуолліс здається під Йорктауном

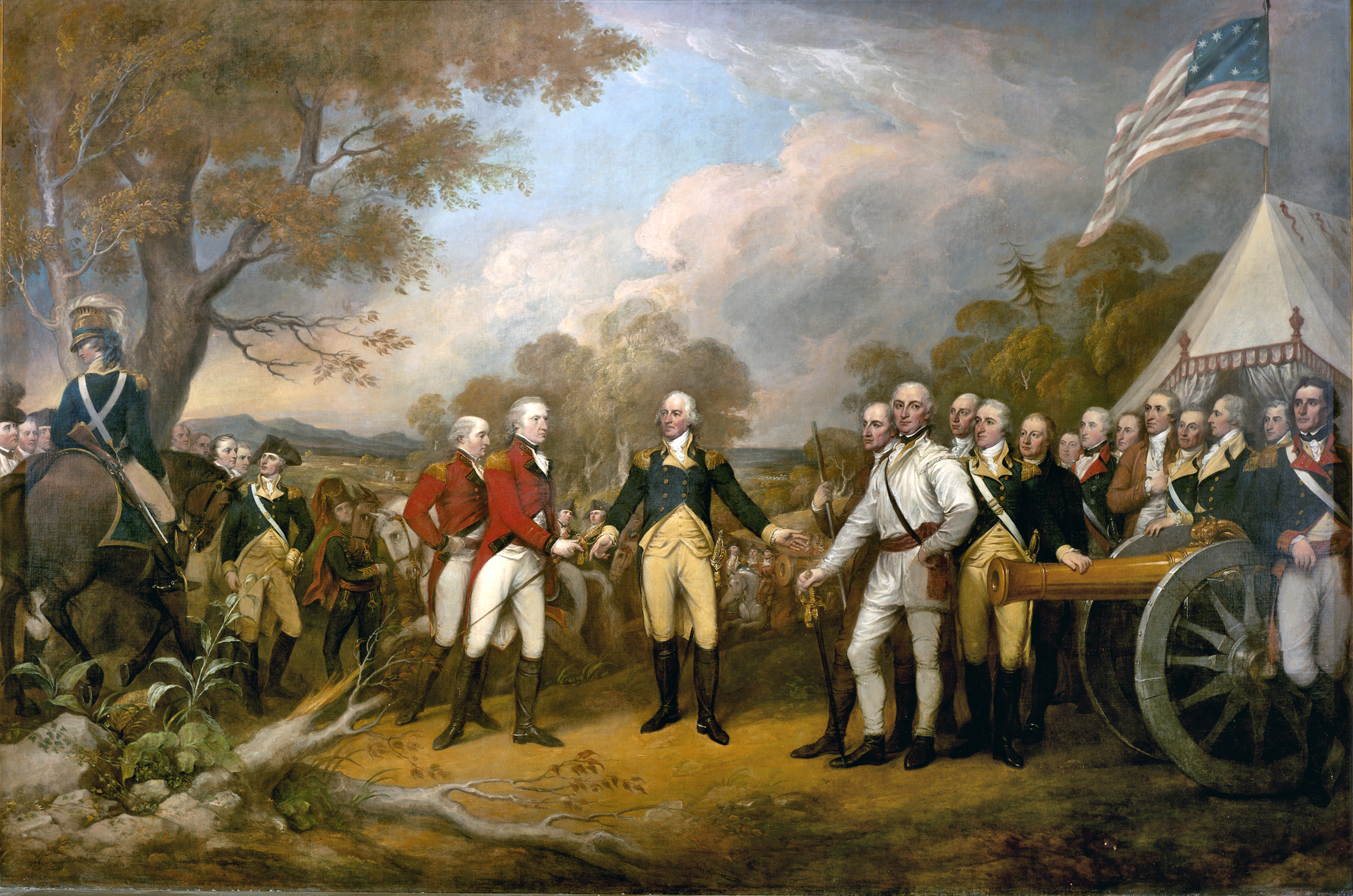
Здача генерала Бергойна

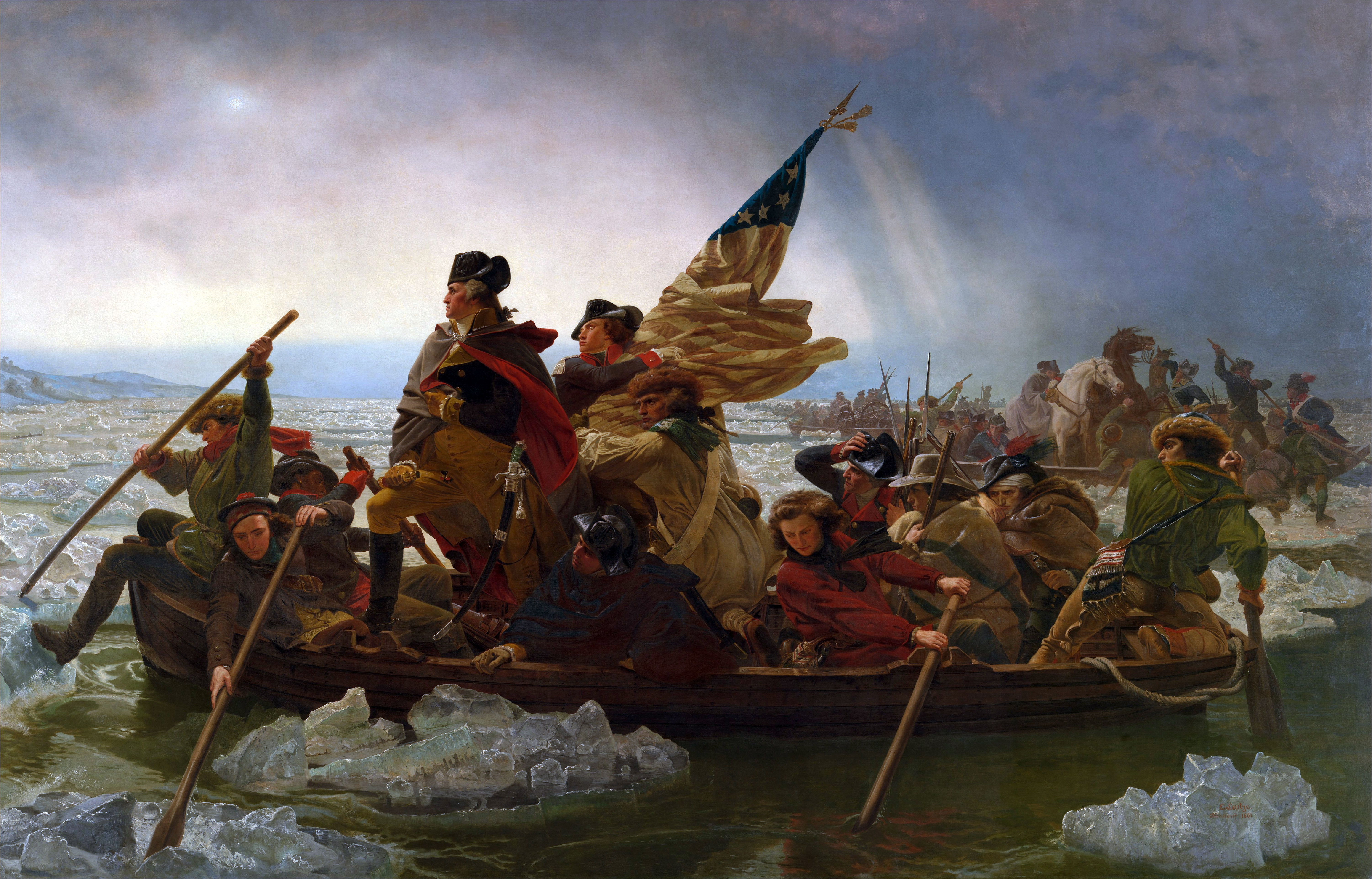
Картина Емануеля Лойце. Вашингтон переправляється через Делавер, 1851

Бойові дії почалися ще до проголошення незалежності внаслідок жорсткого тиску з боку англійської армії, яка намагалася роззброїти загони місцевої поліції та заарештувати лідерів колоністів. У 1775—1776 роках Континентальна армія здійснила вторгнення в Канаду, у ході якого захопила Монреаль та взяла в облогу Квебек. Однак американські війська були витіснені британцями. Оскільки сил британської корони в Америці виявилося недостатньо, щоб взяти під контроль всю територію колоній, і збройні загони колоністів намагалися навіть перейти в наступ, в серпні 1776 р. в Нью-Йорку висадилася велика армія англійців. Загони місцевої міліції були розгромлені, а армія генерала Вашингтона після кількох поразок була змушена відступити через Нью-Джерсі до Пенсильванії. Англійці утримували місто Нью-Йорк до укладення мирного договору 1783, перетворивши його у свій головний опорний пункт на території Північної Америки.
Слідом за американським військом, яке відступало, британська армія вдерлася в Нью-Джерсі, але тут зазнала відсічі від армії генерала Вашингтона, яка до цього часу перегрупувалася і форсувала річку Делавер в різдвяну ніч, в грудні 1776. Англійці були розбиті при Трентоні та Принстоні і відступили назад до Нью-Йорку.
Генеральний план англійців, розроблений в Лондоні, складався із влаштування одночасного наступу з Канади і річкою Гудзон, щоб у 1777 захопити Олбані та відрізати Нову Англію від південних колоній. Але канадська армія під командуванням генерала Бергойна зазнала поразки при Саратозі, а з Нью-Йорка армія англійців попрямувала не до Олбані, а до Філадельфії. Внаслідок цього вцілілі під Саратогою англійці потрапили в полон з умовою репатріації до Великої Британії, але Континентальний конгрес не затвердив умови їх здачі, і полонених ув'язнили. Перемога колоністів прискорила вступ Франції в союз з США, який був укладений 1778 року. До союзу потім приєдналися Іспанія та Нідерланди, і почалася нова війна.
Надалі англійці зосередили свої сили на спробах захопити південні штати. Маючи у своєму розпорядженні обмежений контингент військ, вони зробили ставку на мобілізацію лоялістів. Подібна тактика допомогла їм утримати позиції на північно-західних територіях, попри поразку канадських військ при спробі наступати на Олбані.
Наприкінці 1778 року британський флот висадив десант та захопив столицю Джорджії, місто Саванну. 1780 точно так само було взято й Чарлстон. Але лоялістів було замало, щоб просунутися вглиб країни, і англійцям довелося задовольнитися контролем над портовими містами. Подальший наступ на Північну Кароліну та Вірджинію захлинувся, бо на окупованих територіях почалася партизанська війна, і загони лоялістів зазнали нищівної поразки.
Залишки британської армії попрямували до міста Йорктаун, де збиралися завантажитись на кораблі британського флоту. Але флот зіткнувся в Чесапікській затоці з французьким флотом і був змушений відступити. Війська британського генерала Корнуолліса, що опинилися в пастці, у жовтні 1781 здалися генералу Вашингтону. Коли повідомлення про цю поразку досягли Великої Британії, парламент ухвалив рішення розпочати мирні переговори з американськими повстанцями.
Результатом революції стала незалежність 13 колоній: Массачусетсу, Нью-Гемпширу, Коннектикуту, Род-Айленду, Нью-Йорку, Нью-Джерсі, Пенсільванії, Делаверу, Меріленду, Вірджинії, Північної і Південної Кароліни і Джорджії. Згідно з Конституцією, написаною Конституційними зборами 1787 року, було створено національний уряд. Герой революції Джордж Вашингтон, обраний на посаду президента, започаткував багато державних установ, включаючи кабінет, монетний двір і перший банк США.

### Перші роки республіки

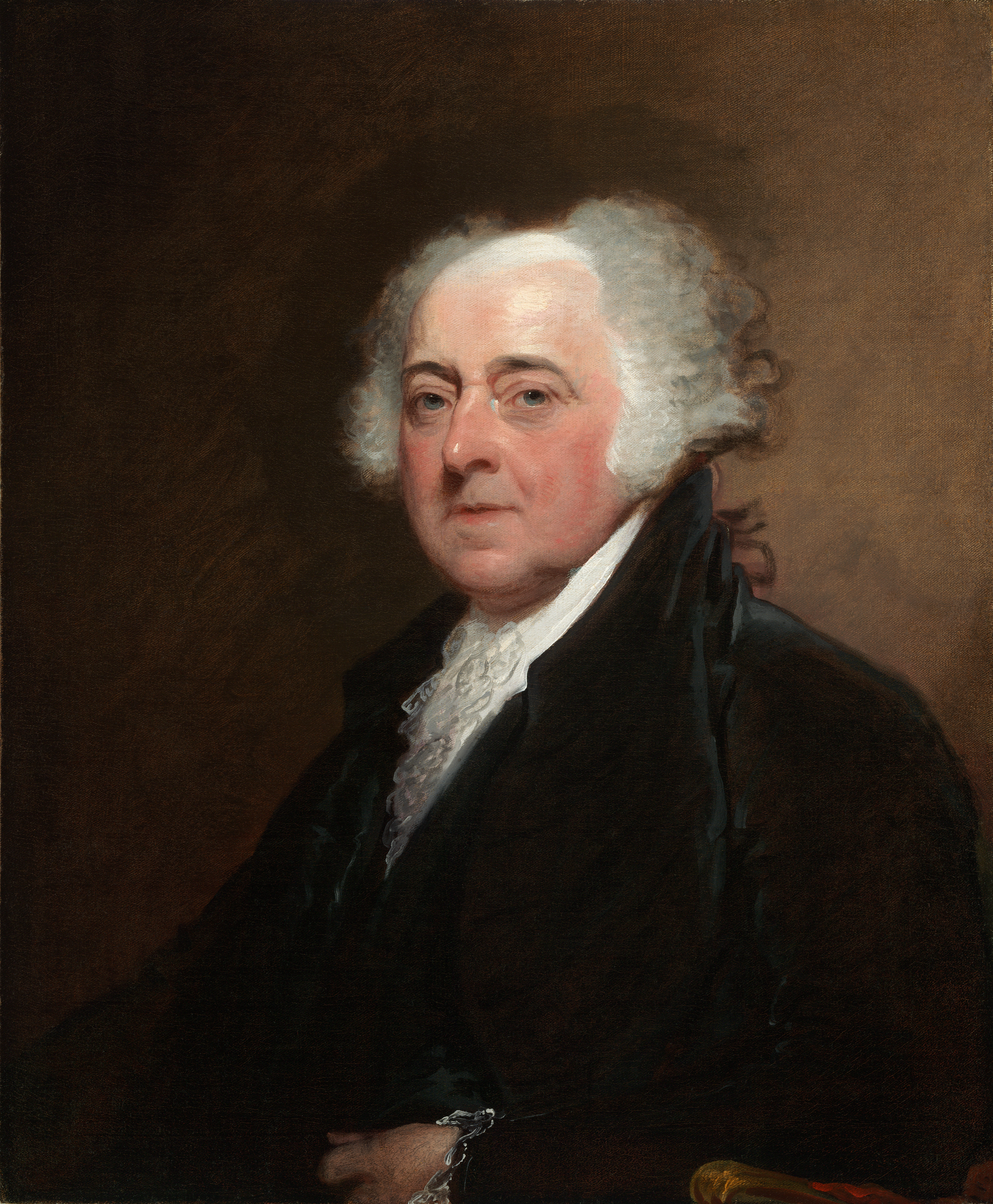
Джон Адамс

Джордж Вашингтон, який став лідером нації ще в роки Американської революції, був обраний першим президентом США згідно з новою конституцією, прийнятою в 1789—1791 роках. Згідно з першим повоєнним переписом населення, в США на той момент проживало 3,9 мільйони людей. Середня густота населення становила 4,5 осіб на квадратну милю, але мешканці були розселені не дуже рівномірно: більша частина населення зосередилася в прибережних регіонах, тимчасом як на західних територіях білих поселенців практично не було. Більшість населення складалася з селян та їхніх сімей, які проживали в сільських місцевостях. У США до кінця XVIII ст. було лише 12 міст з населенням у понад 5 000 осіб.
Судова влада в країні була впорядкована прийняттям закону 1789 р. про створення системи федеральних судів. Верховний суд того часу повинен був складатися з шести суддів. Крім того, були призначені 3 окружних суди і 13 Федеральних районних судів. Для виконання судових рішень була сформована Служба маршалів США, а для нагляду за законністю в кожному з 13 федеральних районів був призначений районний прокурор. Столиця США була перенесена в штат Меріленд, на частині території якого був пізніше створений незалежний федеральний округ Колумбія.
За підтримки президента Вашингтона секретар Казначейства Александер Гамільтон впровадив через Конгрес законопроєкт про фінансову програму реструктуризації боргів Конгресу, створення Центрального банку Сполучених Штатів, призначення нових податків та митних тарифів. З них податок на віскі був найменш популярним і навіть зумовив повстання в Пенсильванії 1794 року.
В епоху французької революції та наполеонівських воєн США дотримувалися нейтралітету. Однак, 1794 року уряд США підписав з Великою Британією угоду про взаємовигідну торгівлю, відповідно до якої Велика Британія відводила свої війська, зосереджені на канадському кордоні. Ця угода була піддана критиці партією Джефферсона, але президент підтримав федералістів, які виступали за підписання угоди, і Джефферсон змушений був поступитися. Хоча президент Вашингтон був противником партійної системи, в цілому він підтримував федералістів, і після його смерті 1799 року став героєм цієї партії.

## Становлення американської держави (1783—1865)

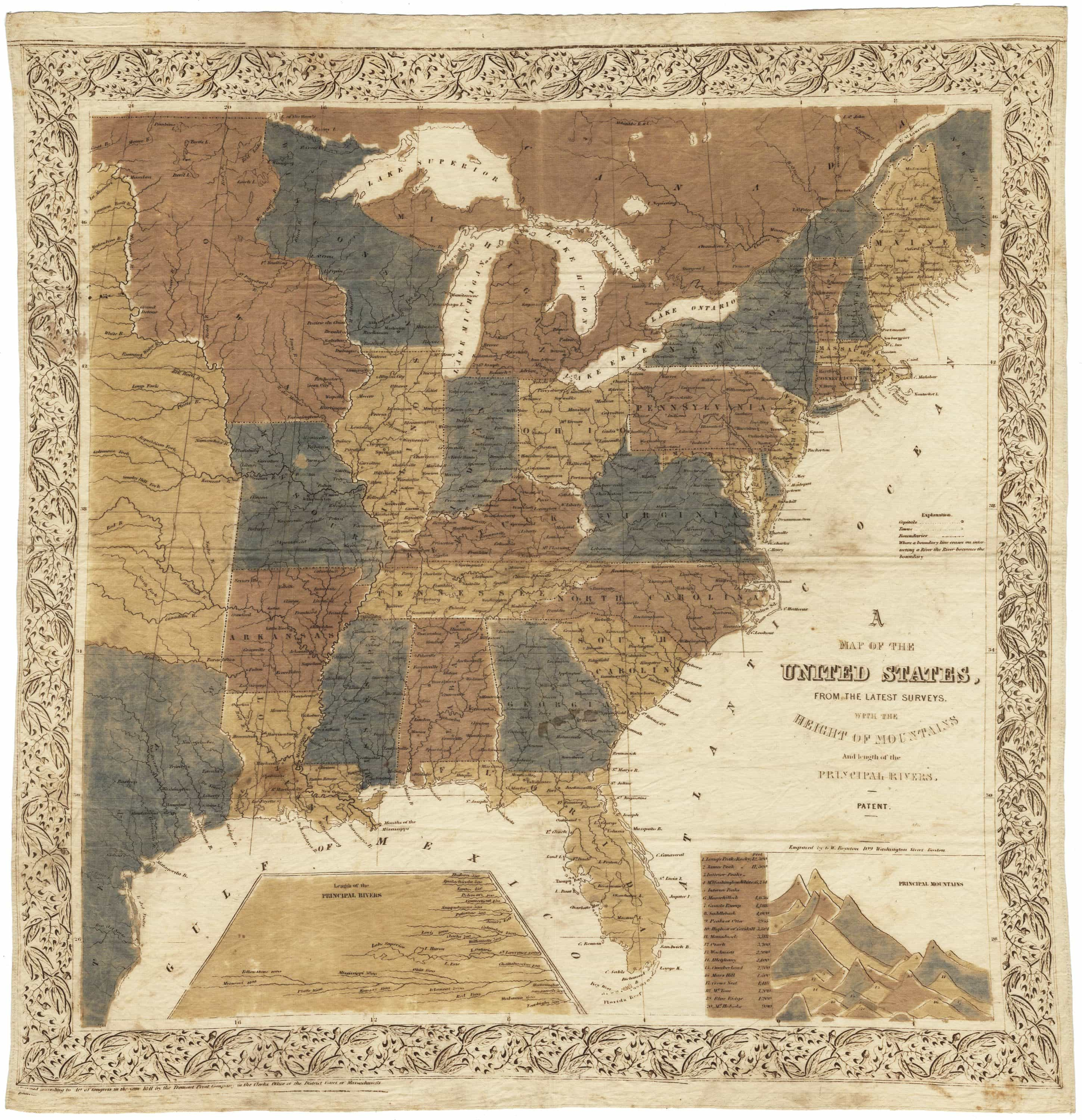
Сполучені Штати Америки у 1841 році

Згідно з мирним договором з Великою Британією західний кордон США був встановлений по річці Міссісіпі, а північна, в свою чергу, — по Великих озерах. Раніше території між Міссісіпі і горами Аппалачі англійці залишали своїм індіанським союзникам. Флорида була повернута Іспанії.
Після закінчення війни за незалежність США ще продовжували вести війну з індіанцями на північно-західних територіях, що завершилася в 1795 році підписанням Грінвілльського мирного договору, згідно з яким індіанська конфедерація визнала суверенітет США і допустила білих поселенців на свої землі. Крім того, США вели переговори з Іспанією щодо спірних Південно-західних територіях, де також велися активні бойові дії з індіанцями. Згідно з укладеним в тому ж 1795 році Мадридської угоди, Іспанія визнала ці землі володінням США і демаркувала кордон між ними та іспанською Флоридою по 31-й паралелі. 1798 року там була створена територія Міссісіпі.
Після англо-американської війни 1812—1815 рр. індіанці втратили підтримку Великої Британії і не змогли дати американській експансії істотного опору. У 1830-х роках рішеннями Конгресу і адміністрації президента Джексона безліч індіанців було виселено за річку Міссісіпі.
З початку XIX століття тисячі американців покинули все більш густо заселений схід США і попрямували на захід від Міссісіпі, в абсолютно неосвоєний регіон, званий Великими рівнинами. При цьому жителі Нової Англії переселились в багатий лісом Орегон, а вихідці з південних штатів заселяли простори Техасу, Нью-Мексико і Каліфорнії.
Основним транспортним засобом цих переселенців — піонерів були запряжені кіньми або биками фургони. У шлях вирушали каравани з декількох десятків фургонів кожен. Для того щоб дістатися від долини Міссісіпі до узбережжя Тихого океану, такого каравану було потрібно в середньому близько пів року.
Після того, як в 1848 році в Каліфорнії було виявлено золото, почалася так звана Каліфорнійська золота лихоманка, що підсилила потік переселенців. Для ряду релігійних груп переселення на малозаселені західні території надавало можливість уникнути зовнішнього впливу і конфліктів з представниками основних конфесій та владою. Одним із прикладів цього є мормони, які оселилися в штаті Юта в 1847 році.

### Республіканська ера Джефферсона

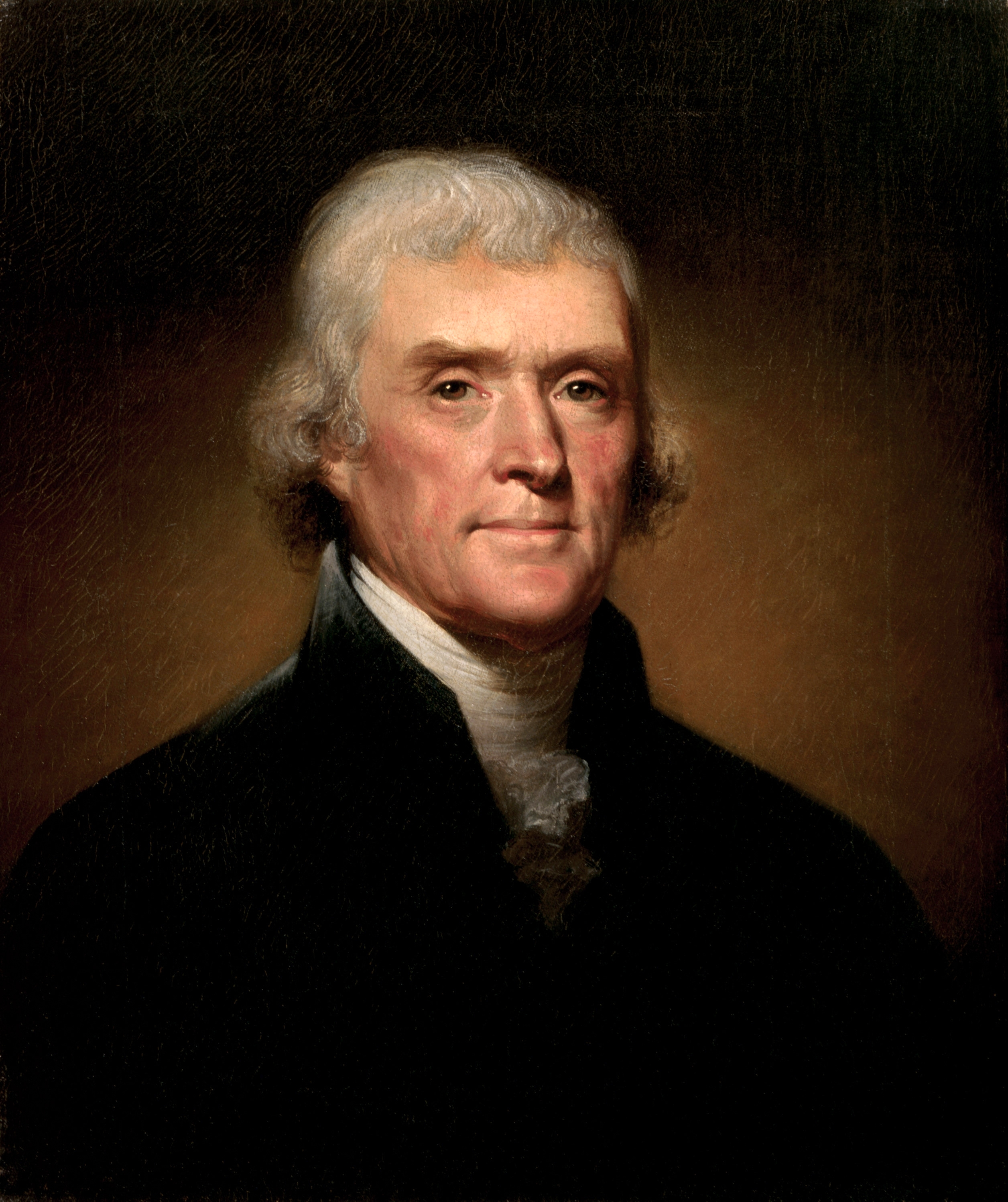
Томас Джефферсон

На президентських виборах 1800 року Томас Джефферсон з великою перевагою переміг Джона Адамса. Новообраний лідер продовжив політику демократизації влади, започаткованої колишнім президентом, створення відповідального перед місцевою владою уряду і посилення ролі сільського господарства в економіці. З метою досягнення контролю над Конгресом Джефферсон пішов на компроміс з федералістською фракцією. Джефферсон продовжив економічну політику Гамільтона щодо Національного банку і тарифів. В обмін на це федералісти не перешкоджали закінченню дії Закону про підбурювання в 1801 році і скасування одного з Актів про іноземців, що супроводжувалося звільненням з в'язниці арештованих за цими законами.
Прагнучи зменшити урядові витрати, Джефферсон намагався ліквідувати національний борг, вважаючи, що країни не повинні збільшувати свої заборгованості шляхом отримання іноземних кредитів, за що виступав Гамільтон. Також були скасовані багато введених попередньою адміністрацією податків, зокрема, податок на дрібних виробників віскі, що викликало в 1794 році серйозні хвилювання. Думка Джефферсона, що федеральний уряд може забезпечуватися тільки митом без збору податків з населення, спочатку принесла успіхи в економіці, проте пізніше, коли в результаті наполеонівських війн торгівля США з Великою Британією і Францією була перервана, призвела до катастрофи.
Джефферсон в період свого президентства провів значне скорочення чисельності армії, а також розпустив більшу частину флоту, побудованого при адміністрації Адамса, оскільки, на його думку, великі збройні сили виснажували ресурси і фінанси держави. Він вважав, що в разі війни достатня чисельність армії буде досягнута за рахунок добровольців з цивільного населення, як це сталося під час Війни за незалежність. Проте, визнаючи необхідність освіченого керівництва добровольчої армії, Джефферсон збільшив армійський корпус інженерів і заснував в 1803 році Військову академію США у Вест-Пойнті.

### Луїзіанська покупка (1803—1804)

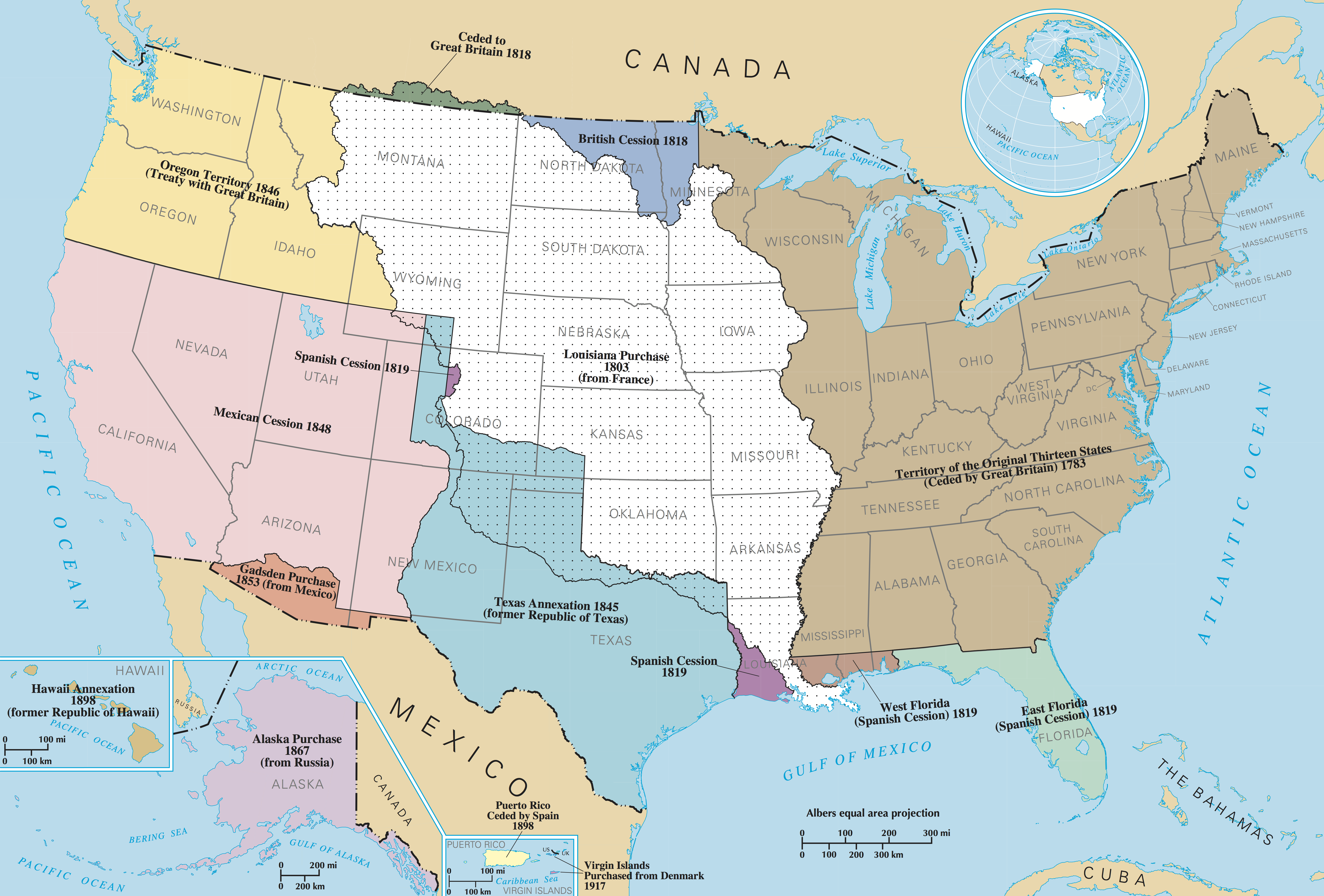
Землі, придбані США

У 1803 році завдяки вдалим діям американських дипломатів між Сполученими Штатами і Францією була укладена угода, що отримала назву Луїзіанська покупка і яка дозволила державі практично подвоїти свою територію. Але головним досягненням цієї угоди для США того часу було надання річки Міссісіпі, важливої транспортної артерії, яка раніше була прикордонною річкою, в повне розпорядження американських фермерів і торговців.
Під час переговорів і безпосередньо під час проведення операції Іспанія заявляла свої претензії на частину території штату Оклахома і південно-західну частину штатів Канзас і Луїзіана. Згідно з угодою до США відходили території, які з часом стали частиною канадських провінцій Альберта і Саскачеван. Придбана за результатами операції земля склала приблизно 23 % території сучасних Сполучених Штатів Америки.
«Луїзіанська покупка» стала однією з важливих віх в політичному житті третього президента США Томаса Джефферсона. Хоча Джефферсон і був стурбований законністю проведення операції (Конституція США не містила статей з приводу придбання територій у іноземних держав) він, тим не менше, зважився на операцію у зв'язку з тим, що Франція і Іспанія перешкоджали американцям в їх торгівлі через порт Новий Орлеан.

### Англо-американська війна

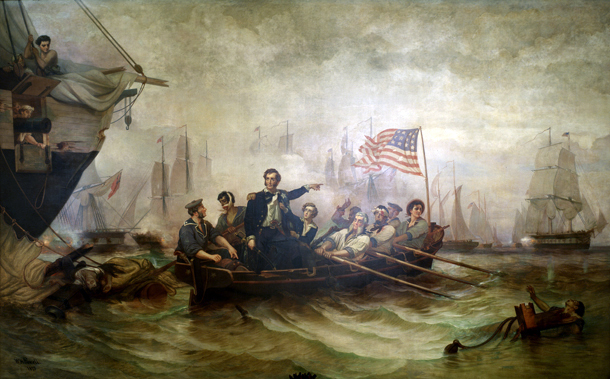
Командор Олівер Перрі в битві на озері Ері

Військові дії почалися в червні 1812 і відбувалися в районі американо-канадського кордону, чесапікської і мексиканської заток із змінним успіхом і закінчилися навесні 1815. У союзі з англійцями виступали індіанці під проводом Текумсе. Велася також інтенсивна війна в морі. В ході кампаній 1812 і 1813 виявилася непідготовленість американців до війни; провалилися спроби США заволодіти територією Канади. Англійцям поступово вдалося підсилити блокаду узбережжя США. Проте 10 вересня 1813 американська ескадра завдала поразки супротивникові на озері Ері; в результаті США вдалося узяти під свій контроль прикордонні райони на Заході.
Впродовж 1814 США знов загрожувала повна поразка: після перемоги над Наполеоном в Європі Велика Британія скерувала великі сили на боротьбу з американцями, а уряд США до осені був неплатоспроможним. Основними напрямами ударів стали Нью-Йорк (з метою відрізати від решти частину США Нову Англію), Новий Орлеан (з метою блокувати басейн р. Міссісіпі) і район Чесапікської затоки (що було обманним маневром).
24 серпня 1814 англійці захопили Вашингтон і спалили його. Проте на підступах до Балтимору у Форті Макгенрі 13-14 вересня англійці наштовхнулися на запеклий опір. На півночі 10-тисячна англійська армія виступила з боку Канади, але 11 вересня американці розбили англійський флот у бухті Платтсбург, і, позбувшись підтримки флоту, британські сухопутні сили були змушені відступити до Канади.
Переговори щодо мирного договору почалися в червні 1814, і 24 грудня був підписаний Гентський договір, що відновив довоєнний статус-кво, але не вирішив територіальних і економічних суперечностей, які призвели до війни. Загальні втрати американців у війні склали 2260 чоловік. Ця війна також отримала назву Другої війни за незалежність (саме така назва прийнята в американській історіографії).

### Закон про переселення індіанців
Закон про переселення індіанців прийнятий конгресом США та підписаний президентом Ендрю Джексоном. Він передбачав переселення індіанців з південно-східних штатів на необжиті землі на захід від річки Міссісіпі. Закон набрав чинності 28 травня 1830 року.
Переселення передбачалося як добровільне для охочих провести «обмін землями», згідно з законом. Уряд США зобов'язувався назавжди закріпити нові землі за переселенцями та їхніми нащадками. Конгрес виділив асигнування на допомогу переселенцям у разі переїзду та облаштування на новому місці, допомогу на перший рік після переселення, а також військовий захист від інших вороже налаштованих племен.

### Боротьба за Техас

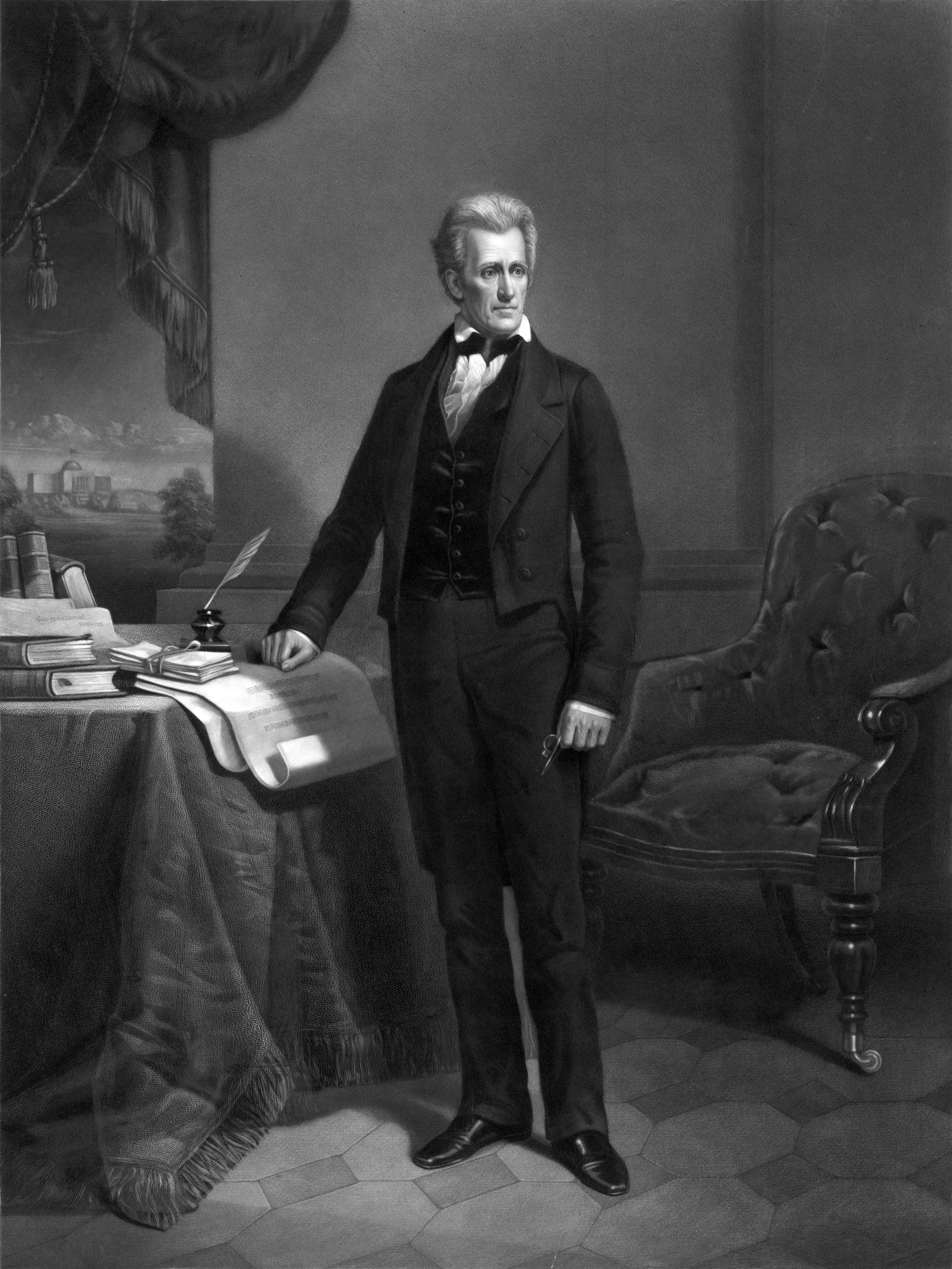
Президент Ендрю Джексон

Після війни за незалежність на місці іспанської колонії Нова Іспанія у Північній Америці була проголошена Мексиканська республіка. 4 жовтня 1824 року Мексика прийняла нову конституцію, якою країна була проголошена федеративною республікою, у склад котрої входили дев'ятнадцять штатів та чотири території. Колишня іспанська провінція Техас стала частиною новоствореної держави, штатом Мексики із столицею в м. Салтійо.
У певний період своєї історії, з огляду на невелику кількість населення регіону, уряд Мексики заохочував імміграцію поселенців, які мали створити свої власні війська для захисту штату та поселень від ворожо налаштованих місцевих індіанських племен. Імміграційна політика мексиканського уряду відзначалася своєю ліберальністю, що дозволило англомовним поселенцям заснувати перші поселення вже у 1822 році під проводом адвоката Стівена Остіна, якому було доручено виділяти земельні ділянки. Таким чином, більшість поселенців, які заселяли величезні території Техасу були англомовними поселенцями, прибульцями із Сполучених Штатів.
Ще у 1827 р. президент США Джон Квінсі Адамс звертався до Мексики з пропозицією продати Техас США за один мільйон доларів, але йому було відмовлено. Два роки по тому, новий президент Ендрю Джексон знову звернувся з пропозицією придбати у Мексики штат Техас вже за 5 мільйонів доларів, але як і раніше не отримав згоди. Шляхом масової імміграції англомовні поселенці дуже скоро опинилися у більшості на території цього мексиканського штату. Занепокоєний такою ситуацією, президент Мексики Анастасіо Бустаманте 6 квітня 1830 року ввів нові обмеження на подальшу імміграцію зі США, також був скасований закон, який передбачав звільнення переселенців від податків на майно протягом десяти років та були підвищені митні тарифи на імпорт товарі із Сполучених Штатів.

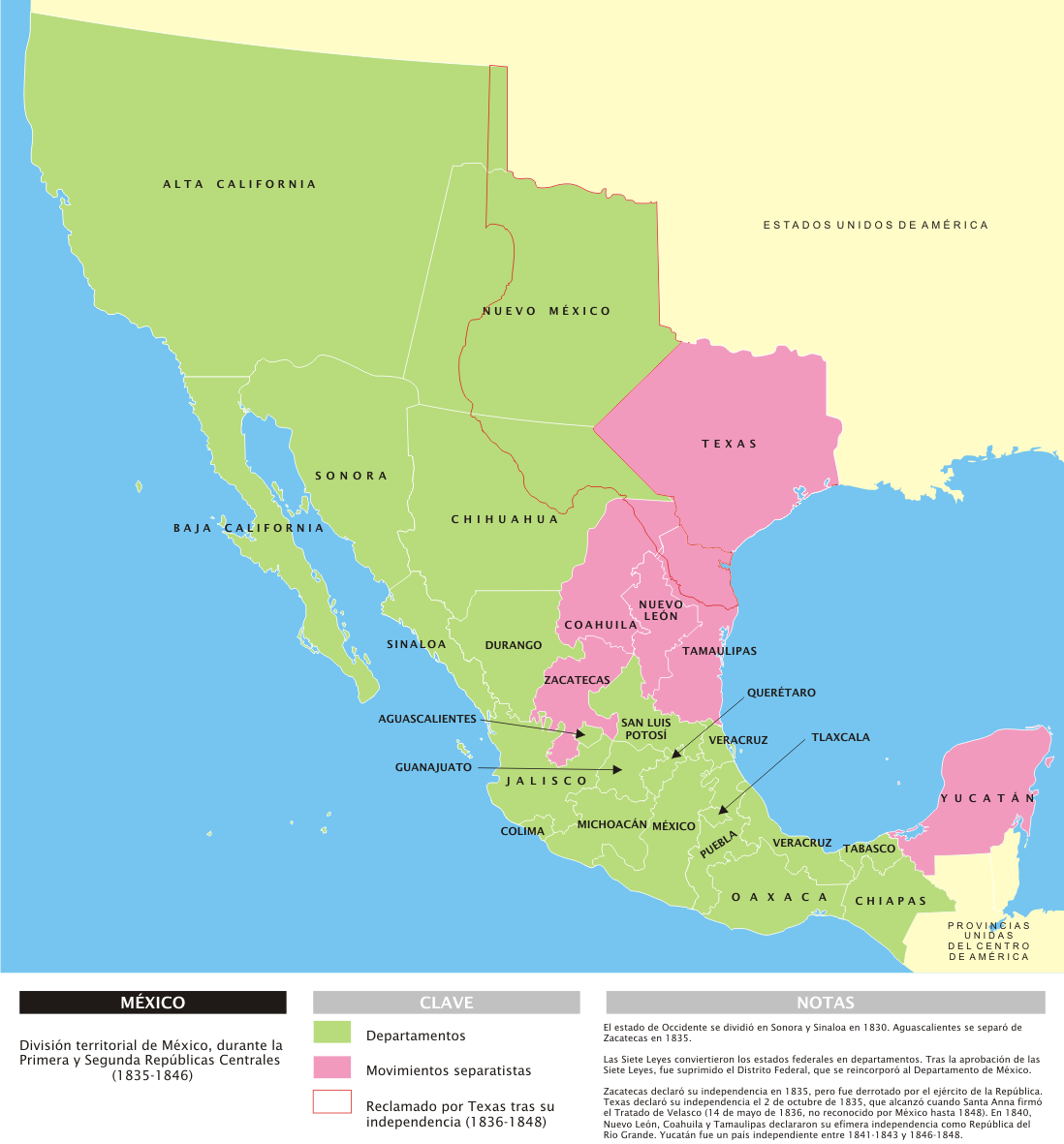
Карта Мексики, 1835—1846. Рожевим кольором відзначено сепаратистські регіони

Конфлікт розпочався з прийняттям у 1835 році нової Конституції Мексики, яка передбачала більшу централізацію держави та скасування рабства. Своїм указом президент Мексики Антоніо Лопес де Санта-Анна скасував дію колишньої конституції 1824 року, що викликало заворушення у декількох регіонах країни. Військові дії розпочалися в Техасі 1 жовтня 1835, хоча техаські повстанці спочатку швидко оволоділи найбільшими містами Байя та Сан-Антоніо де Бехар, однак пізніше зазнали поразки у цих самих місцях. Війна закінчилася поразкою мексиканської армії у битві при Сан-Хасінто, коли війська генерала Семюела Х'юстона розгромили мексиканський корпус на чолі з президентом Санта-Анною, який потрапив у полон незабаром після битви.
Захоплений президент був змушений підписати договір про незалежність Техасу і після цього його переправили до США. Договір передбачав припинення бойових дій, передислокацію мексиканських військ на південь від Ріо-Гранде, повернення Мексикою захопленого майна та обмін військовополоненими; в обмін на це Санта-Анна отримував можливість повернутися в Мексику, як тільки він вважатиме це відповідним (цей пункт договору був порушений). Мексика відмовилася ратифікувати договір, підписаний полоненим президентом, і не дивлячись на припинення військових дій, статус Техасу залишався юридично невизначеним до тих пір, поки 1845 року він не приєднався до США.

### Американо-мексиканська війна (1846—1848) і демаркація кордону з Мексикою

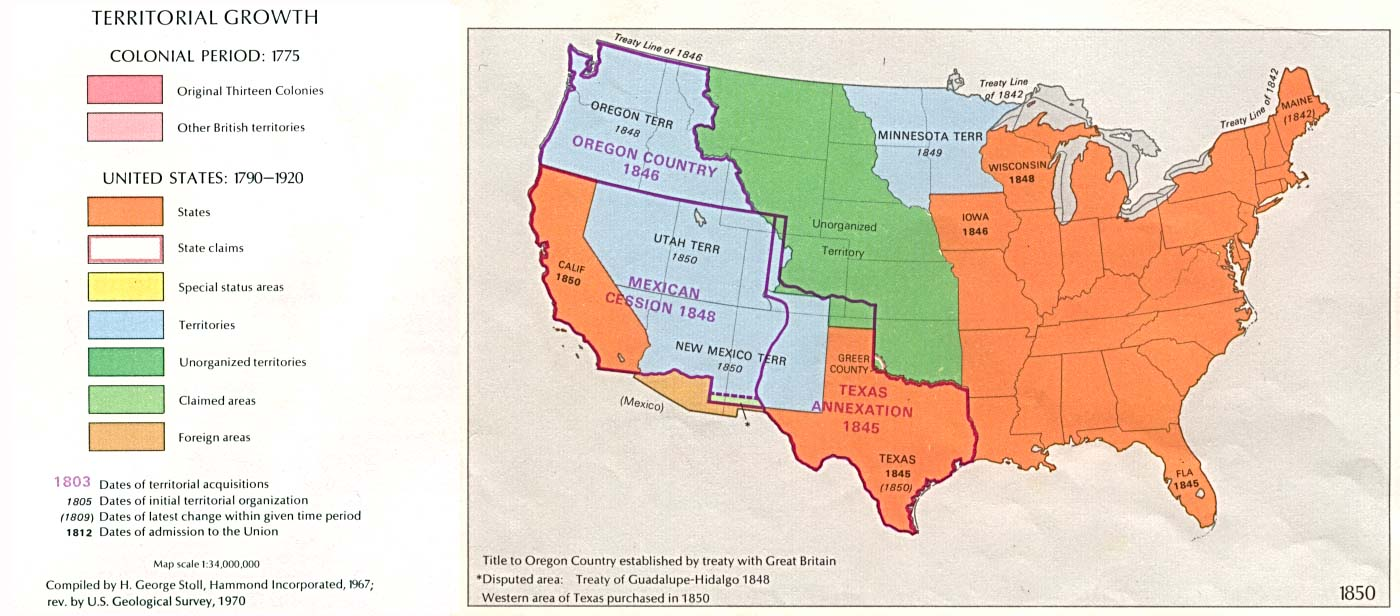
Зростання території США в 1840—1850 рр.

У 1846 році США через суперечку щодо кордону після приєднання Техасу оголосили війну Мексиці, і армія американського генерала Тейлора розгромила війська президента Санта-Анни. У наступному 1847 році, армія генерала Скотта зайняла столицю Мексики, президент втік, а тимчасовий уряд уклав з американцями мир, поступившись США майже половиною території своєї держави. Згідно з мирним договором в обмін на території Мексика отримала 15 мільйонів доларів, щоб розплатитися з зовнішніми боргами, через які втратила підтримку європейських країн, залишивши її напризволяще долі і американських військ.
У 1853 році Мексика поступилася ще частиною своєї території США в результаті операції, званої покупкою Гадсдена, яка остаточно сформувала новий американо-мексиканський кордон.

### Рабство у США

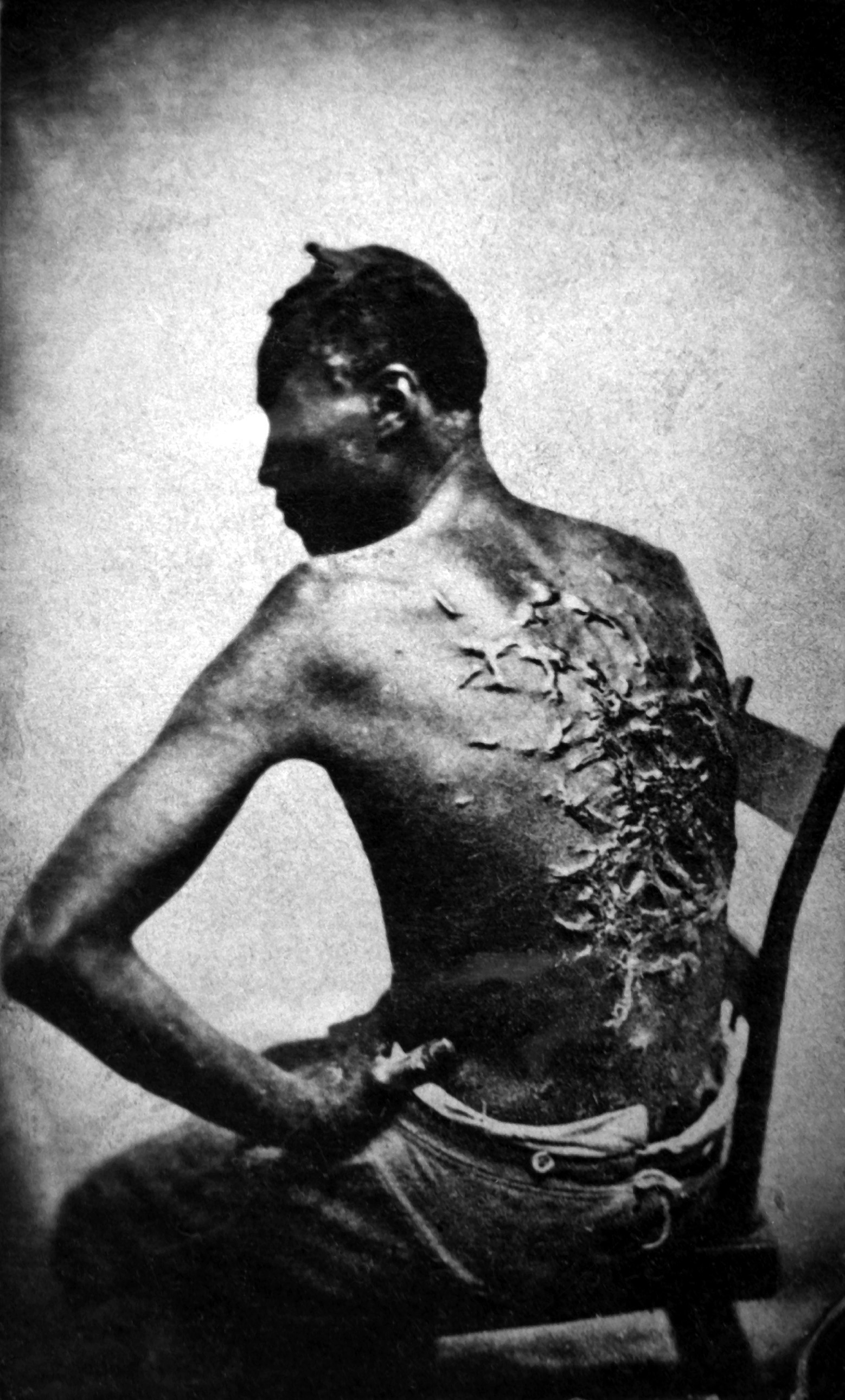
Чорношкірий раб, після покарання ударами батога. Луїзіана, 1863

Вперше африканські невільники були завезені до британської Вірджинії англійськими колоністами 1619 року. Станом на 1860 рік, з 12-мільйонного населення 15 американських штатів, де зберігалося рабство, 4 мільйони були рабами. Із 1,5 млн сімей, що жили у цих штатах, понад 390 тис. сімей мали рабів.
Праця рабів широко використовувалася у плантаційному господарстві, що дозволяло отримувати американським рабовласникам високі прибутки. У першій половині XIX століття національне багатство Сполучених Штатів значною мірою ґрунтувалося на експлуатації праці рабів. За період від XVI до XIX століття до країн Америки було завезено близько 12 мільйонів африканців, із них близько 645 тис. — на територію сучасних США.
18 вересня 1850 року Конгрес США прийняв закон про рабів-утікачів, що дозволяв пошук і затримання рабів-втікачів на територіях, де рабство було вже скасоване. Закон зобов'язував населення всіх штатів активно брати участь у затриманні рабів-утікачів і передбачав суворе покарання для рабів, а також тих, хто їх переховував і тих, хто не сприяв затриманню раба. У всіх південних і північних штатах засновувалися особливі уповноважені з ловлі рабів, яким слід надавати сприяння. Спійманих рабів поміщали у в'язницю і під озброєною охороною повертали рабовласникові. Щоб раб був визнаний збіглим, достатньо було, щоб будь-який білий заявив і підтвердив під присягою, що цей негр є рабом, який втік від нього.
На індіанській території, яка формально не входила до складу США і де проживали виселені в 1830-ті рр. з південних штатів П'ять цивілізованих племен, рабство в окремих випадках зберігалося до 1870-х рр. При цьому положення рабів в індіанців було кращим у порівнянні з південними штатами, а значну частину племені семінолів становили афроамериканці і нащадки змішаних індіансько-афроамериканських шлюбів.
Рабство було скасоване після завершення Громадянської війни 1861—1865 років і прийняття Тринадцятої поправки до Конституції США у грудні 1865 року.

### Передумови Громадянської війни в США
Основною причиною, яка привела США до громадянської війни стала наявність в країні штатів двох типів: рабовласницьких і вільних. Територія Сполучених Штатів поступово розширювалася на схід від Атлантики протягом майже всього XIX ст. і кожен раз, коли була необхідність приєднати новостворений штат до країни, виникала напруженість між рабовласницьким Півднем і вільною Північчю. Коли в Сенаті порушувався баланс кількості рабовласницьких і вільних штатів на користь перших або останніх, з'являлася можливість порушити рівновагу інтересів обох систем.

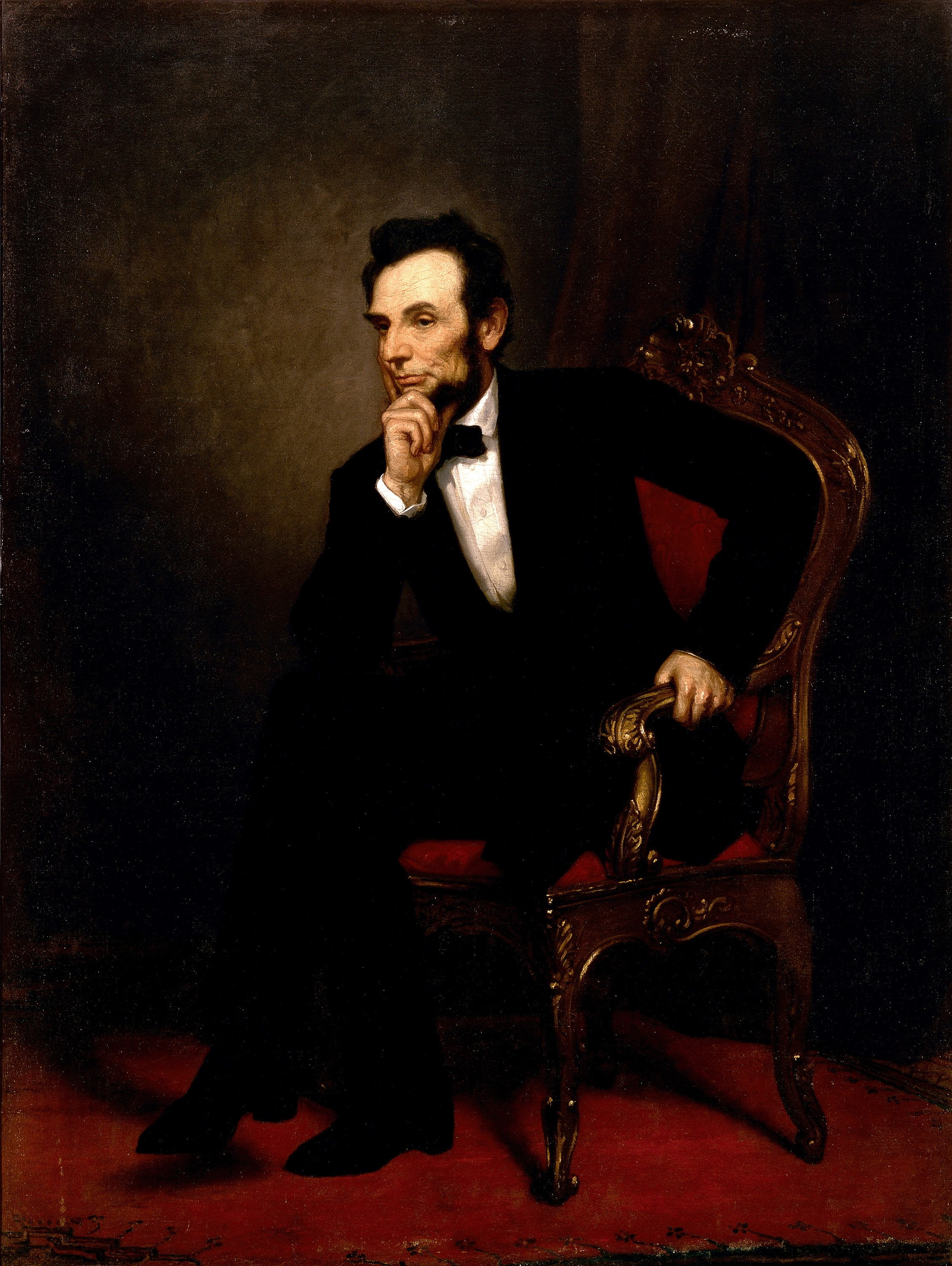
Шістнадцятий Президент США Авраам Лінкольн

Ситуація суттєво загострювалася діями аболіціоністів, які не тільки виступали із закликами щодо скасування рабства в США, але і спонукали уряд країни приймати закони, які обмежували можливості рабовласників, наприклад ввозити нових рабів в США чи їздити з рабами у вільні штати, а також допомагали бігти рабам на Північ і в Канаду. При цьому можливості південних плантаторів повернути рабів, що втекли, отримати якусь компенсацію від держави, покарати через судові інстанції аболіціоністів або зупинити їх інформаційну війну з рабством було практично неможливо.
При заселенні Канзасу напруга між Півднем і Північчю дійшла до справжньої конфронтації: уряд США дозволив населенню штату вирішувати або він буде рабовласницьким, або вільним, внаслідок чого іммігранти з рабовласницьких штатів і переселенці з Півночі почали вбивати один одного. Деякі історики навіть назвали цей конфлікт кінця 1850-х рр. «Малою Громадянською війною».
В 1861 році президентом США було обрано Авраама Лінкольна, який заявляв про неможливість співіснування протилежних економічних систем. Бажання зберегти рабство недоторканним призвело до того, що такі штати як Південна Кароліна, вирішили залишити Сполучені Штати і створили нове, незалежне від Вашингтона державне об'єднання — Конфедеративні Штати Америки. У відповідь Лінкольн оголосив це рішення повстанням і відправив війська заради збереження цілості країни. Конфедерація, до якої з плином часу приєдналася 11 південних штатів, сформувала свою армію і розпочала бойові дії проти армії США. Це стало початком Громадянської війни 1861—1865 років.

### Громадянська війна в США

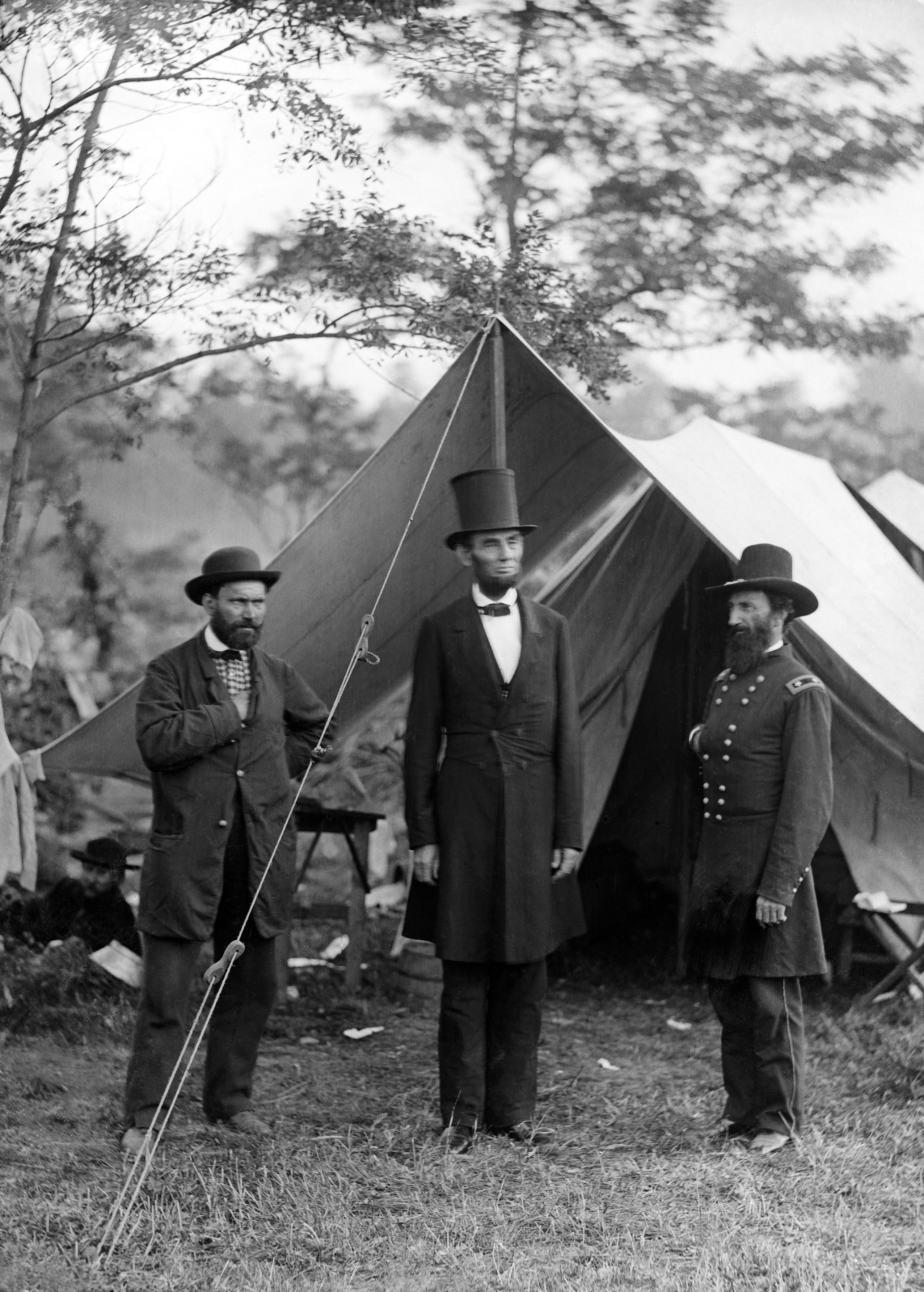
Лінкольн у солдатському таборі військ США

Статус штатів у 1861.
Штати, які відокремилися до 15 квітня 1861
Штати, що відокремилися після 15 квітня 1861
Рабство дозволено
Рабство заборонено
Території США

Політичні та громадські організації, які протистояли рабовласництву, утворили в 1854 році Республіканську партію. Перемога на президентських виборах 1860 року кандидата цієї партії Авраама Лінкольна стала для рабовласників сигналом небезпеки і призвела до сецесії, виходу зі складу Союзу. У лютому 6 колишніх штатів утворили нову державу — Конфедеративні Штати Америки. 1 березня про незалежність оголосив Техас, який вже того ж дня приєднався до Конфедерації, а в квітні-травні його приклад наслідували ще 4.
Ці 11 штатів прийняли конституцію та обрали своїм президентом колишнього сенатора від Міссісіпі Джефферсона Девіса, який разом з іншими керівниками країни заявив, що на їхній території рабство буде існувати «вічно».
Столицею Конфедерації стало алабамське місто Монтгомері, а після приєднання Вірджинії — Річмонд. Ці штати займали 40 % всієї території США з населенням 9,1 млн осіб, у тому числі понад 3,6 млн негрів. 7 жовтня до складу Конфедерації увійшла Індіанська територія, населення якої не було лояльне ані до Конфедерації, ні до уряду США, який фактично санкціонував депортацію індіанців із Джорджії та інших південних штатів. Однак індіанці не побажали відмовлятися від рабовласництва і увійшли до складу Конфедерації. Бойові дії почалися 12 квітня 1861 нападом жителів Півдня на форт Самтер у бухті Чарльстон, що після 34-годинного обстрілу був змушений здатися. У відповідь Лінкольн оголосив південні штати в стані заколоту, проголосив морську блокаду їхнього узбережжя, призвав в армію добровольців, а пізніше ввів військову повинність.
Перший серйозний бій відбувся у Вірджинії біля залізничної станції Манассас 21 липня 1861, коли погано навчені війська жителів Півночі, перейшовши струмок Булл-Ран, атакували жителів Півдня, але були змушені почати відступ, що перетворився на втечу. Набагато успішніше здійснювалася блокада морського узбережжя Конфедерації. Одним із її наслідків було захоплення 8 листопада 1861 британського пароплава «Трент», на борту якого перебували емісари жителів Півдня, що поставило США на межу війни з Великою Британією.

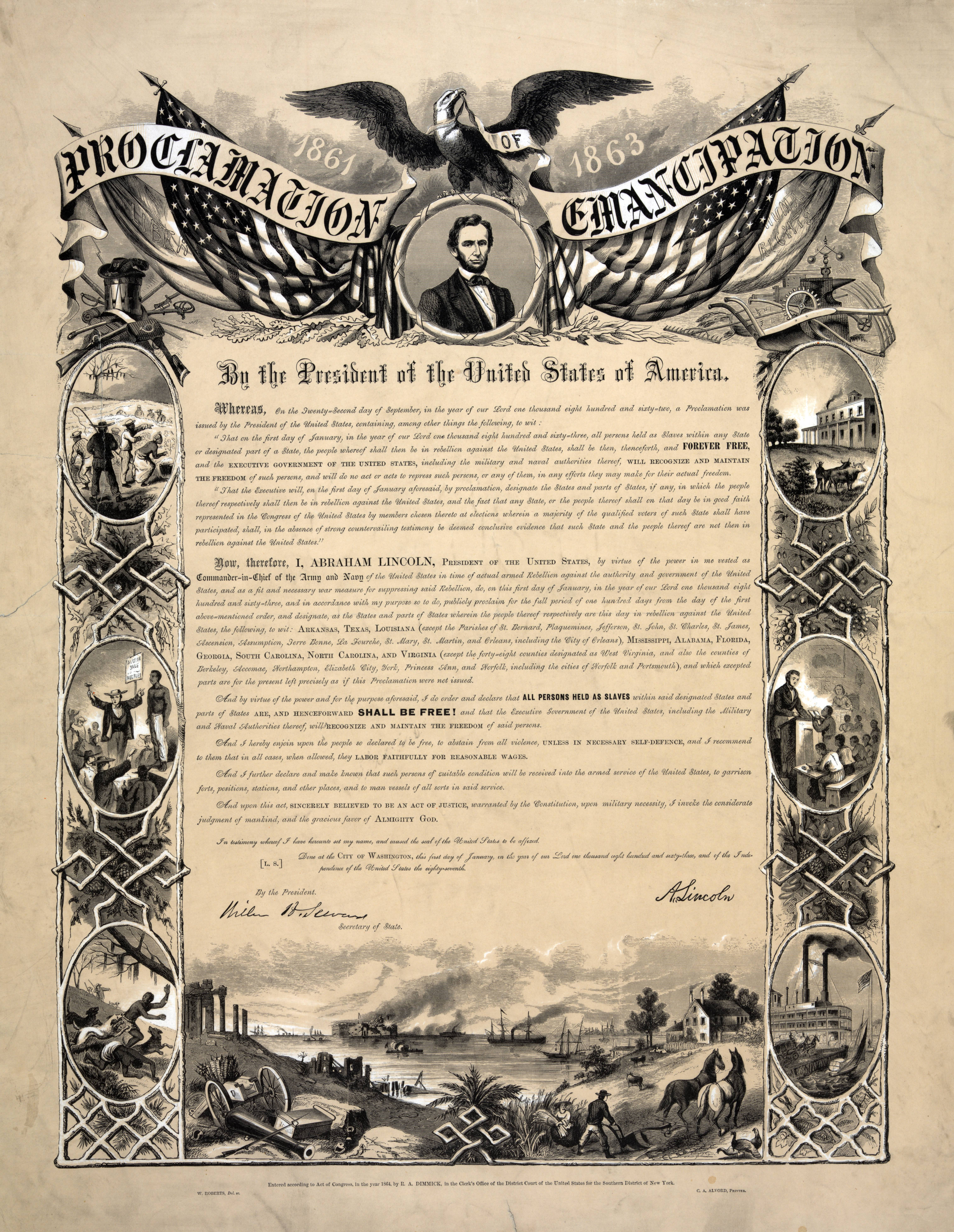
Репродукція прокламації про звільнення рабів

Наприкінці 1861 армія Півночі нараховувала близько 650 тисяч солдатів. Але загальний план ведення війни («анаконда-план») призвів до того, що армія була розосереджена по усьому величезному фронту. 1862 найбільшого успіху жителі Півночі домоглися на західному театрі воєнних дій. У лютому-квітні армія генерала Улісса Гранта, захопивши кілька фортів, витіснила жителів Півдня з Кентуккі, а після важких боїв при Шайло очистила від них Теннессі. До літа був звільнений штат Міссурі, і війська Гранта ввійшли в північні райони Міссісіпі й Алабами. Велике значення мало захоплення 25 квітня 1862 Нового Орлеана, важливого торговельного й стратегічного центру. Конфедерація була розрізана на дві частини. Під загрозою захоплення опинився Річмонд, але усі наступи федералів були відбиті з великими втратами. І лише перекидання частин із заходу дало змогу зупинити контрнаступ конфедератів під проводом генерала Лі.
30 грудня 1862 Лінкольн підписав «Прокламацію про звільнення рабів» з 1 січня наступного року. Дана «Прокламація», як і рішення про набір негрів в армію, кардинально змінила мету війни: мова тепер йшла про знищення рабства. Шлях рабству на «вільні землі» Заходу ще раніше закрив прийнятий у травні 1862 гомстед-акт. Цей акт надавав право будь-якому громадянинові країни, що не брав участі в заколоті проти Сполучених Штатів й сплатив мито в 10 доларів, зайняти гомстед — шмат землі в 160 акрів під ферму на вільних землях. Після п'яти років проживання на ділянці, її обробки й забудови вона віддавалася безкоштовно у власність.
Часті повстання рабів, успішна морська блокада підривали економіку Півдня. Невелика промисловість не могла задовольнити всіх потреб фронту. Відчувалася нестача у медикаментах, зброї, їжі. Водночас Північ торгувала з Європою, приїжджали нові іммігранти з Європи, працювали на повну потужність, промисловість і сільське господарство.
Останнім великим успіхом конфедератів стала битва під Чанселорсвіллом навесні 1863, під час якої 130-тисячна армія жителів Півночі зазнала поразки від 60-тисячної армії генерала Лі. Однак людські та матеріальні ресурси Півночі були величезні. Вже на початку липня конфедерати зазнали поразки під Геттісбергом. У серпні 1863 армія Лі була відкинута до Вірджинії. Восени 1864 була захоплена Атланта — один із найбільших промислових центрів Півдня. 9 квітня 1865 після кривавих боїв здався Річмонд. У битві при Апоматоксі здалася Північновірджинська армія. Через місяць останні сили конфедератів капітулювали. Громадянська війна завершилася.

## Реконструкція та індустріалізація (1865—1890)

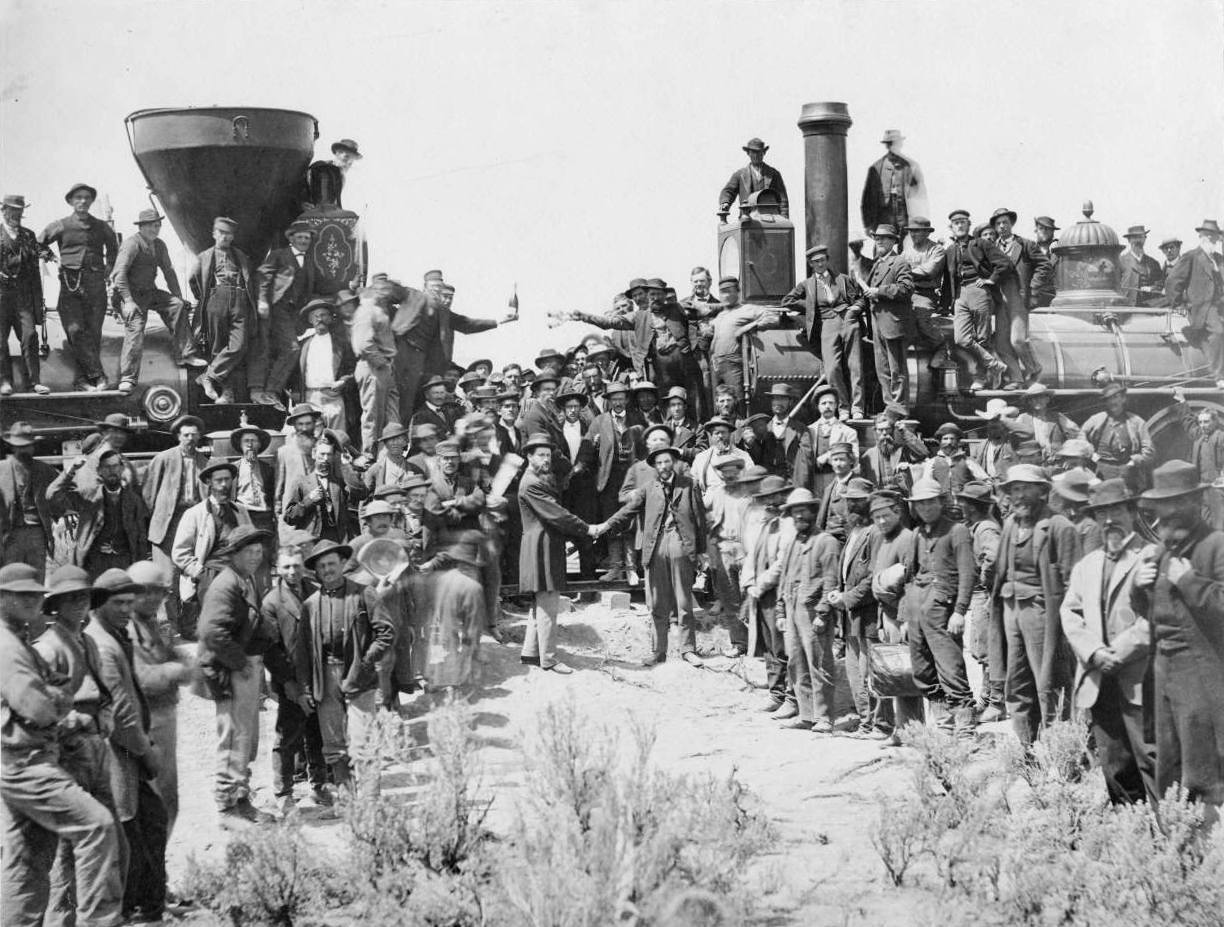
Відкриття трансконтинентальної залізниці в США

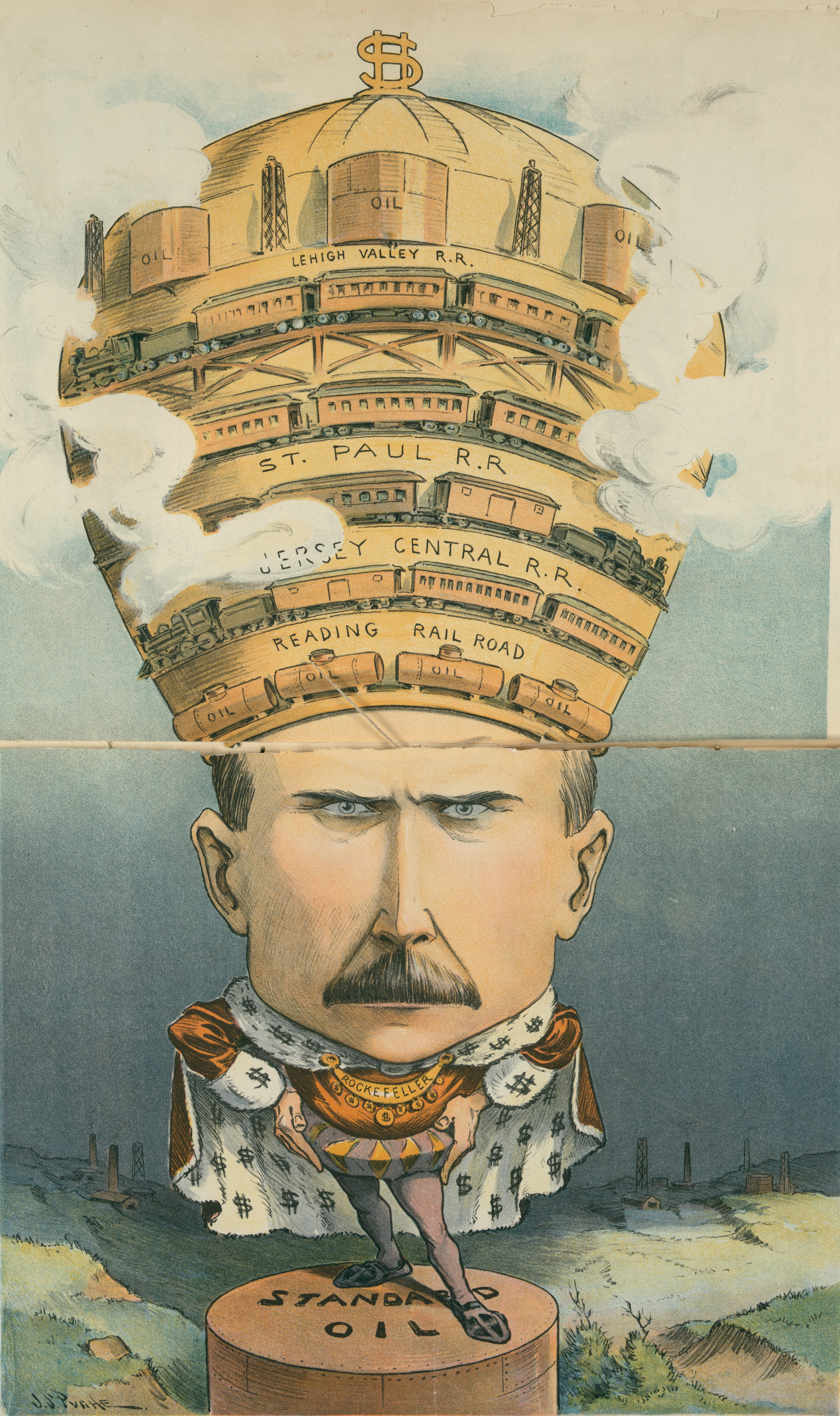
Карикатура на Рокфеллера

Період після завершення громадянської війни увійшов у історіографію під назвою Реконструкція, який тривав з 1865 по 1877 рік. В цей час в Конституцію були внесені «поправки Реконструкції», які суттєво розширили цивільні права афроамериканців. Вони включали тринадцяту поправку, яка поставила рабство поза законом, чотирнадцяту поправку, яка гарантувала громадянство для всіх народжених або натуралізованих жителів на території США, і п'ятнадцяту поправку, яка заборонила дискримінацію по ознакою «раси, кольору шкіри або у зв'язку з перебуванням у рабстві в минулому».
У відповідь на Реконструкцію, з'явилася низка організацій жителів півдня США, в тому числі Ку-клукс-клан, що протидіяли реалізації громадянських прав кольорового населення. Насильству з боку таких організацій протидіяли федеральна армія і влада, яка у 1870 році визнала Ку-клукс-клан терористичною організацією. Проте, в справі Верховного Суду «США проти Cruikshank» стан дотримання громадянських прав населення було покладено на органи влади штатів.
Невдачі федеральних органів посилили економічну кризу 1873 року. Внаслідок цього сформовані республіканцями уряди втратили підтримку виборців південних штатів, і до влади на Півдні повернулися демократи, які хоча і не відновили рабовласництво, але прийняли дискримінаційні закони, звані законами Джима Кроу. 1877 року участь армії в державному управлінні на Півдні було припинено. В результаті афроамериканці стали громадянами другого сорту, а расистські принципи переваги білих як і раніше відновили панування в громадській думці. Монополія демократичної партії на владу в південних штатах тривала після цього аж до 1960-х років.
Експансія золотошукачів, фермерів і власників великих ранчо на «Дикий Захід» супроводжувалася численними конфліктами з індіанцями. Останнім масштабним озброєним конфліктом білих американців з корінним населенням була Війна за Чорні Пагорби (1876—1877 рр.), хоча окремі сутички з невеликими групами індіанців тривали аж до 1918 р.
В 1871 році влада США прийшла до рішення, що угоди з індіанцями не результативні й корінні племена не повинні розглядатися як незалежні народи або держави. До 1880 року в результаті масового відстрілу американських бізонів майже вся їхня популяція зникла, й індіанці втратили об'єкт свого основного промислу. Влада змушували корінне населення відмовлятися від звичного способу життя і жити тільки в резерваціях. Окремі племена індіанців продовжували чинити запеклий опір, проте залишившись без бізонів, стомлені голодом, вони врешті-решт підкорились і переселилися в резервації.

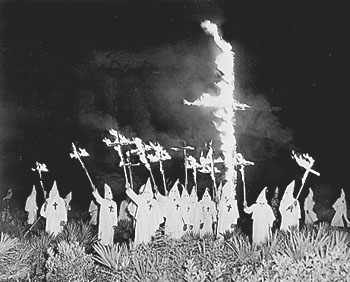
Члени Ку-клукс-клана на тлі палаючого хреста

Кінець XIX століття став часом потужного індустріального розвитку Сполучених Штатів. «Позолочене століття», так охрестив цю епоху класик американської літератури Марк Твен. Найбагатший клас американського суспільства купався в розкоші, але не забував також і про філантропію, яку Карнегі називав «Євангелієм від багатства», підтримуючи благодійні товариства  і тисячі госпіталів, шкіл, коледжів, академій, бібліотек, музеїв, театрів, оркестрів.
Один тільки Джон Рокфеллер на благодійність пожертвував понад 500 мільйонів доларів, що склало більше половини його сукупного доходу. Безпрецедентна хвиля іммігрантів принесла в США не тільки робочу силу для американської індустрії, але й створила велику кількість національних громад, які заселили малолюдні західні території.
Вважається, що сучасна американська економіка була створена саме в епоху «позолоченого віку». У 1870-х і 1880-х роках як економіка в цілому, так і заробітна плата, багатство, національний продукт і капітали в США росли найшвидшими темпами в історії країни. Так між 1865 і 1898 рр. посіви пшениці зросли на 256 %, кукурудзи — на 222 %, видобуток вугілля — на 800 %, а загальна довжина залізничних колій — на 567 %. Домінуючою формою організації бізнесу стала корпорація. До початку ХХ століття дохід на душу населення і обсяг промислової продукції в США стали найвищими в світі. Дохід на душу населення в США вдвічі перевищив німецький і французький і на 50 % — британський.

## США перед Першою світовою війною
Після «позолоченого століття» настала «Ера прогресивізму», для якої характерна висока політична активність середнього класу і соціальних низів, що призвело до масштабних соціальних і політичних реформ. Зокрема, були прийняті чотири нові конституційні поправки — від 16-ї до 19-ї. Однією з цілей руху прогресистів була боротьба з корупцією політичної верхівки США. Частина прогресистів виступала також за закриття питних закладів і прийняття сухого закону. До них також приєднались прихильники надання виборчих прав жінкам, покращення охорони здоров'я і модернізації в ряді інших сфер суспільного життя.
Спочатку рух прогресистів діяв лише на місцевому та регіональному рівнях і лише через деякий час захопив всю націю. Багато ідей вони запозичили із Західної Європи, зокрема створення в 1914 році Федеральної резервної системи. Ідеї прогресистів поділяло багато політичних лідерів США, включаючи республіканців Теодора Рузвельта, Чарльза Г'юза, Герберта Гувера і демократів Вільяма Браяна й Вудро Вільсона.
У цей період Сполучені Штати розпочали свій підйом як міжнародна держава, беручи участь в збройних конфліктах, зокрема, в Іспано-американській війні, яка привела до звільнення Куби від іспанського панування й приєднання колишніх іспанських колоній Пуерто-Рико і Філіппіни до володінь США. Хоча в цей період США, як і раніше, дотримувалися політики ізоляціонізму, держава активно брала участь в європейській політиці, особливо в Гаазьких конференціях.

## США в Першій світовій війні

### Період нейтралітету (1914—1917)
На початку Першої світової війни в США переважало прагнення зберегти нейтралітет. Президент Вільсон, шокований руйнівним характером конфлікту і стурбований його можливими несприятливими наслідками для США у разі затягування військових дій, намагався виступити посередником між протиборчими сторонами. Але його миротворчі зусилля не увінчалися успіхом, головним чином через те, що обидві сторони не втрачали надію перемогти у вирішальній битві. Тим часом США все глибше грузли в суперечці щодо прав нейтральних країн на море. Велика Британія контролювала обстановку у Світовому океані, дозволяючи нейтральним країнам здійснювати торгівлю і одночасно блокуючи німецькі порти. Німеччина намагалася прорвати блокаду, застосовуючи нову зброю — підводні човни.
У 1915 німецький підводний човен потопив британське пасажирське судно «Лузітанія», при цьому загинуло понад 100 американських громадян. Вільсон негайно заявив Німеччині, що незпровоковані напади підводних човнів на судна нейтральних країн є порушенням загальноприйнятих норм міжнародного права і повинні бути припинені. Німеччина на початку 1917 року погодилася припинити необмежену підводну війну, але лише після загрози Вільсона застосувати найрішучіші заходи. Проте, в лютому і березні 1917 були потоплені ще кілька американських суден, а телеграма Циммермана мексиканському уряду з пропозицією союзу проти США змусила Вільсона запросити згоду Конгресу на вступ країни у війну. В результаті 6 квітня 1917 Конгрес оголосив війну Німеччині.

### Участь США у бойових діях (1917—1918)

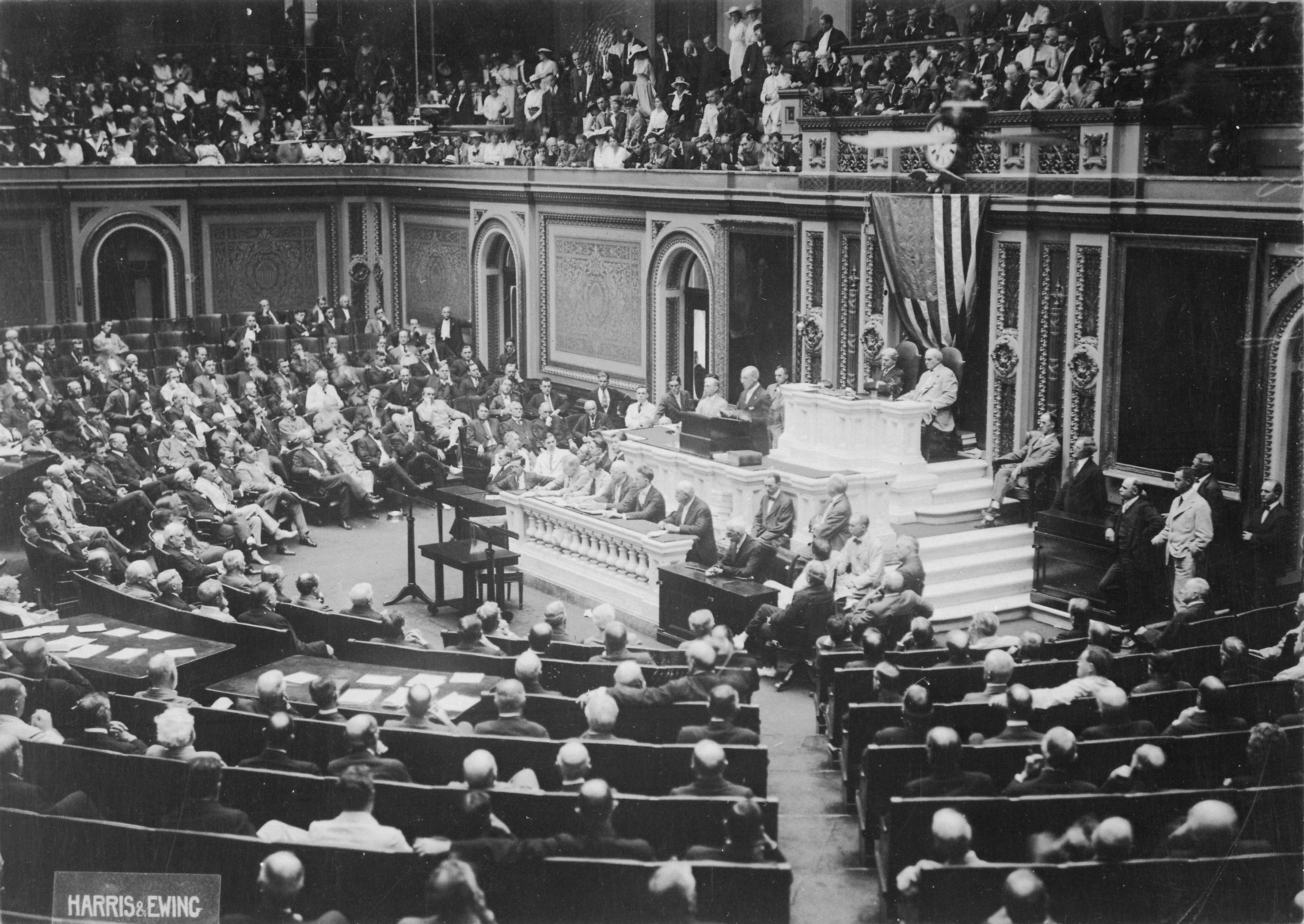
Президент Вільсон ставить перед Конгресом питання про оголошення війни Німеччині. Засідання 3 лютого 1917 року

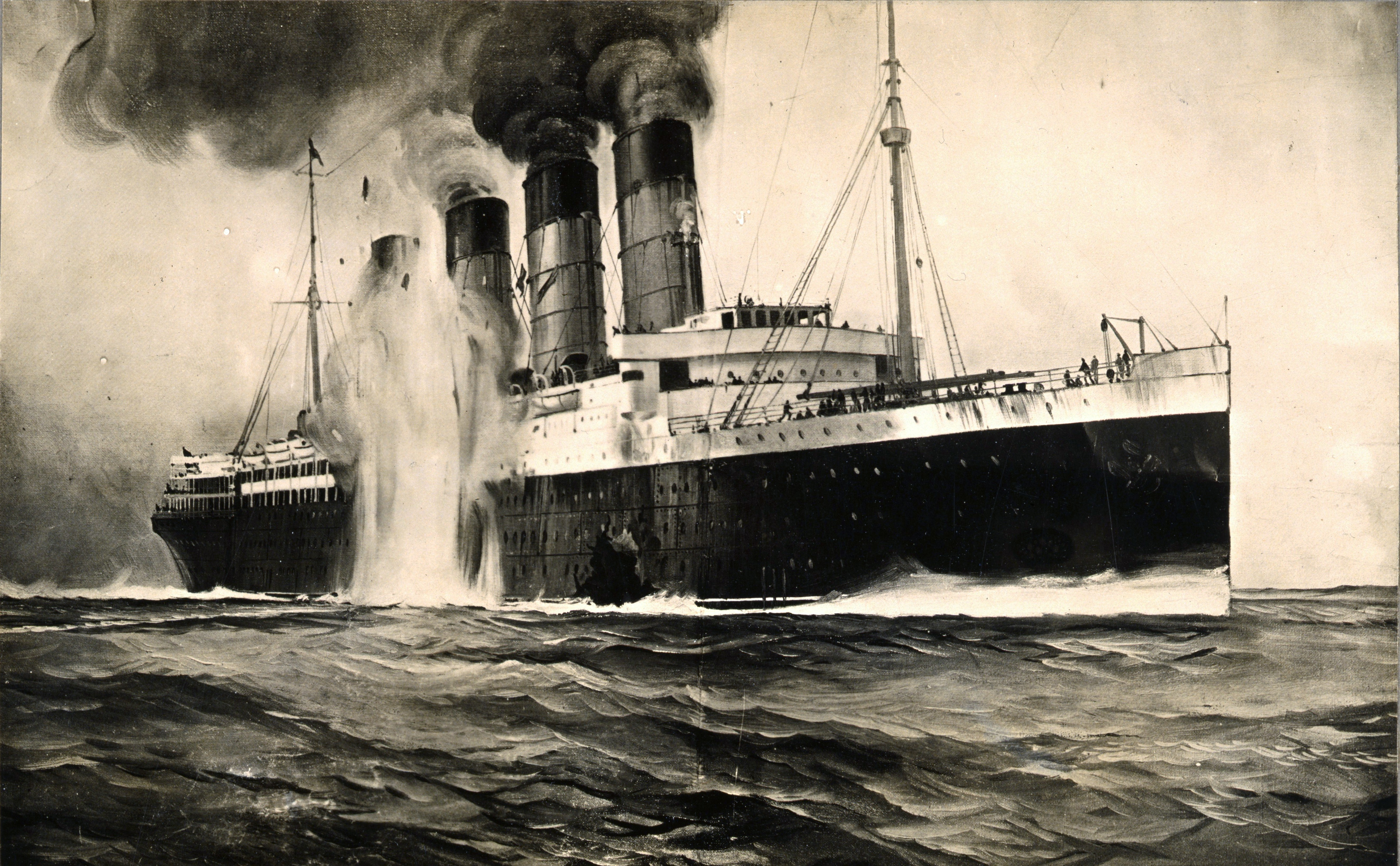
«Лузітанія» відразу після торпедної атаки

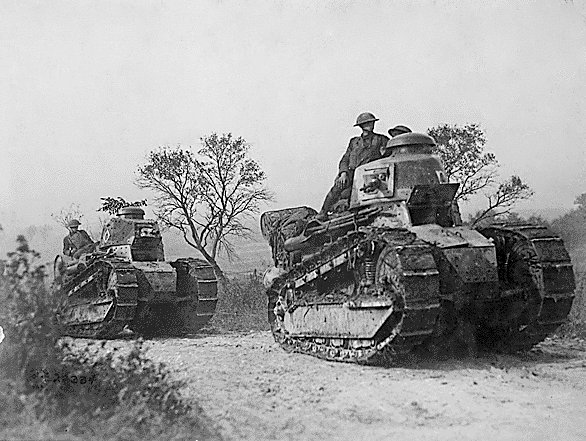
Американські бронетанкові війська в Аргонському лісі

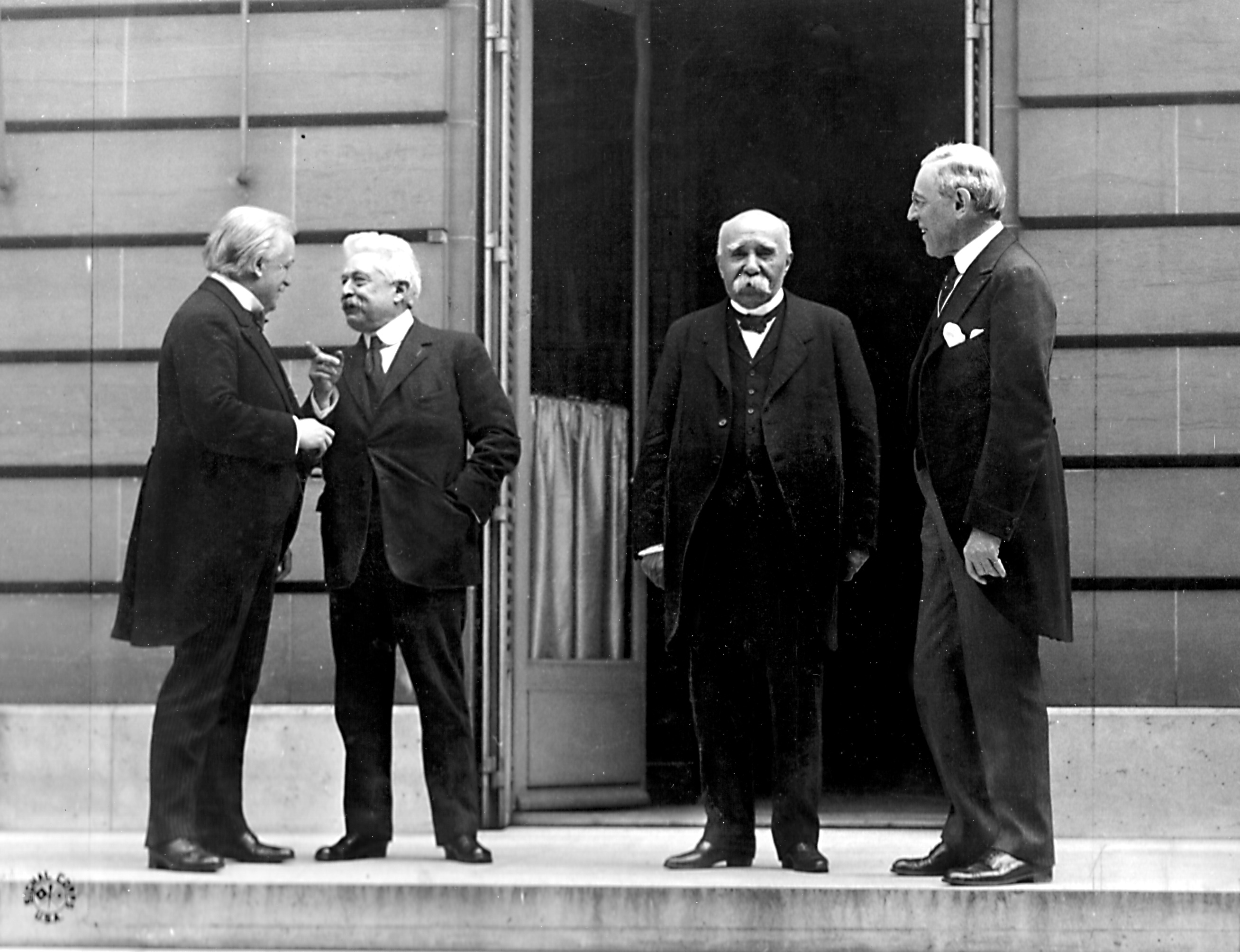
«Велика четвірка народів» на Паризькій мирній конференції

США негайно розширили масштаби економічної та військово-морської допомоги союзникам і розпочали підготовку експедиційного корпусу для вступу в бойові дії на Західному фронті. Згідно з прийнятим 18 травня 1917 закону про обмежену військову повинність, в армію було призвано 1 млн чоловіків у віці від 21 до 31 року.
З початку березня 1918 союзники стримували потужний наступ німців. До літа за підтримки американського підкріплення вдалося розгорнути контрнаступ. Армія США успішно діяла проти Сен-Мієльського угруповання супротивника і взяла участь в загальному наступі союзних військ.
Для ефективної організації тилу Вільсон пішов на безпрецедентні заходи державного контролю над економікою. Закон про федеральний контроль, прийнятий 21 березня 1918 року, перевів всі залізниці країни під керівництво Вільяма Макаді, а спеціально створене військове керівництво залізниць мало покінчити з конкуренцією і забезпечити сувору координацію їх діяльності. Військово-промислове управління було наділене розширеними повноваженнями контролю над підприємствами з метою стимулювання виробництва та запобіганню зайвого дублювання.
Керуючись законом про контроль над харчовими продуктами та пальним (серпень 1917), Герберт Гувер, глава федерального відомства з контролю за харчовими продуктами, зафіксував ціни на пшеницю на високому рівні і з метою збільшення поставок продовольства в армію ввів так звані «безм'ясні» й «безпшеничні» дні. Гаррі Гарфілд, керівник відомства з контролю за паливом, теж запровадив жорсткі заходи щодо виробництва і розподілу паливних ресурсів. Крім вирішення військових завдань, ці заходи принесли чималі вигоди малозабезпеченим соціальним верствам, зокрема фермерам і промисловим робочим.
Крім великих витрат на розвиток власної військової машини, США надали настільки великі кредити союзникам, що в період між груднем 1916 і червнем 1919 загальний борг останніх (разом з відсотками) виріс до 24 262 млн доларів. Серйозним недоліком внутрішньої політики Вільсона стала його нездатність надійно захистити громадянські свободи: військова істерія всередині країни вилилася в переслідування американців німецького походження, членів антивоєнних груп та інших інакомислячих.
У січні 1918 Вільсон представив в Конгрес свої «14 пунктів» — загальну декларацію цілей США у війні. У декларації була викладена програма відновлення міжнародної стабільності і містився заклик до створення Ліги Націй. Ця програма багато в чому розходилася з військовими цілями, раніше схваленими країнами Антанти і включеними в ряд секретних договорів.
У жовтні 1918 центральноєвропейські країни звернулися з пропозицією про мир безпосередньо до Вільсона, через голови європейських супротивників. Погодившись на умови союзників, 11 листопада 1918 Німеччина підписала угоду про перемир'я. Попри попередню домовленість про його умови, розбіжності в позиціях Європи і Америки вказували на те, що в ході післявоєнних переговорів виникнуть серйозні протиріччя. Ще однією проблемою стала фактична дезінтеграція старої Європи, що не обіцяло швидкого і легкого відновлення економічного життя.

### Участь США в встановленні Версальської системи
В ході мирних переговорів Вільсон підпорядкував всі інші завдання створенню Ліги Націй. Для досягнення цієї мети він пішов на ряд компромісів, зокрема щодо контрибуцій і територіальних питань, сподіваючись згодом скорегувати їх в рамках майбутньої Ліги. За столом переговорів з іншими учасниками «великої четвірки» — Ллойд Джорджем, який представляв Велику Британію, Клемансо, який представляв Францію, і Орландо, який представляв Італію, — Вільсон проявив себе вельми вправним дипломатом. Договір 28 червня 1919 став кульмінацією його політичної кар'єри.
Однак в самих США після перемоги республіканців на виборах 1918 році посилилось внутрішнє політичне тертя. Сенатор Лодж очолив рух проти Ліги Націй, йому і його прихильникам вдалося надовго заблокувати розгляд договору в Сенаті і зірвати його ратифікацію. Сенатори-опозиціонери отримали підтримку, по-перше, республіканців, які побоювалися несприятливих політичних наслідків дипломатичного тріумфу Вільсона, по-друге, представників тих етнічних груп, чиї країни постраждали від версальських домовленостей, і, нарешті, тих прогресистів-радикалів, які вважали, що міжнародні зобов'язання США загальмують подальший розвиток американської демократії.
Табір американських прихильників Ліги Націй був несподівано ослаблений, коли Вільсон, що почав вимотуюче пропагандистське турне по країні на підтримку мирного договору, в самий розпал дебатів тяжко захворів. «Червона паніка», породжена страхом перед комуністами, посилила розчарування, яке охопило країну після війни. Було зрозуміло, що сенат не пропустить договір без внесення в нього змін, але Вільсон відмовився піти на компроміси, і сенат двічі його відхилив (в листопаді 1919 і в березні 1920). Тому формально США залишалися в стані війни аж до 2 липня 1921 коли Конгрес (вже при адміністрації Гардінга) прийняв нарешті спільну резолюцію обох палат, офіційно оголосивши про завершення військових дій. Ліга Націй почала свою роботу без участі США.

## Міжвоєнний період

### Ера Просперіті

Щорічний валовий внутрішній продукт США в 1920 - 1940 роках і його довгострокова тенденція до загального зростання

Епохою «просперіті» або процвітання називають період господарського підйому в США в 1920-х роках. У літературі під епохою «просперіті» найчастіше мають на увазі нездорове, сумнівне процвітання. Післявоєнна Америка виходила в лідери за темпами економічного зростання, завдяки чому ще більше посилила свої лідируючі позиції в світі. До кінця 20-х років Америка виробляла майже стільки ж промислової продукції, скільки весь інший світ. Заробітна плата середньостатистичного робочого збільшилась на 25 %. Рівень безробіття не перевищував 5 %, а в деякі періоди навіть 3 %. Розквітав споживчий кредит, а ціни підтримувалися на стабільному рівні. Темпи економічного розвитку США залишалися найвищими в світі.
Причини підйому американської економіки вбачають у виході США на лідируючі позиції в міжнародній політиці та їх перетворення в фінансовий центр світу. Маючи в своєму розпорядженні чималі кошти, американські монополії успішно провели оновлення своїх основних капіталів, побудувавши нові заводи і фабрики. 1924 року був прийнятий план Дауеса по відновленню економіки Німеччини. Німеччині виділялась позика, значну частину якої надавали банки США. Прагнення країни сприяти економічній стабільності Європи пояснювалось прагненням завоювати нові ринки збуту для американських товарів, а також запобігти поширенню комуністичної ідеології. У той же час, в 1921 році США надали Радянської Росії, де лютував голод, благодійну допомогу. До 1929 року загальний обсяг американського експорту становив в грошовому еквіваленті 85 млн доларів.
У роки процвітання збільшення доходів на душу населення і ефективності виробництва привело до 40 % зростання ВНП. У країні встановився високий рівень життя, при низькому рівні безробіття, невеликій інфляції і низьких процентних ставках по кредитах. Промислове виробництво в цілому збільшилася до 1929 року на 72 %. Особливо успішно розвивалося виробництво споживчих товарів. Імпульсом до його розвитку послужило широке поширення електричної енергії. Електрифіковані житла американців стали оснащуватися побутовою технікою — радіоприймачами, холодильниками тощо. До кінця 1920-х більшість промислових підприємств перейшло на електроенергію.
У той же час, в період Процвітання такі галузі як вугільна, легка (взуттєва, харчова і текстильна) промисловості, суднобудування не розвивалися належним чином. Видобуток вугілля скоротився на 30 %. Економічний бум призвів до кризи перевиробництва: до 1929 року ринок переповнився різними товарами, але ці товари вже не знаходили попиту.

### Велика Депресія і «Новий Курс»
Велика депресія в США розпочалася з біржового краху наприкінці 1929 і тривала до вступу в Другу світову війну. Дефляція робила виробництво товарів невигідним. В результаті виробництво скоротилось й одночасно різко збільшилось безробіття: з 3 % в 1929 році воно піднялося до 25 % в 1933. У сільських районах Великих рівнин трапилась посуха, яка, в поєднанні з недоліками в сільськогосподарській практиці, призвела до сильної ерозії ґрунту, викликавши екологічну катастрофу. Міста протягом декількох років засипали пилові бурі. Населення, втрачаючи житло і засоби до існування в пиловому казані, мігрувало далі на захід, переважно в Каліфорнію, беручись за будь-яку оплачувану роботу і збиваючи там самим, і без того невисокий через економічну кризу, рівень заробітної плати. Місцева влада шукала вихід з положення в депортації нелегальних іммігрантів з Мексики.

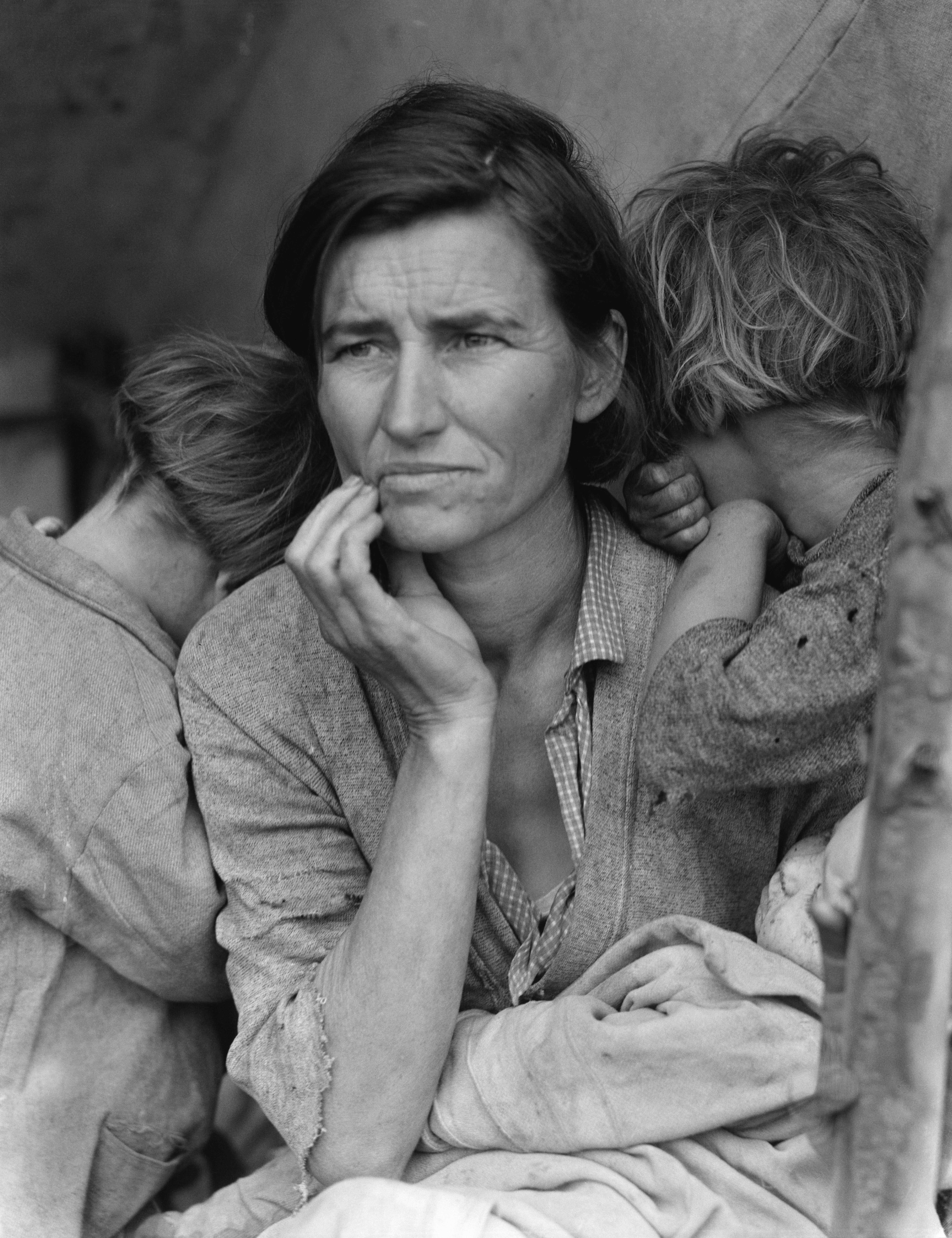
Мати-мігранка з сімома дітьми на зборі врожаю гороху в Каліфорнії.

 На американському Півдні тендітна економіка взагалі переживала колапс. Сільські жителі масами мігрували на Північ в пошуках роботи в індустріальних центрах, зокрема, Детройті. В районі Великих озер фермери, страждаючи від зниження цін на свою продукцію, завалювали суди справами про приватні банкрутства.
З США криза поширилася на увесь інший капіталістичний світ. Промислове виробництво скоротилося в США на 46 %, у Великій Британії на 24 %, в Німеччині на 41 %, у Франції на 32 %. Курси акцій промислових компаній впали в США на 87 %, у Великій Британії на 48 %, в Німеччині на 64 %, у Франції на 60 %. Колосальних розмірів досягло безробіття. За офіційними даними, в 1933 році у 32 капіталістичних країнах налічувалося 30 млн безробітних, в тому числі тільки у США 14 млн.
У 1933 році до влади в США прийшов президент Франклін Рузвельт, кандидат від демократичної партії, який запропонував американському народу «Новий курс», як стали згодом називати його політику. Республіканці, яких звинувачували якщо не в наступі економічної кризи, то в нездатності впоратися з нею, на президентських виборах 1932 зазнали нищівної поразки і багато років не змогли згодом зайняти Білий дім. Успіх «Нового курсу» був настільки великим, що Рузвельт став єдиним в історії США президентом, якого переобирали чотири рази поспіль, і він залишався при владі до самої своєї смерті в 1945 році. Хоча багато заходів його адміністрації були згодом визнані спірними, цілий ряд нововведень цього періоду, наприклад, програми соціального страхування і страхування вкладів діють в США до сих пір. Найуспішнішою ініціативою президента Рузвельта вважається допомога безробітним, яких на замовлення федерального уряду залучали до роботи в Цивільному корпусі охорони навколишнього середовища та ряді інших урядових служб.
Хоча заходи, вжиті адміністрацією Рузвельта, дозволили запобігти подальшому згортанню виробництва або, щонайменше, полегшили наслідки економічної кризи для широких мас населення, Велика депресія закінчилася в Америці лише з початком Другої світової війни. Адміністрація розпочала фінансування військових замовлень, в той час як виробництво продукції цивільного призначення різко скоротилося, а її споживання стало квотованим. Це дозволило економіці впоратися з труднощами: з 1939 по 1944 рр. виробництво зросло майже удвічі. Безробіття впало з 14 % в 1940 році до менше 2 % в 1943, хоча трудові ресурси зросли на 10 мільйонів чоловік.

## Друга світова війна

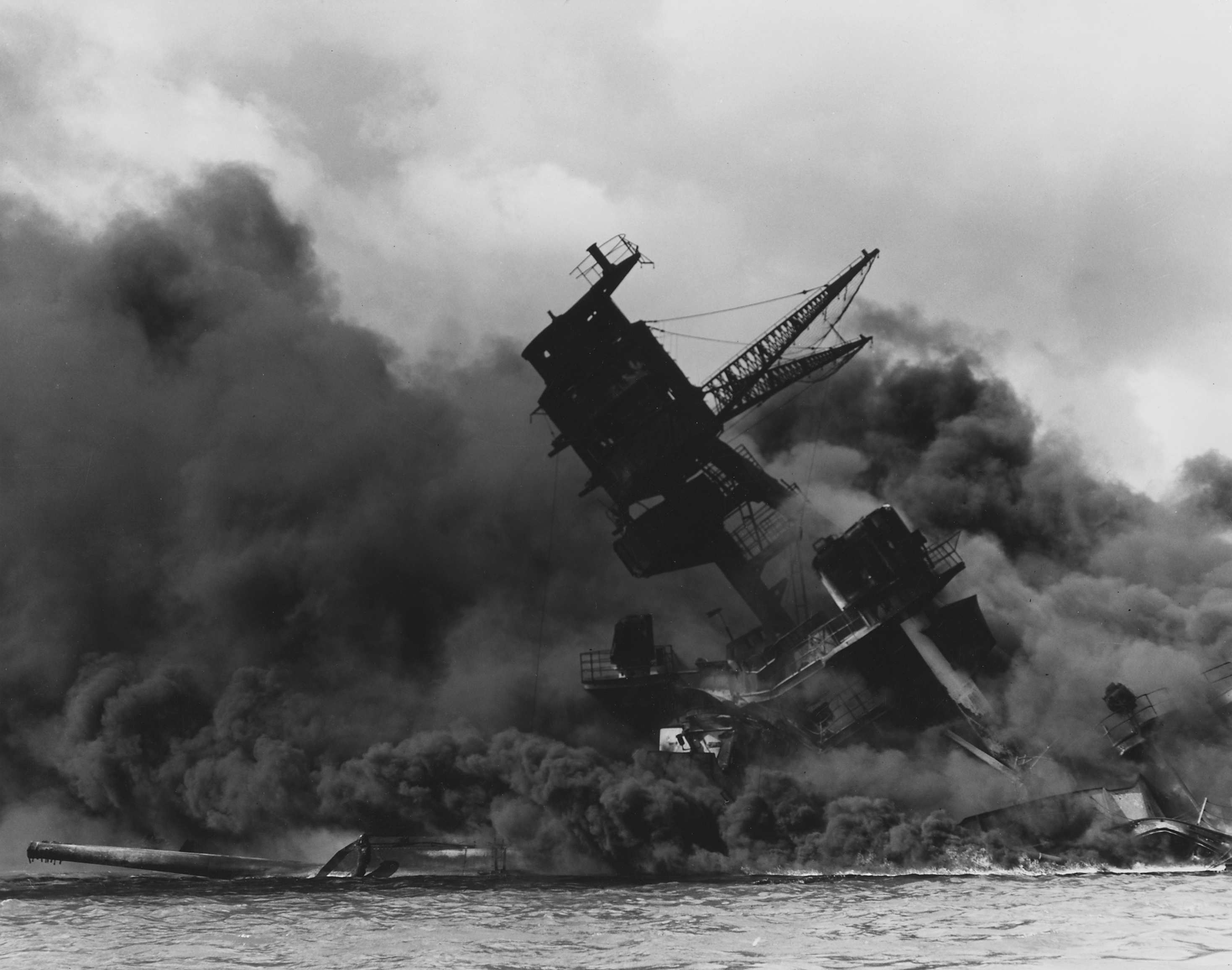
Лінкор «Аризона» горить після нападу на Перл-Гарбор.

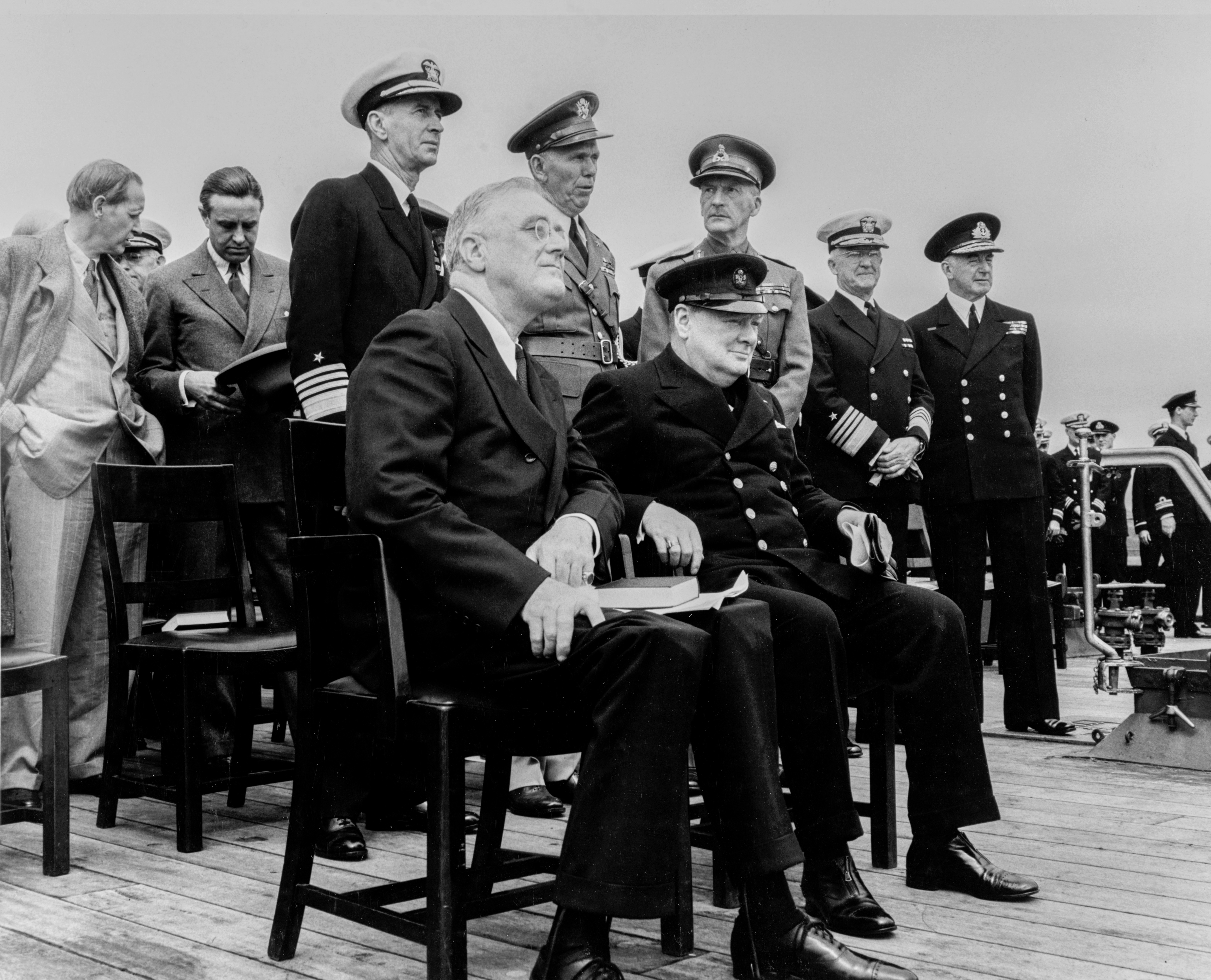
Зустріч Черчіля і Рузвельта на борту лінкора «Принц Уельский»

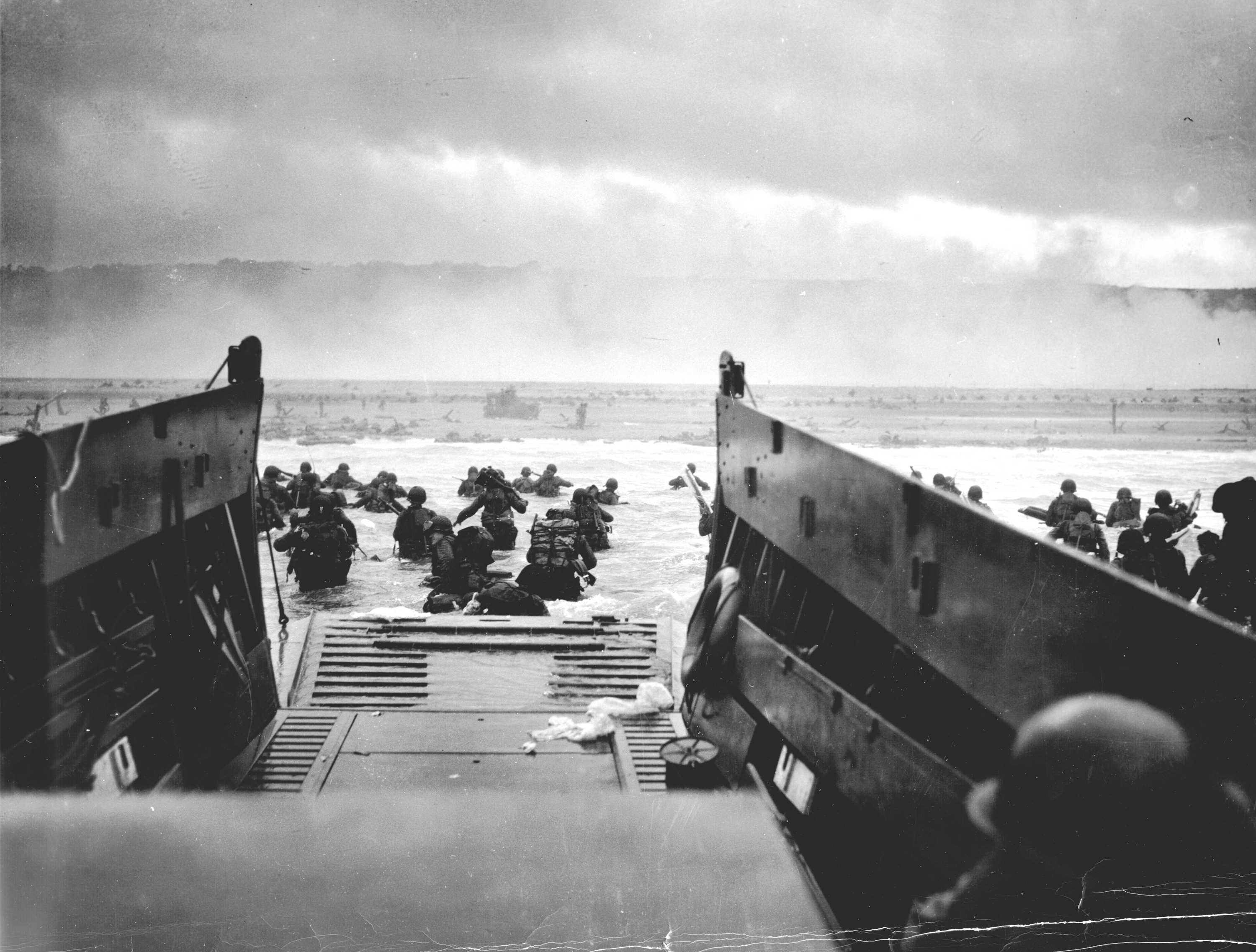
Американська піхота під час висадки в Нормандії

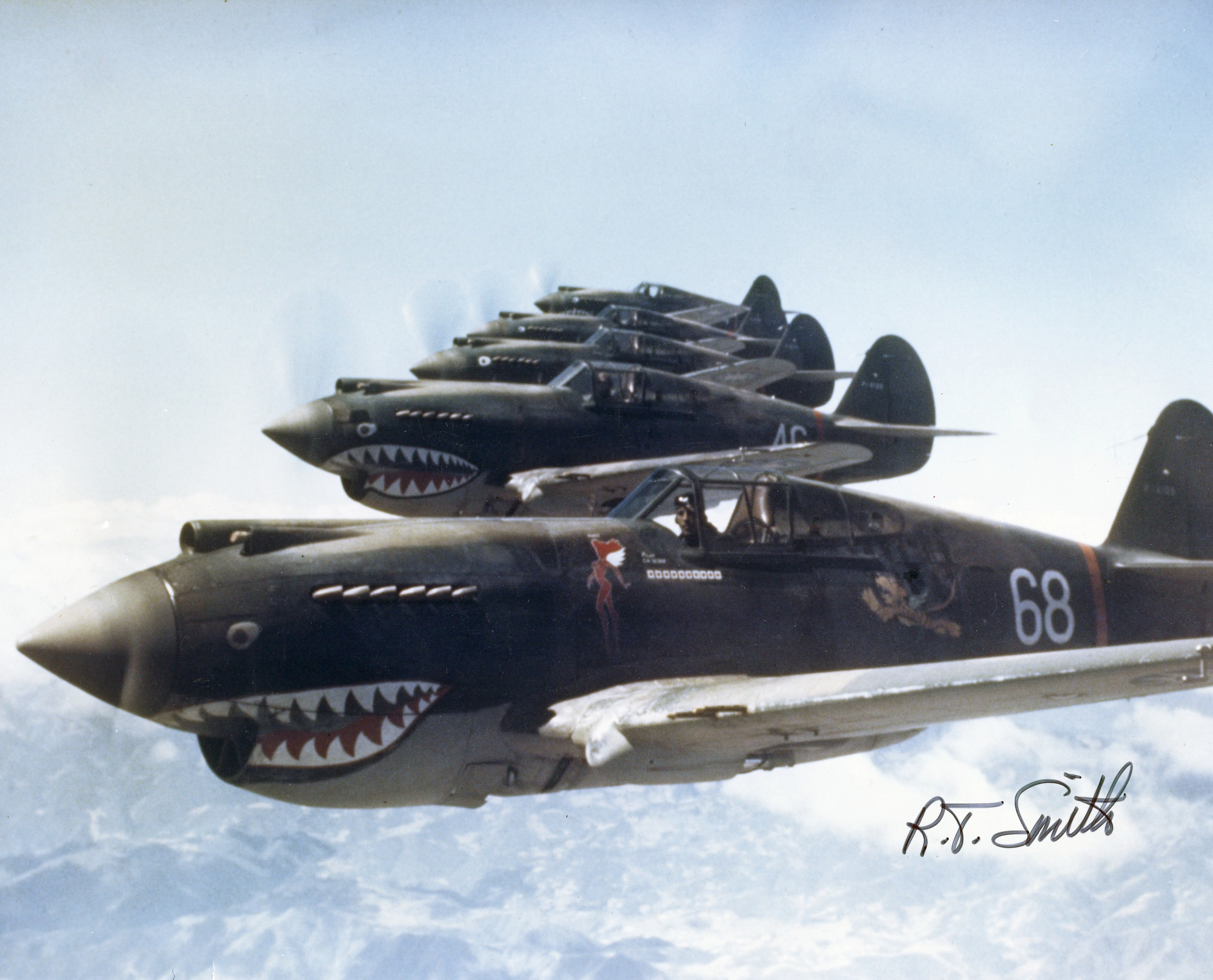
Американські військові літаки в китайському небі 28 травня 1942

Як і під час Першої світової війни, Сполучені Штати не розпочали безпосередньо бойові бої після початку Другої світової війни. Однак вже у вересні 1940 року США запровадили програму ленд-лізу — надання допомоги озброєнням Великій Британії. Штати також підтримали Китай, який вів війну з Японією і оголосили ембарго на поставки нафти в цю країну. Після нападу Німеччини на СРСР в червні 1941 р програма ленд-лізу була поширена і на СРСР.
7 грудня 1941 Японія несподівано напала на американську військово-морську базу в Перл-Гарборі, виправдовуючи свої дії посиланнями на американське ембарго. На наступний же день США оголосили війну Японії. У відповідь на це Німеччина оголосила війну США.
На тихоокеанському театрі воєнних дій ситуація для США спочатку складалася несприятливо. 10 грудня 1941 японці почали вторгнення на Філіппіни, і до квітня 1942 повністю їх окупували. Велика частина американських і філіппінських військ, які там базувалися, потрапила в полон. Але Битва при атолі Мідуей 4 червня 1942 року стала переломним моментом у війні на Тихому океані.
8 листопада 1942 року американські війська під командуванням генерала Дуайта Ейзенхауера в складі трьох корпусів (західний, центральний і східний) за підтримки однієї англійської дивізії висадилися на Атлантичному узбережжі Марокко і на Середземноморському узбережжі в Алжирі, на територіях підконтрольних маріонетковому уряду Віші. До травня 1943 року німецькі та італійські війська в Північній Африці були повністю розбиті.
10 липня 1943 американська 7-ма і 8-ма англійська армії успішно висадилися на південному узбережжі Сицилії. Італійці вже давно розуміли, що війна, в яку втягнув їх дуче, не відповідає інтересам Італії. Король Віктор Еммануїл III ухвалив рішення заарештувати Муссоліні. Після арешту 25 липня 1943 новий уряд Італії на чолі з маршалом П'єтро Бадольо розпочав таємні перемовини з американським командуванням на предмет укладення перемир'я. 8 вересня новий італійський прем'єр-міністр офіційно оголосив про беззастережну капітуляцію Італії, а 9 вересня 1943 року американська 5-я армія висадилася в районі Салерно.
Згідно з рішенням Тегеранської конференції, де зустрілися Рузвельт, Черчилль і Сталін, другий фронт війни з Німеччиною був відкритий 6 червня 1944 року, коли війська США, Великої Британії і Канади висадилися в Нормандії. Операція закінчилася 31 серпня звільненням всієї північно-західної частини Франції. Париж був звільнений 25 серпня за підтримки з боку французьких партизан. 15 серпня американо-французькі війська висадилися на Півдні Франції, де звільнили міста Тулон і Марсель. Після ряду військових невдач, наприкінці березня 1945 роки 6-та, 12-та і 21-ша групи армій союзників форсували Рейн, і в квітні оточили і розгромили Рурське угрупування німецьких військ. 25 квітня 1-ша американська армія зустрілася з радянськими військами на річці Ельба. 8 травня нацистська Німеччина капітулювала.
На тихоокеанському театрі військових дій в жовтні 1944 року відбулася найбільша в історії морська битва в затоці Лейте. Японський флот поніс катастрофічні втрати, після чого американські ВМС отримали абсолютне панування на морі. Японська авіація також зазнала катастрофічних втрат від переважаючих її ВПС США. 20 жовтня американці під командуванням генерала Дугласа Макартура почали висадку на острові Лейте (південні Філіппіни) і очистили його від японських військ до 31 грудня. 9 січня 1945 року американці висадилися на головному острові філіппінського архіпелагу Лусон. Протягом січня-лютого більша частина японських військ на Лусоні була розгромлена, а 3 березня — американці ввійшли до філіппінської столиці. До травня більша частина Філіппін була звільнена, лише залишки японських військ в горах і джунглях продовжували чинити опір до серпня.
19 лютого 1945 року морська піхота США висадилася на острові Іводзіма, де японці не припиняли потужний опір. Проте, до 26 березня острів був захоплений. 1 квітня американські війська висадилися на острові Окінава за підтримки ВМФ і ВМФ Великої Британії та захопили його до 22 червня.
У липні 1945 союзники пред'явили Японії ультиматум, але вона відмовилася капітулювати. 6 серпня американський бомбардувальник B-29 Superfortress скинув атомну бомбу на Хіросіму, а 9 серпня на Нагасакі, що призвело до величезних руйнувань. Це єдиний в історії людства приклад бойового використання ядерної зброї. 15 серпня імператор Хірохіто оголосив про беззастережну капітуляцію Японії. Акт про капітуляцію Японії був підписаний 2 вересня 1945 року на борту лінкора ВМС США «Міссурі».

## США в період холодної війни (1945—1991)

### Початок холодної війни (1945—1964)

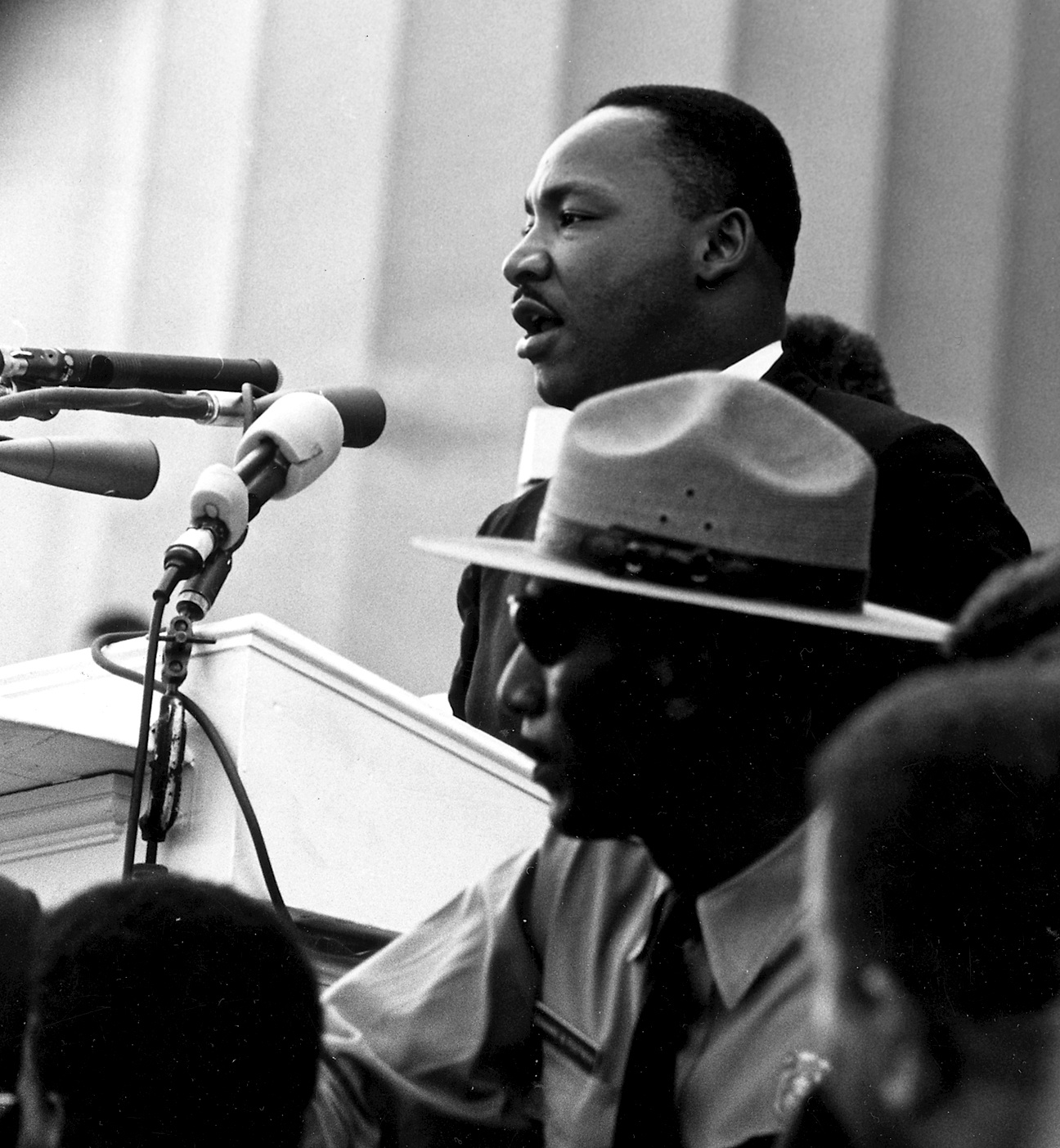
Мартін Лютер Кінг виголошує промову на марші за громадянські права

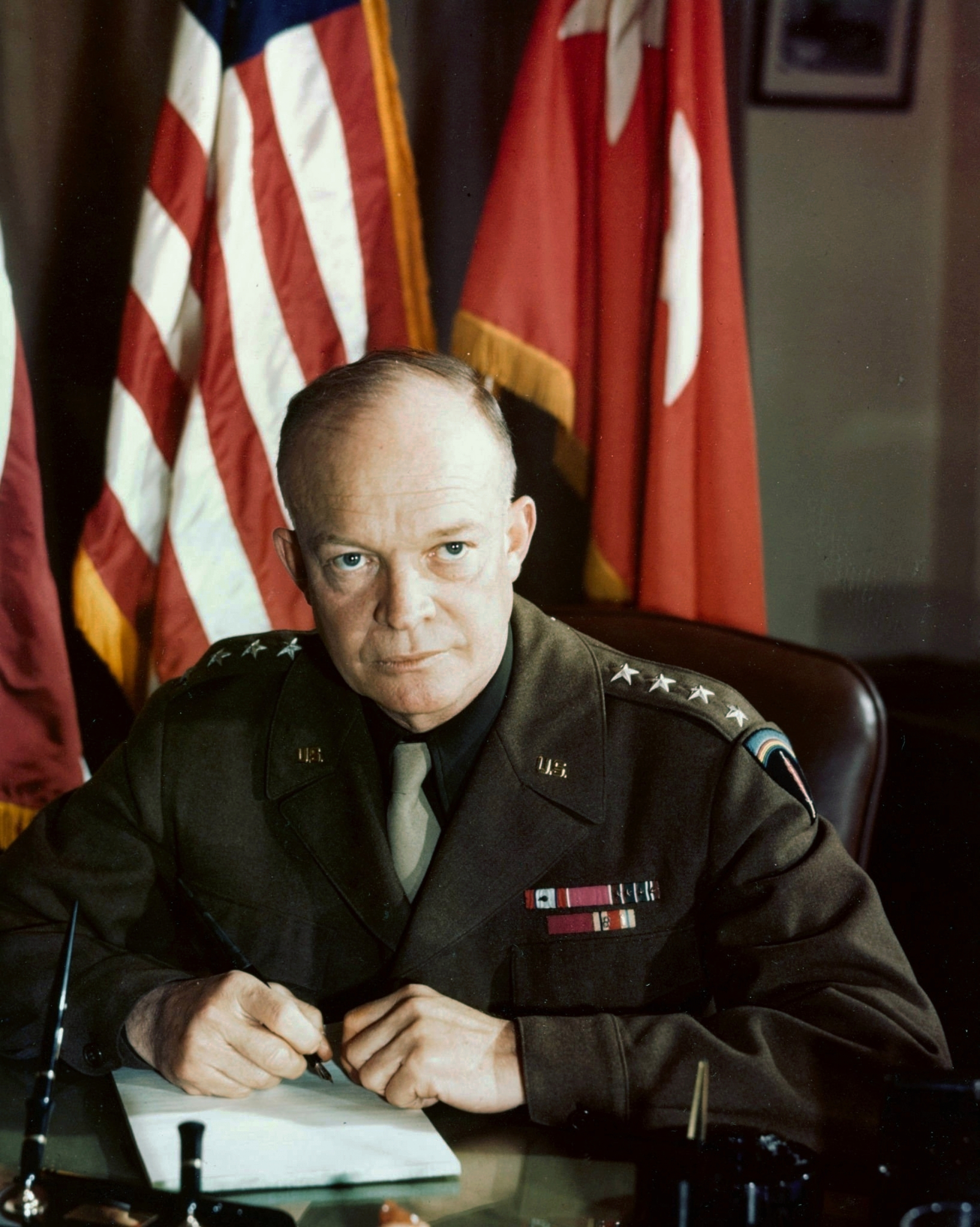
Дуайт Ейзенхауер

Після завершення Другої світової війни, Сполучені Штати разом з СРСР перетворилися на одну з двох панівних наддержав. Сенат США ухвалив рішення про участь країни в Організації Об'єднаних Націй, що ознаменувала перехід від традиційного ізоляціонізму до розширення міжнародної участі..
Фундаментальні відмінності в уявленнях, сформованих в СРСР і США щодо принципів побудови післявоєнного світу, залишали мало можливостей для досягнення компромісу. ООН, яка була створена для досягнення політичних угод і запобіганню нових війн, не змогла впоратися з цим завданням. США відкидали колоніалізм і тоталітарне управління, дотримуючись політики, декларованої в Атлантичній хартії: самовизначення націй, вільний світовий ринок, відновлення Європи.
Вважалося, що для запобігання експансії комунізму необхідно створювати непереборні перешкоди в кожній точці дотику з Радянським Союзом до тих пір, поки радянська влада не розвалиться зсередини. Ця політика була озвучена президентом Гаррі Трумен в його посланні до Конгресу в березні 1947 року і здобула популярність як доктрина Трумена. На її проведення президент просив виділити 4 мільярди доларів. В цей час в Греції йшла інспірована комуністами громадянська війна, неспокійно було також в Туреччині та Ірані, і Трумен вважав, що без термінової американської допомоги ці країни неминуче стануть комуністичними.
Щоб відновити зруйновану війною економіку Німеччини, Японії та інших країн, що стали полем бою під час Другої світової війни, в 1948 США розпочали виконання плану Маршалла, виділивши для цього 12 мільярдів доларів. СРСР і його союзники в цьому плані не брали участь і відповіли на нього блокадою Західного Берліна, який перетворився на анклав глибоко всередині території Східної Німеччини. Внаслідок цього США і Велика Британія в 1948—1949 рр. були змушені налагодити постачання міста повітряним транспортом.
Під керівництвом держсекретаря США в 1949 році була створена Організація Північноатлантичного договору (НАТО). Сталін відповів на це інтеграцією економік східноєвропейських країн, своїм аналогом плану Маршалла, випробуванням власної атомної бомби і підписанням в лютому 1950 альянсу з Китайською Народною Республікою, комуністичний лідер якої, Мао Цзедун, приїхав для цього в Москву. Європейський військовий альянс комуністичних країн — Організація варшавського договору, була створена до 1955 року. Протистояння цих двох блоків у другій половині 20 століття переросло в Холодну війну. Наслідком цього стали стала серія конфліктів, включаючи Корейську війну і Карибську кризу. Одним з наслідків холодної війни були також «космічні перегони» між США і СРСР.
Перша половина 50-х років була відзначена епохою маккартизму, який виражався в різкому антикомунізмі й гоніннями на політичних опонентів, яких називали «антиамериканські налаштованими». В той же час в другій половині 1950-х років поступово набирає сила боротьба проти расової сегрегації і в 1963 році Джон Кеннеді під тиском численних протестів вносить в конгрес законопроєкт про громадянські права, який забороняє сегрегацію в усіх громадських місцях.
Білий дім в цей період займали переважно демократи: Гаррі Трумен (1945—1953), Джон Кеннеді (1961—1963) і Ліндон Джонсон (1963—1969), але більшу частину 1950-х років президентом залишався республіканець Дуайт Ейзенхауер (1953—1961). 1960 року президентом США було обрано харизматичного лідера Джона Кеннеді. Його вбивство в Далласі 22 листопада 1963 року стало справжнім шоком для громадян США.

### Контркультурна революція і розрядка (1964—1980)

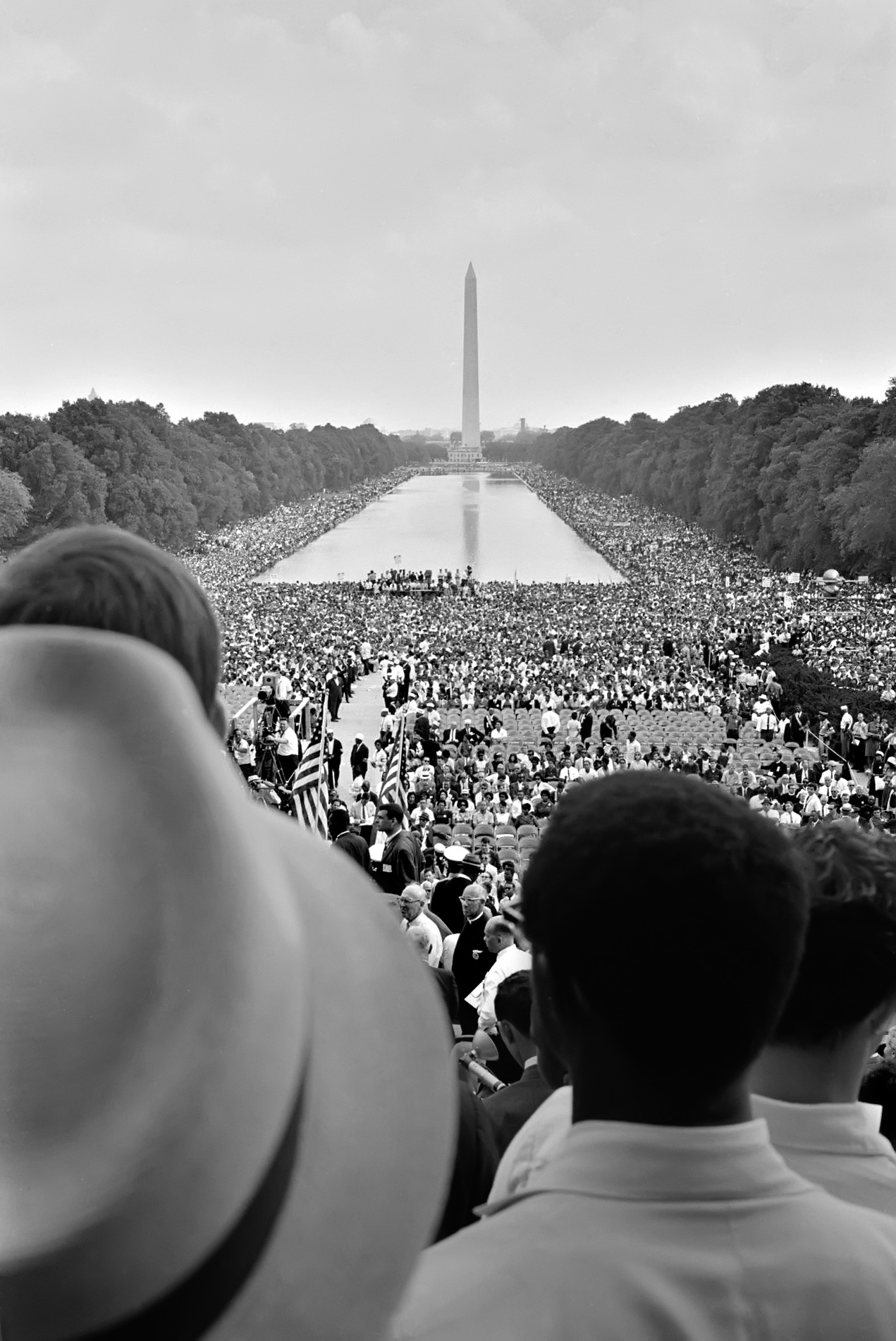
Марш на Вашингтон

Прийшовши в 1963 році до влади президент Ліндон Джонсон проголосив політику «Великого суспільства», під яким розумілися заходи щодо зменшення соціальної нерівності. Протягом 1960-х років було розпочато здійснення цілого ряду соціальних програм. Расова дискримінація була заборонена законом.
У цей період Сполучені Штати вступили у В'єтнамську війну на боці Південного В'єтнаму, непопулярність якої сприяла появі антивоєнних громадських рухів, зокрема, серед жінок, меншин і молоді. Фемінізм і рух за захист навколишнього середовища почали відігравати помітну роль у внутрішній політиці. Крім того, США, як і більшу частину західного світу, в 1960-х роках захопила «контркультурна революція».
У 1969 році наступником Ліндона Джонсона на посаді президента США став Річард Ніксон. До цього часу післявоєнний період економічного процвітання закінчився і, в США настала глибока економічна криза 1970-х років, яка пояснювалась загостренням міжнародної економічної конкуренції, за яким відбулося різке підвищення цін на нафту та інші товари. Хоча на виборах Ніксон обіцяв закінчити війну у В'єтнамі, але вона продовжилася ще кілька років, попри протести американських громадян. Лише в 1973 році американські війська все ж були виведені з Південного В'єтнаму після укладення Паризької угоди. Американці втратили за час війни 58 тис. чоловік.
Ніксон використовував вигідний для США конфлікт між Радянським Союзом і КНР, пішовши на зближення з Китаєм. У холодній війні настала відлига, знана як розрядка. У серпні 1974 року Ніксон був змушений з ганьбою піти у відставку через Вотергейтський політичний скандал. При його наступника Джеральді Форді Південний В'єтнам був остаточно захоплений комуністами.
У 1976 році президентом США був обраний Джиммі Картер. США страждали від енергетичної кризи, економічне зростання сповільнилося, безробіття і процентні ставки за кредитами залишалися високими. На світовій арені Картер був знаний як посередник при укладанні Кемп-Девідських угод між Ізраїлем і Єгиптом. 1979 року іранські студенти захопили американське посольство в Тегерані і взяли в заручники 52 американських дипломата. Картер не впорався з врегулюванням цього конфлікту і програв вибори 1980 року республіканцеві Рональду Рейгану, який обіцяв «принести ранок в Америку».

### «Рейганоміка» і кінець холодної війни (1981—1991)

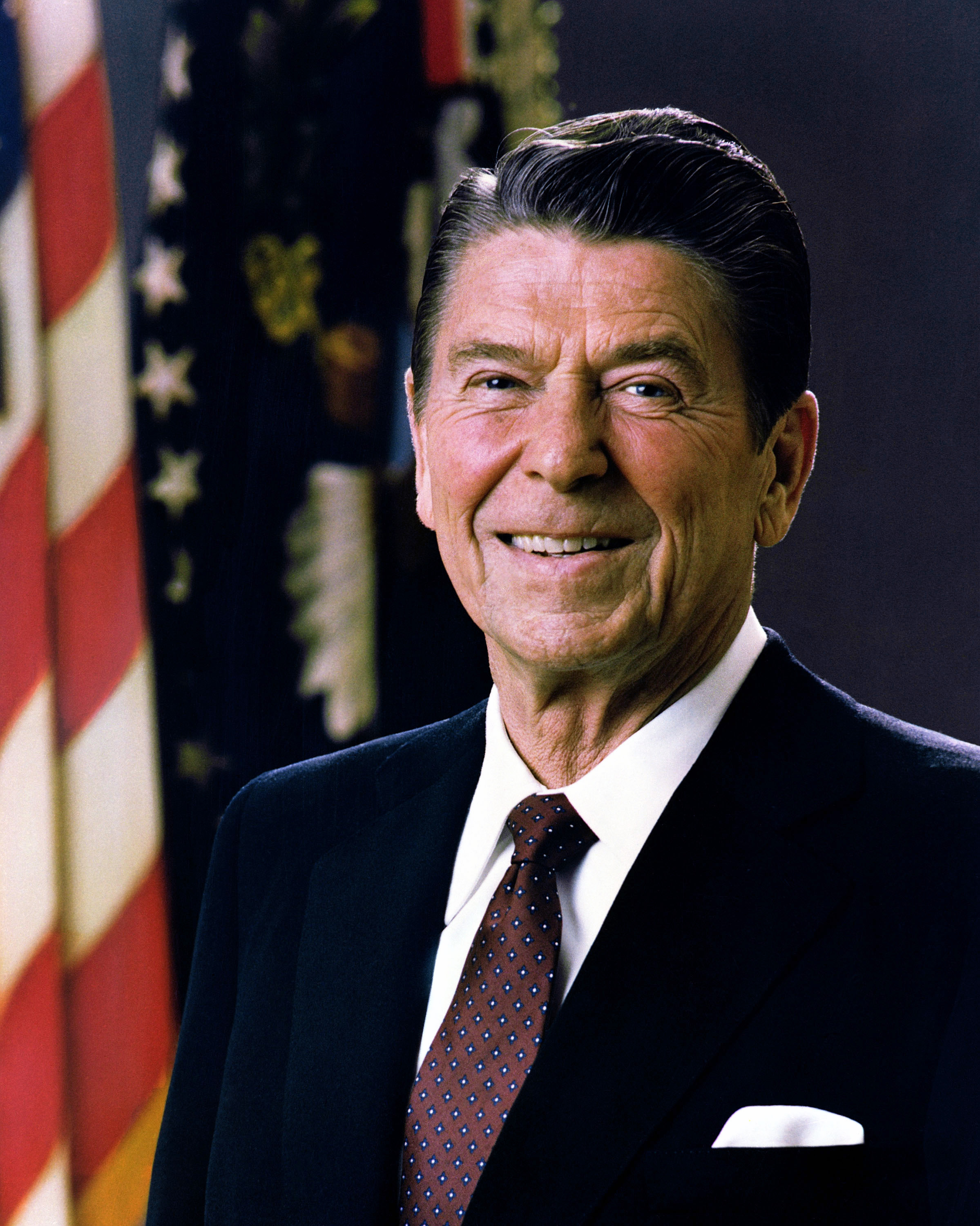
Рональд Рейган

В 1980 році президентом США було обрано Рональда Рейгана, який переміг колишнього президента в 44 з 50 американських штатів. Прийшовши до влади, він започаткував ряд реформ на подолання інфляції і видужання американської економіки. Рейган оголосив про збільшення свободи ринку і в 1981 році підписав податковий закон про відновлення економіки. Внаслідок зниження податків і проведених реформ, знизилась інфляція й збільшилась кількість робочих місць. Кризові явища були успішно подолані завдяки збільшенню частки наукоємних галузей підприємств — радіоелектроніки, приладобудування і космонавтики. Це дало змогу створити сприятливі умови для залучення інвестицій в економіку і привело до запровадження найновіших досягнень наукового процесу.
Під час його президентства було піднято військовий бюджет і збільшено фінансування армії, поповнивши американський арсенал ядерної зброї і фінансуючи Стратегічну оборонну ініціативу, відомішу за назвою «Зоряні війни».
В результаті економіка почала набирати обертів і рівень безробіття з 11 % в 1982 знизився до 8,2 % в 1983 році. Валовий внутрішній продукт збільшився на 3,3 %, побивши рекорд другої половини 1970-х років, в той час як інфляція тепер не перевищувала 5 % на рік. Рейган оголосив все це перемогою своєї економічної політики, що дозволило йому обійти Уолтера Мондейла на президентських виборах 1984 року і залишитися президентом на другий термін.
У зовнішній політиці, Рональд Рейган дотримувався жорсткої позиції щодо Радянського Союзу, називавши його у свої виступах «імперією зла». Сполучені Штати брали активнішу участь у світі, підтримуючи антикомуністичну опозицію в різних країнах. 1983 року США висадили свої війська в Гренаді з метою захисту американських громадян і відновлення стабільності в країні на прохання Організації американських держав. 1986 року у відповідь на фінансування нападів Лівії на американські об'єкти, американська армія здійснила наліт на Триполі. Проте підтримка партизан контрас в Нікарагуа внаслідок політичного скандалу викликала глибоке обурення американської громадськості, хоча на репутації самого Рейгана відчутно не позначилися.
Прихід до влади в СРСР в 1985 році Михайла Горбачова і розпочата ним політика перебудови докорінно змінили радянсько-американські відносини. Під час другого терміну Рейган зосередив свої зусилля на закінченні Холодної війни. Американський президент провів багато зустрічей з Маргарет Тетчер та Папою Іоаном Павлом II. Рейган чотири рази зустрічався з Горбачовим і підписав Договір про ліквідацію ракет середньої і меншої дальності. Їх партнерство прискорило кінець протистояння і падіння Берлінської стіни.

### Війна в Перській затоці і президентство Білла Клінтона
Процеси мирних ідеологічних, політичних і економічних змін в Східній Європі були підтримані адміністрацією Джорджа Буша, який був обраний президентом США в 1988 році. Конфлікт між Заходом і Сходом, який визначав теорію і практику американської зовнішньої політики закінчився об'єднання Німеччини і розпадом Радянського Союзу. США як єдина наддержава, взяли на себе роль безперечного лідера нового світового порядку, який сформувався в 1991 році. Основними напрямками нової політики країни стали боротьба з тероризмом і активна участь в поширенні демократії в світі. Після вторгнення Іраку в Кувейт в 1990 році, Буш створив міжнародну коаліцію під мандатом ООН з метою вигнання іракських військ, яка успішно завершилася визволенням Кувейту.
Швидка перемога США в операції «Буря в пустелі», у співвідношенні з мінімальною кількістю втрат серед американців, забезпечила президенту Бушу найвищий рейтинг схвалення в історії. Однак внутрішні проблеми зробили його популярність недовговічною. Сильний занепад традиційного виробництва, що почався ще в 1970-х роках, призвів до великомасштабного зміщення економіки в бік сфери послуг та інших секторів. У штатах, які багато в чому залежали від виробництва, включаючи більшу частину Середнього Заходу, виникла проблема безробіття.
У жовтні 1992 року США посилили торгове ембарго відносно Куби з метою ліквідації комуністичного режиму Фіделя Кастро, але безуспішно. Було ініційовано скорочення американської військової присутності в Азії і Європі та продовжено взаємне роззброєння з наступником СРСР — Російською Федерацією. У той же час, економіка США пішла на спад і збільшилась загальна соціальна напруженість. Антирасистські заворушення в Лос-Анджелесі в 1992 році потрясли країну, після оприлюднення відеокасет з насильством з боку поліції проти невинних афроамериканців.
У 1992 році демократ Білл Клінтон переміг Буша на президентських виборах, головним чином, завдяки обіцянкам соціальних реформ і економічного відродження, які привернули на його сторону представників етнічних меншин. В часи його правління широко розвинулися телекомунікації і медіа-технології, що викликало економічний бум і створення мільйонів нових робочих місць. Підвищилась мінімальна заробітна плата, проте реформа охорони здоров'я, розроблена для забезпечення медичного страхування для всіх американців, була заблокована консервативною більшістю в Конгресі.
У світовому масштабі, Клінтон уникав нав'язування американського панування, а займався вирішенням міжнародних проблем і конфліктів. Зокрема, у 1993 році він вів переговори про часткову автономію палестинських територій на Близькому Сході. Крім того, США були в числі ініціаторів Кіотського протоколу про зміну клімату в 1997 році, яка передбачала скорочення викидів шкідливих забруднюючих речовин. Клінтон брав безпосередню участь в мирних переговорах з метою урегулювання політичного конфлікту у Північній Ірландії. З метою підтримання миру і в рамках свого мандату, США втрутилися в низку різних конфліктів, таких як: югославські війни і громадянська війна в Сомалі. Тим не менше, президентство Клінтона також було відмічене скандалом з позашлюбними відносинами з практиканткою Білого Дому Монікою Левінскі. Президента було піддано процедурі імпічменту, але Сенат виправдав його.
На президентських виборах 2000 року результати демократа Альберта Гора і республіканця Джорджа Буша були дуже близькими. Сперечання щодо переможця виборчих перегонів призвели до розгляду справи у Верховному Суді США. 12 грудня 2000 року, після декількох тижнів спорів, Верховний Суд визнав Джорджа Буша 43 президентом США, попри те, що він здобув меншу кількість виборців чим його суперник.

## США в XXI столітті

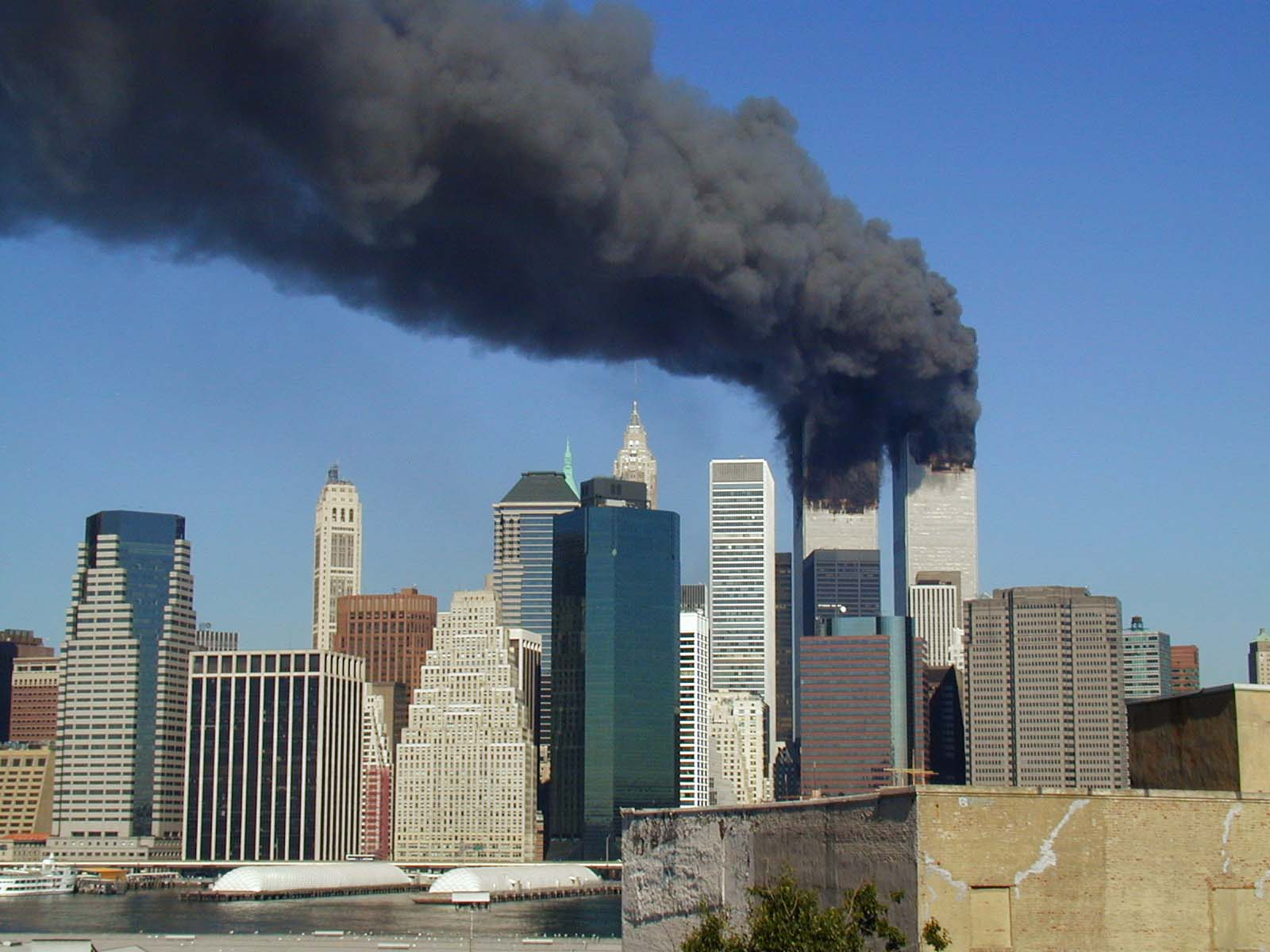
Колишній Всесвітній торговий центр в Нижньому Манхеттені 11 вересня 2001 року в день нападів

11 вересня 2001 року («9/11») Сполучені Штати стали жертвою одного із найбільших терористичних нападів, що глибоко потрясли країну. Вранці того дня чотири групи терористів, причетних до Аль-Каїди, загальною кількістю 19 осіб, захопили 4 рейсові пасажирські авіалайнери. Загарбники направили двоє літаків в башти Всесвітнього торгового центру, розташовані в південній частині Манхеттена в Нью-Йорку.
Рейс 11 American Airlines врізався в башту ВТЦ-1 (північну), а рейс 175 United Airlines — у вежу ВТЦ-2 (південну). Внаслідок цього обидві будівлі обрушилися, викликавши серйозні руйнування прилеглих територій. Півтори години потому, третій літак врізався в Пентагон, штаб-квартиру міністерства оборони США поблизу Вашингтона. Четвертий літак розбився недалеко від Піттсбурга, штат Пенсильванія. Внаслідок атак загинуло близько 3000 чоловік. У відповідь президент Джордж Буш 20 вересня оголосив «війну з терором». 7 жовтня 2001 року Сполучені Штати і НАТО ввели війська в Афганістан, щоб витіснити режим талібів, який надавав притулок «Аль-Каїді» та її лідеру Осамі бен Ладену. Також результатом терактів 11 вересня стала війна міжнародної коаліції на чолі із США в Іраку.
У вересні 2008 року, Сполучені Штати і велика частина Європи, увійшла в найдовший після Другої світової війни спад, який часто називають «Велика рецесія».
У результаті президентських виборів, що пройшли 4 листопада 2008 року, новим президентом США став Барак Обама, який змінив на цій посаді Джорджа Буша. Після інавгурації, що пройшла в січні 2009 року, Барак Обама став першим афро-американським президентом США. 
Серед основних його досягнень за 8 років президентства експерти називають відновлення економічного зростання в країні після кризи 2008 року та реформу системи охорони здоров'я (яка, однак, викликала немало критики). В зовнішній політиці можна виділити такі моменти як виведення основних військ з Іраку та Афганістану, ліквідація «терориста № 1» Осами бен Ладена (якого США вважають головним відповідальним за теракти 11 вересня), участь у досягненні угод зі скасування ядерної програми Ірану та заходів протидії глобальному потеплінню, відновленні, після більш ніж 50-річної перерви, дипломатичних відносин із Кубою та підтримці післяреволюційної України зокрема у її протидії агресії з боку Росії. Серед провалів називають допущення виникнення нової великої терористичної організації ІДІЛ та самоусунення від вирішення кризи в Сирії. Загалом багато експертів звинувачують Барака Обаму в послабленні статусу наддержави США у світі, що, на їх думку, посприяло приходу до влади популіста Трампа.
20 січня 2017 року 45-м президентом США став скандальний мільярдер Дональд Трамп із Республіканської партії, який пообіцяв різко змінити зовнішню та внутрішню політику у бік протекціонізму та захисту інтересів США. Під час своєї першої адміністрації (2017–2021) Дональд Трамп проводив політику економічного протекціонізму, зниження податків, посилення міграційних обмежень, призначив трьох консервативних суддів Верховного суду США, ініціював торговельні конфлікти з Китаєм та союзниками, а також став третім президентом в історії США, якому Палата представників оголосила імпічмент.
Однією з найбільших криз у новітній історії США стала пандемія COVID-19, яка розгорнулася на початку 2020 року. За кілька років пандемії від коронавірусної хвороби померли принаймні 1,2 мільйони американців. На президентських виборах 2020 року Дональд Трамп програв кандидату від Демократичної партії Джо Байдену. Важливою подією в новітній політичній історії став штурм Капітолія США 6 січня 2021 прихильниками Дональда Трампа, метою якого було змінити результати виборів; утім, штурм не став перешкодою для мирної передачі влади адміністрації Байдена.
За час своєї адміністрації (2021—2025) Джо Байден здійснював політику, спрямовану на відновлення ролі США у міжнародних альянсах, та масштабні інвестиції в інфраструктуру і кліматичні ініціативи. Він остаточно вивів американські війська з Афганістану і де-факто очолив міжнародну коаліцію з підтримки України під час повномасштабного російського вторгнення. Байден знову балотувався на президентських виборах 2024 року, але був змушений зняти свою кандидатуру на фоні критики щодо його віку та когнітивних здібностей. Віцепрезидентка Байдена Камала Гарріс програла президентські вибори Дональду Трампу. Чинним Президентом США з 20 січня 2025 року є Дональд Трамп.